# Psittacosaurus
Psittacosaurus (gr. "lagarto con pico de loro") es un género de dinosaurios ceratopsianos psitacosáuridos, que vivieron a mediados del período Cretácico Inferior, entre 130 a 100 millones de años, desde el Barremiano hasta el Aptiano, en lo que hoy es Asia. El género es notable por la gran cantidad de especies que posee. Por lo menos 14 especies extintas se reconoce de los fósiles encontrados en diversas regiones de lo que hoy en día es China, Mongolia y Rusia, con una posible especie adicional en Tailandia. La especie tipo es Psittacosaurus mongoliensis.
Todas las especies de Psittacosaurus tenían el tamaño de una gacela, eran bípedos herbívoros con un alto y poderoso pico en la mandíbula superior. Al menos una de estas especies tenía largas estructuras similares a cerdas tubulares en su cola y espalda baja, que probablemente sirvieran en la exhibición. Psittacosaurs eran los ceratopsianos extremadamente tempranos y mientras que desarrollaron muchas adaptaciones nuevas propias, también compartieron muchas características anatómicas con ceratopsianos posteriores, tales como Protoceratops y Triceratops.
Se encontró un individuo preservado con largos filamentos en la cola, similares a los de Tianyulong y escamas en el resto del animal. Psittacosaurus probablemente tenía comportamientos complejos, basados en las proporciones y el tamaño relativo del cerebro. Es posible que haya estado activo durante breves períodos de tiempo durante el día y la noche, y tenga los sentidos del olfato y la visión bien desarrollados.
Psittacosaurus no es tan familiar en el público en general como su pariente distante Triceratops pero es uno de los más completos dinosaurios conocidos. Se han recolectados fósiles de más de 400 individuos, incluyendo muchos ejemplares completos. La mayoría de los distintos grupos etarios están representados, de crías a adultos, lo que ha permitido varios estudios detallados de las tasas de crecimiento de Psittacosaurus y de la biología reproductiva. La abundancia de este dinosaurio en el registro fósil ha llevado a su uso como fósil guía en los sedimentos del Cretácico Inferior de Asia central.
Psittacosaurus fue uno de los primeros ceratopsianos, pero más cercano a Triceratops que Yinlong. Una vez en su propia familia, Psittacosauridae, con otros géneros como Hongshanosaurus, ahora se considera que es un sinónimo principal de este último y una rama temprana de la rama que dio lugar a formas más derivadas. Los géneros estrechamente relacionados con Psittacosaurus son todos de Asia, con la excepción de Aquilops, de América del Norte. La primera especie fue P. lujiatunensis o un pariente cercano, y puede haber dado lugar a formas posteriores de Psittacosaurus.
Psittacosaurus es uno de los géneros de dinosaurios más conocidos. Hasta ahora se han recolectado fósiles de cientos de individuos, incluidos muchos esqueletos completos. La mayoría de las clases de edad están representadas, desde la cría hasta el adulto, lo que ha permitido varios estudios detallados de las tasas de crecimiento de Psittacosaurus y la biología reproductiva. La abundancia de este dinosaurio en el registro fósil ha llevado a etiquetar los sedimentos del Cretácico Inferior del este de Asia como biocron Psittacosaurus.

## Descripción

Comparación de tamaño entre
un psitacosaurio y un humano.

Las distintas especies de Psittacosaurus se diferenciaban, principalmente, en el tamaño y en ciertos rasgos del cráneo y del esqueleto, pero compartieron la misma configuración morfológica general. La especie de la que se dispone un mayor número de datos e información,  Psittacosaurus mongoliensis, podía alcanzar hasta 2 metros de longitud. El peso máximo del cuerpo de un P. mongoliensis adulto superaba probablemente los 20 kilogramos. Varias especies se han aproximado a las proporciones del P. mongoliensis, tales como P. major P. xinjiangensis y P. neimongoliensis, mientras que otras presentaban unas dimensiones menores, P. sinensis y P. meileyingensis. El P. ordosensis es la especie más pequeña conocida, con un tamaño un 30 % menor que el del P. mongoliensis. Las especies más grandes, P. lujiatunensis y P. sibiricus, aunque ni uno ni otro fuera perceptiblemente más grande que P. mongoliensis.  Los esqueletos postcraneales de Psittacosaurus son más típicos de un ornitisquio bípedo "genérico". Solo hay cuatro dígitos en la mano, a diferencia de los cinco que se encuentran en la mayoría de los otros ornitisquios, incluidos todos los demás ceratopsianos, mientras que el pie de cuatro dedos es muy similar a muchos otros ornitisquios pequeños. 

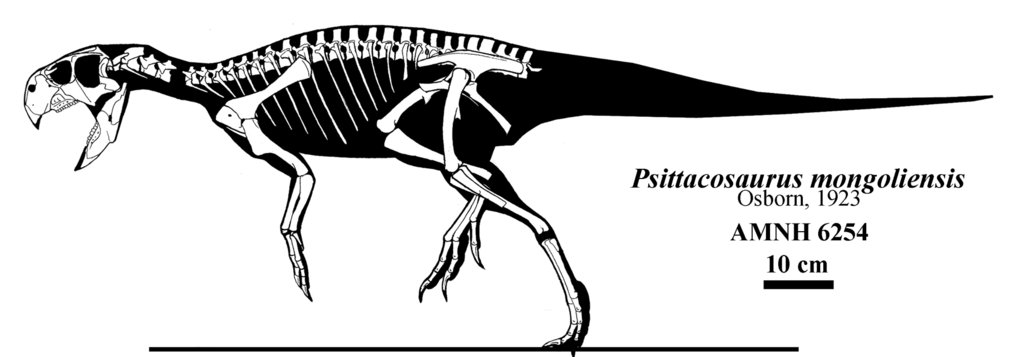
Restauración esquelética del holotipo de P. mongoliensis.

El cráneo de Psittacosaurus presenta muchas modificaciones en comparación con otros dinosaurios ornitisquios, siendo extremadamente alto, corto y con un perfil redondo en algunas especies. La porción situada delante de la órbita ocular tenía solamente un 40 % del tamaño total del cráneo, era más corta que en cualquier otro ornitisquio conocido. Las mandíbulas inferiores de Psittacosaurus son caracterizadas por un canto vertical con bulbo abajo del centro de cada diente. Tanto las mandíbulas superiores como las inferiores presentaban un pico formado por los huesos rostral y predental, respectivamente. El núcleo óseo del pico pudo haber estado recubierto de queratina, con la finalidad de mantener una superficie afilada y cortante que ayudase a cortar las zonas duras de las plantas. Como el nombre genérico sugiere, el cráneo corto recuerda superficialmente al de los loros. Los cráneos de Psittacosaurus compartieron varios rasgos evolutivos con ceratopsianos más derivados, como un único hueso rostral en la punta de la mandíbula superior, además de los huesos yugales. Sin embargo, no había todavía ninguna señal de una gola o de los prominentes cuernos faciales que desarrollarían los ceratopsianos posteriormente.  P. sibiricus poseyó cuernos óseos que resaltaban del cráneo, pero éstos son probablemente un ejemplo de evolución convergente.
En P. mongoliensis, al igual que en otras especies, la longitud de los miembros delanteros era de un 58 % respecto a la longitud de los miembros traseros, por lo que se deduce que estos animales manifestaban una locomoción bípeda a lo largo de toda su vida. Contaban con tan sólo cuatro dedos en la mano, frente a los cinco dedos encontrados en prácticamente todos los demás ornitisquios, incluyendo a los ceratopsianos más avanzados. En el aspecto general, las patas eran similares a la de los otros ornitisquios pequeños, pisando sobre cuatro dedos.

### Tejidos blandos y coloración
El tegumento, o cubierta corporal, de Psittacosaurus se conoce a partir de un espécimen chino, que muy probablemente proviene de la Formación Yixian de la provincia de Liaoning , China. El espécimen, que aún no está asignado a ninguna especie en particular, probablemente fue exportado ilegalmente desde China y fue donado al Museo Senckenberg en Alemania . Se describió mientras se esperaba la repatriación, los intentos de repatriación anteriores no tuvieron éxito.

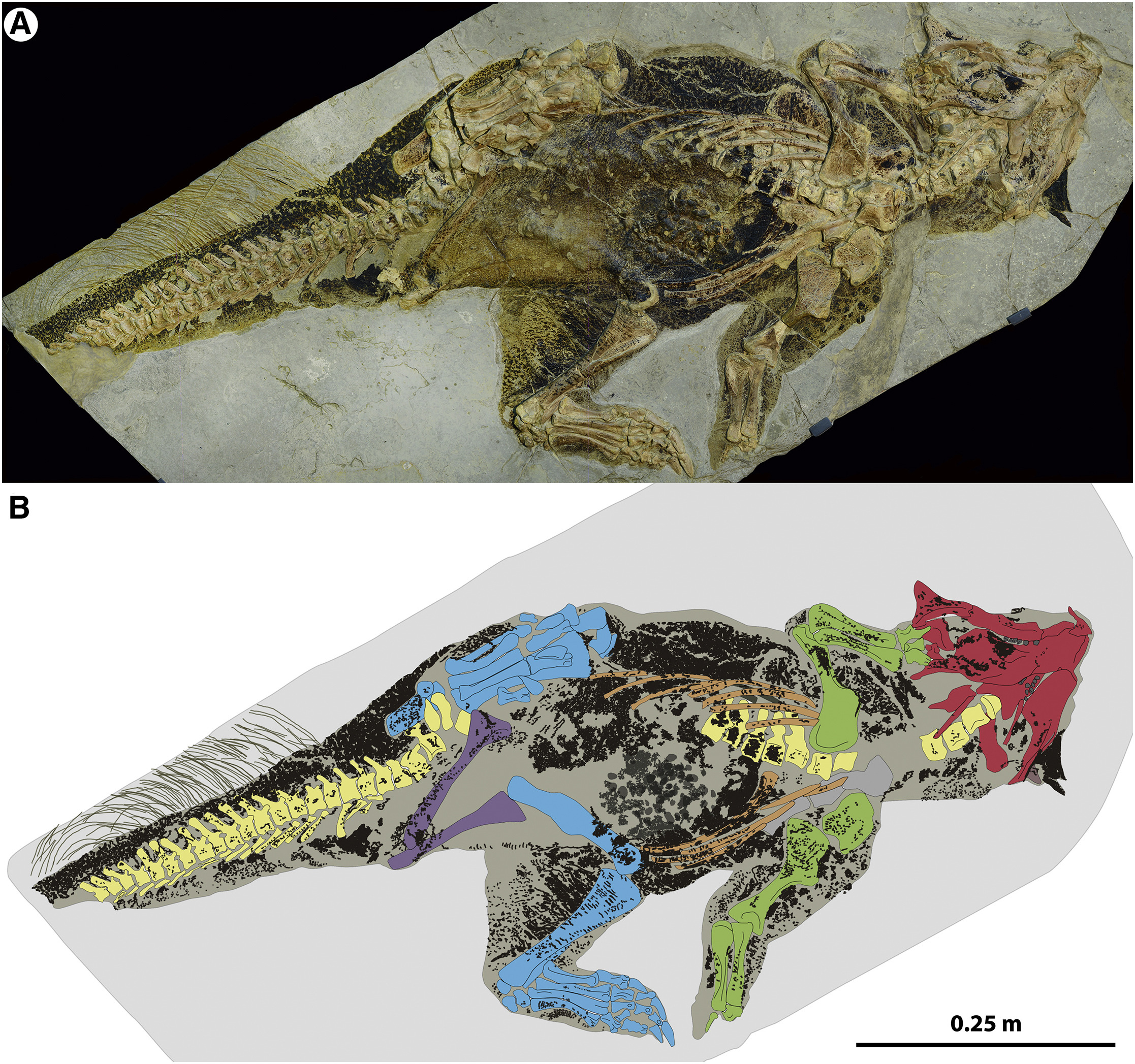
Muestra con pigmentación y tegumento de la cola conservados, espécimen SMF R 4970.

La mayor parte del cuerpo estaba cubierta de escamas. Las escamas más grandes estaban dispuestas en patrones irregulares, con numerosas escamas más pequeñas ocupando los espacios entre ellas, de manera similar a las impresiones de la piel conocidas de otros ceratopsianos, como Chasmosaurus. También se conservó una serie de lo que parecen ser estructuras tubulares huecas en forma de cerdas, de aproximadamente 16 centímetros de largo, dispuestas en una fila por la superficie dorsal de la cola. Estos fueron confirmados por los autores, así como por un científico independiente, para no representar material vegetal. Las estructuras tegumentarias en forma de cerdas se extienden hacia la piel casi hasta las vértebras y probablemente eran circulares o tubulares antes de ser conservadas. Bajo luz ultravioleta, emitían la misma fluorescencia que las escamas, dando la posibilidad de que estuvieran queratinizadas. El estudio indicó que, "en la actualidad, no hay evidencia convincente que muestre que estas estructuras sean homólogas a los filamentos tegumentarios estructuralmente diferentes de los dinosaurios terópodos ". Sin embargo, encontraron que todos los demás tegumentos parecidos a plumas de la Formación Yixian podían identificarse como plumas.
En 2008, se publicó otro estudio que describe el tegumento y la dermis de Psittacosaurus sp., A partir de un espécimen diferente. Los restos de piel se pudieron observar mediante una sección transversal natural para compararlos con los animales modernos, lo que muestra que las capas dérmicas de los dinosaurios evolucionaron en paralelo a las de muchos otros vertebrados grandes. Las fibras de tejido de colágeno en Psittacosaurus son complejas, virtualmente idénticas a todos los demás vertebrados en estructura pero con un grosor excepcional de unas cuarenta capas. Como las secciones de la dermis se recolectaron del abdomen, donde se erosionaron las escamas, el tejido pudo haber ayudado con la musculatura del estómago y los intestinos y ofrecido protección contra los depredadores.

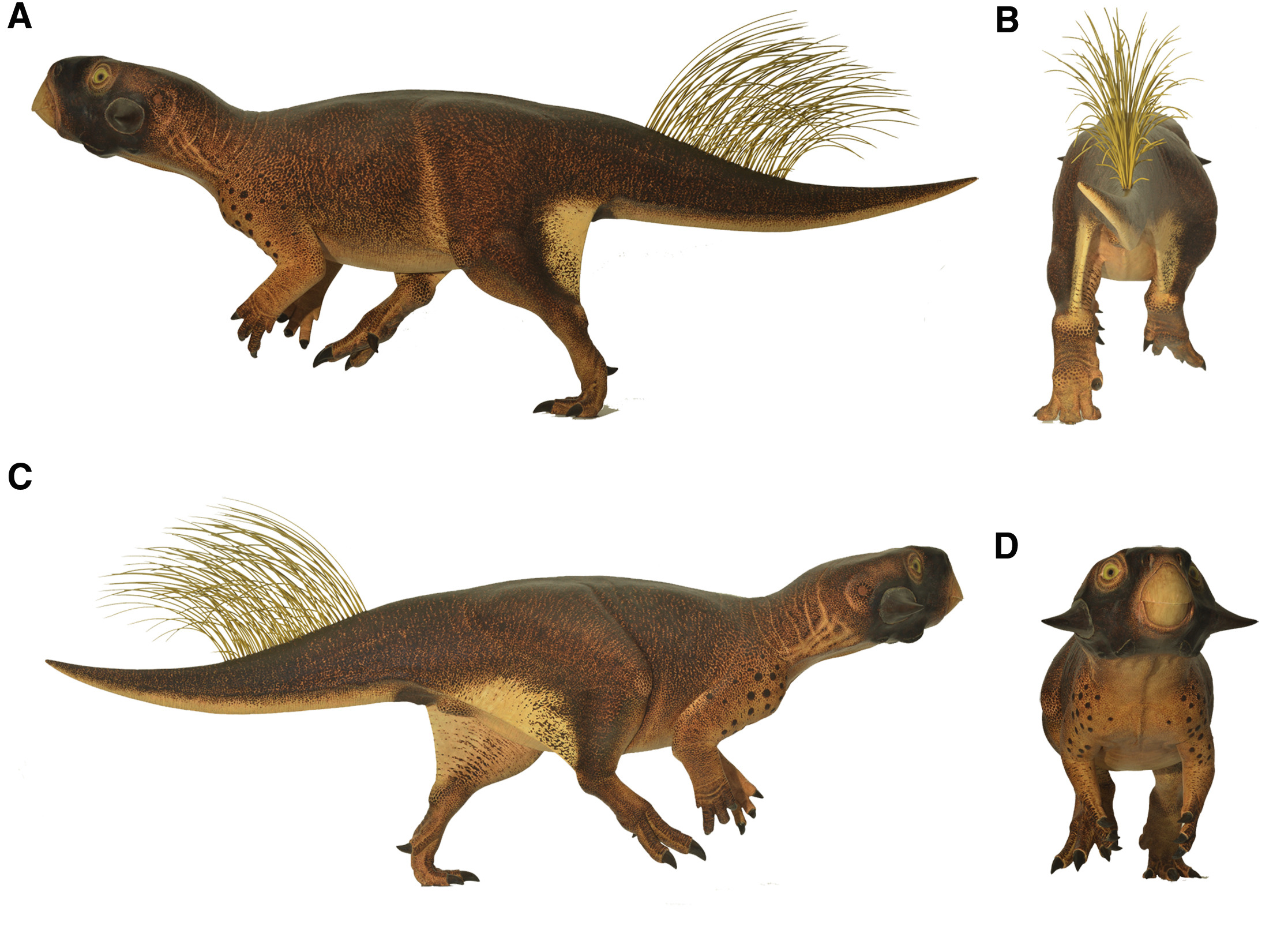
Modelo basado en SMF R 4970

Como se describe en un estudio de 2016, el examen de los melanosomas conservados en el espécimen de Psittacosaurus conservado con tegumento indicó que el animal estaba moteado, probablemente relacionado con vivir en un hábitat de bosque denso con poca luz, al igual que muchas especies modernas de ciervos que viven en los bosques y antílope; las rayas y manchas en las extremidades pueden representar una coloración disruptiva . El espécimen también tenía densos racimos de pigmento en sus hombros, cara, posiblemente para exhibición y cloaca, que puede haber tenido una función antimicrobiana,  así como una gran patagio sobre sus patas traseras que conectaban con la base de la cola. Sus ojos grandes indican que probablemente también tenía buena visión, lo que habría sido útil para encontrar comida o evitar a los depredadores. Los autores señalaron que podría haber habido una variación en la coloración en el rango del animal, dependiendo de las diferencias en el entorno de luz.  Los autores no pudieron determinar a qué especie de Psittacosaurus de la Formación Jehol pertenecía el espécimen debido a la forma en que se conserva el cráneo, pero descartaron P. mongoliensis , basándose en las características de la cadera.
Otro estudio de 2016 utilizó imágenes de fluorescencia estimuladas con láser para analizar la estructura interna de las cerdas. Las cerdas altamente cornificadas se dispusieron en grupos apretados de tres a seis cerdas individuales, y cada cerda se llenó de pulpa. Los autores consideraron que las cerdas eran muy similares a las púas de Tianyulong y las plumas filamentosas anchas alargadas (EBFF) escasamente distribuidas de Beipiaosaurus . Cerdas similares, no derivadas de plumas, se encuentran en algunas aves existentes, como el "cuerno" del chillón con cuernos y las "barbas" de los pavos ; Estas estructuras se diferencian de las plumas en que no están ramificadas, están muy cornificadas y no se desarrollan a partir de un folículo, sino que surgen de poblaciones de células discretas que exhiben un crecimiento continuo. También se encontró una estructura de tejido blando oscurecida cerca del cuerno yugal; esto puede representar una vaina queratinosa o un colgajo de piel.
Un estudio de 2020 de SMF R 4970 lo identificó como un subadulto de aproximadamente 6 a 7 años y descubrió que conserva la primera cloaca conocida de un dinosaurio no avaliano. El posicionamiento del individuo cuando murió hace que se puedan ver ambos lados de la estructura, aunque el lado derecho está mejor conservado. La cloaca de Psittacosaurus es comparable a la de los cocodrilos, con un "respiradero que se abre longitudinalmente" y un "patrón de roseta de escamas cloacales y 129 filas transversales de escamas ventrales cuadrangulares", a diferencia del área desnuda alrededor de la cloaca de las aves. Como los cocodrilos y las aves modernas, la genetalia de dinosaurios se colocaron internamente. Dado que SMF R 4970 no estaba completamente maduro sexualmente cuando murió, desafortunadamente la estructura completamente madura, así como el sexo del individuo y cualquier falo coacal que pueda haber estado presente en la vida, son indeterminados.

#### Características por especie

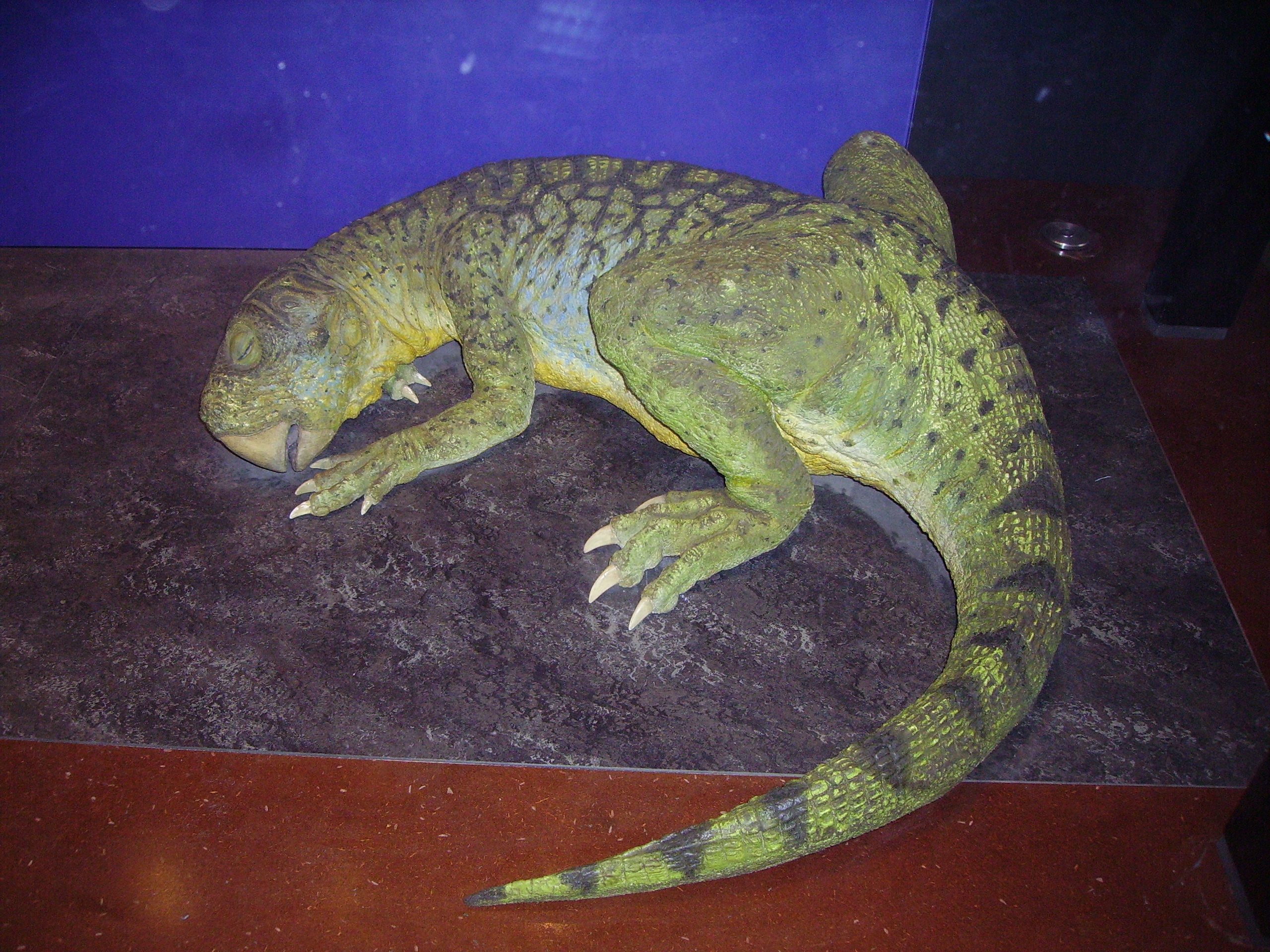
Antiguo modelo de un psitacosaurio en el Museo de Historia Natural de Londres.

Los cráneos de P. mongoliensis son planos en la parte superior, especialmente sobre la parte posterior del cráneo, con una depresión triangular, la fosa antorbitaria, en la superficie exterior del maxilar, un hueso de la mandíbula superior. Hay un reborde en el borde inferior del dentario, el hueso que lleva el diente de la mandíbula inferior, aunque no es tan prominente como en P. meileyingensis o P. major (= P. lujiatunensis ). P. mongoliensis se encuentra entre las especies más grandes conocidas. El cráneo del espécimen tipo, que probablemente sea un juvenil, mide 15,2 centímetros de largo y el fémur asociado mide 16,2 centímetros de largo.  Otros especímenes son más grandes, con el fémur documentado más grande que mide aproximadamente 21 centímetros de largo.
P. sinensis se distingue fácilmente de todas las demás especies por las numerosas características del cráneo. Los cráneos adultos son más pequeños que los de P. mongoliensis y tienen menos dientes. Excepcionalmente, el hueso premaxilar contacta con el hueso yugal en la parte exterior del cráneo. Los yugales se ensanchan hacia los lados, formando "cuernos" proporcionalmente más anchos que en cualquier otra especie conocida de Psittacosaurus, excepto P. sibiricus y P. lujiatunensis . Debido a las mejillas ensanchadas, el cráneo es en realidad más ancho que largo. Un "cuerno" más pequeño está presente detrás del ojo, en el contacto del yugal y postorbital.huesos, una característica que también se observa en P. sibiricus . La mandíbula inferior carece de la abertura hueca, o fenestra , que se ve en otras especies, y toda la mandíbula inferior está arqueada hacia afuera, lo que le da al animal la apariencia de una mordida inferior.  El cráneo de un P. sinensis adulto puede alcanzar los 11,5 centímetros de largo.

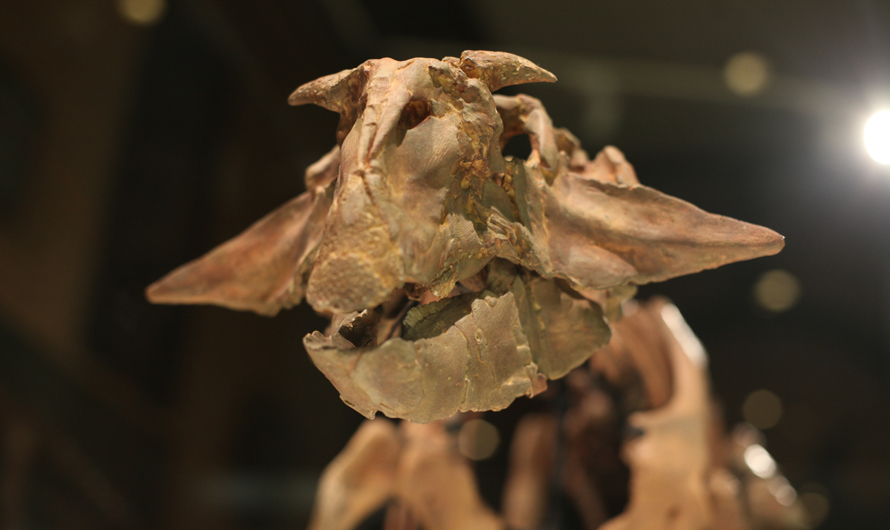
Cráneo de P. sibiricus en vista frontal

P. sibiricus es la especie más grande conocida de Psittacosaurus . El cráneo del espécimen tipo mide 20,7 centímetros de largo  y el fémur mide 22,3 centímetros  de largo. También se distingue por el volante de su cuello , que es más largo que cualquier otra especie, del 15 al 18% de la longitud del cráneo. Una característica muy llamativa de P. sibiricus es el número de "cuernos" alrededor de los ojos, con tres prominencias en cada postorbitario y una delante de cada ojo, en los huesos palpebrales. Los cuernos similares que se encuentran en el postorbital de P. sinensis no son tan pronunciados pero pueden ser homólogos. El yugal tiene "cuernos" extremadamente prominentes y puede entrar en contacto con la premaxila, ambas características también se ven en P. sinensis posiblemente relacionado . Hay un reborde en el dentario de la mandíbula inferior, similar a P. mongoliensis , P. meileyingensis y P. sattayaraki . Puede diferenciarse de las otras especies de Psittacosaurus por una combinación de 32 características anatómicas, incluidas seis que son exclusivas de la especie. La mayoría de estos son detalles del cráneo, pero una característica inusual es la presencia de 23 vértebras entre el cráneo y la pelvis, a diferencia de las 21 o 22 en las otras especies donde se conocen las vértebras.

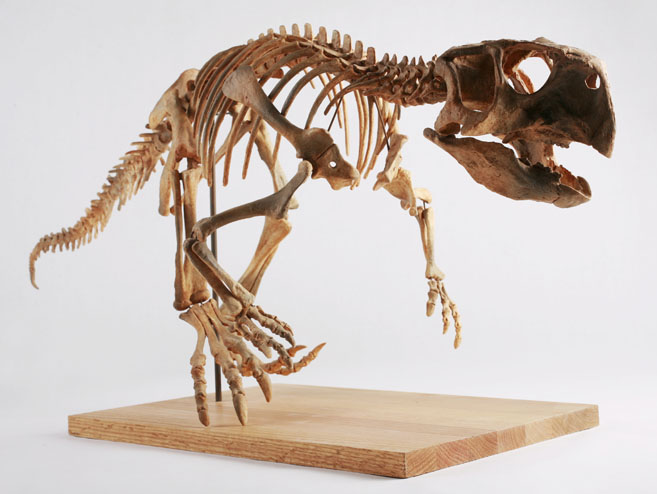
Esqueleto de P. meileyingensis, Museo Infantil de Indianápolis

P. xinjiangensis se distingue por un prominente "cuerno" yugal que se aplana en la parte frontal, así como algunas características de los dientes. El ilion , uno de los tres huesos de la pelvis, también tiene un proceso óseo característicamente largo detrás del acetábulo, cavidad de la cadera. Un fémur adulto tiene una longitud publicada de unos 16 centímetros. P. meileyingensis tiene el hocico y el cuello más cortos de todas las especies, lo que hace que el cráneo sea de perfil casi circular. La órbita del ojo es aproximadamente triangular, y hay un reborde prominente en el borde inferior del dentario, una característica que también se observa en especímenes de P. lujiatunensis.y en menor grado en P. mongoliensis , P. sattayaraki y P. sibiricus. El cráneo de tipo completo, probablemente adulto, mide 13,7 centímetros de largo.  El dentario de P. sattayaraki tiene un reborde similar al que se encuentra en P. mongoliensis, P. sibiricus , P. lujiatunensis y P. meileyingensis, aunque es menos pronunciado que en esas especies. El material parece tener aproximadamente el mismo tamaño que P. sinensis.  El hueso frontal de P. neimongoliensises claramente estrecho en comparación con el de otras especies, lo que resulta en un cráneo más estrecho en general. El hueso isquion de la pelvis también es más largo que el fémur, lo que se diferencia de otras especies en las que se conocen estos huesos.  El espécimen tipo tiene una longitud de cráneo de 13,2 centímetros y una longitud femoral de 13 centímetros , pero no está completamente desarrollado. Un P. neimongoliensis adulto era probablemente más pequeño que P. mongoliensis , con un cráneo y una cola proporcionalmente más largos. P. ordosensis se puede distinguir por numerosas características de los yugales, que tienen "cuernos" muy prominentes. También es la especie más pequeña conocida. Un cráneo adulto mide solo 9,5 centímetros de largo.

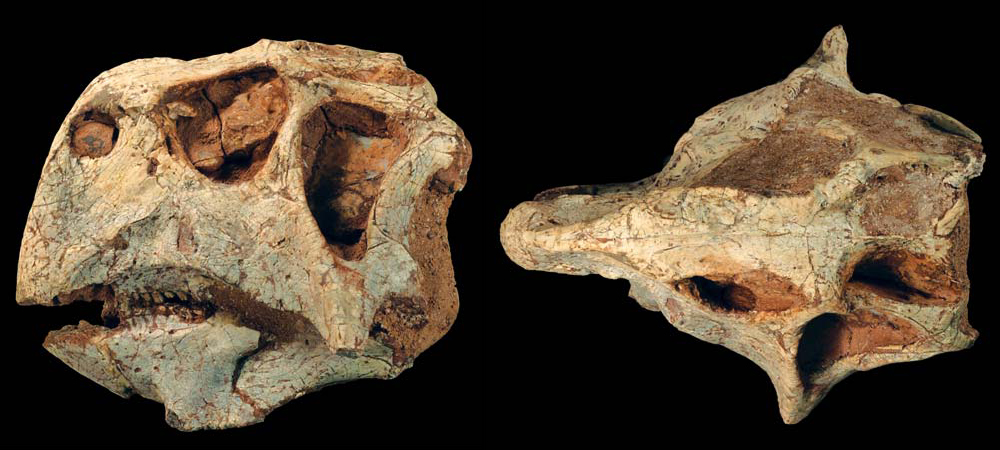
Cráneo de P. lujiatunensis LHPV 1 desde la izquierda y arriba

El cráneo tipo de P. lujiatunensis mide 19 cm de largo, mientras que el cráneo más grande conocido mide 20,5 centímetros de largo, por lo que esta especie era similar en tamaño a P. mongoliensis y P. sibiricus. Hay una fosa delante del ojo, como en P. mongoliensis . Los huesos yugales se ensanchan ampliamente hacia afuera, haciendo que el cráneo sea más ancho que largo, como se ve en P. sinensis . En P. sibiricus también se encuentran yugales muy ensanchados. En general, se cree que esta especie exhibe varias características primitivas en comparación con otras especies de Psittacosaurus , lo que es consistente con su mayor edad geológica. P. gobiensis era de cuerpo pequeño, 1 metro  de largo y se diferencia de otras especies de Psittacosaurus por "detalles significativos, pero estructuralmente menores". Estos incluyen la presencia de un cuerno piramidal en el postorbitario , una depresión en el contacto postorbitario-yugal y el grosor del esmalte. P. mongoliensis fue contemporáneo.

## Descubrimiento e investigación

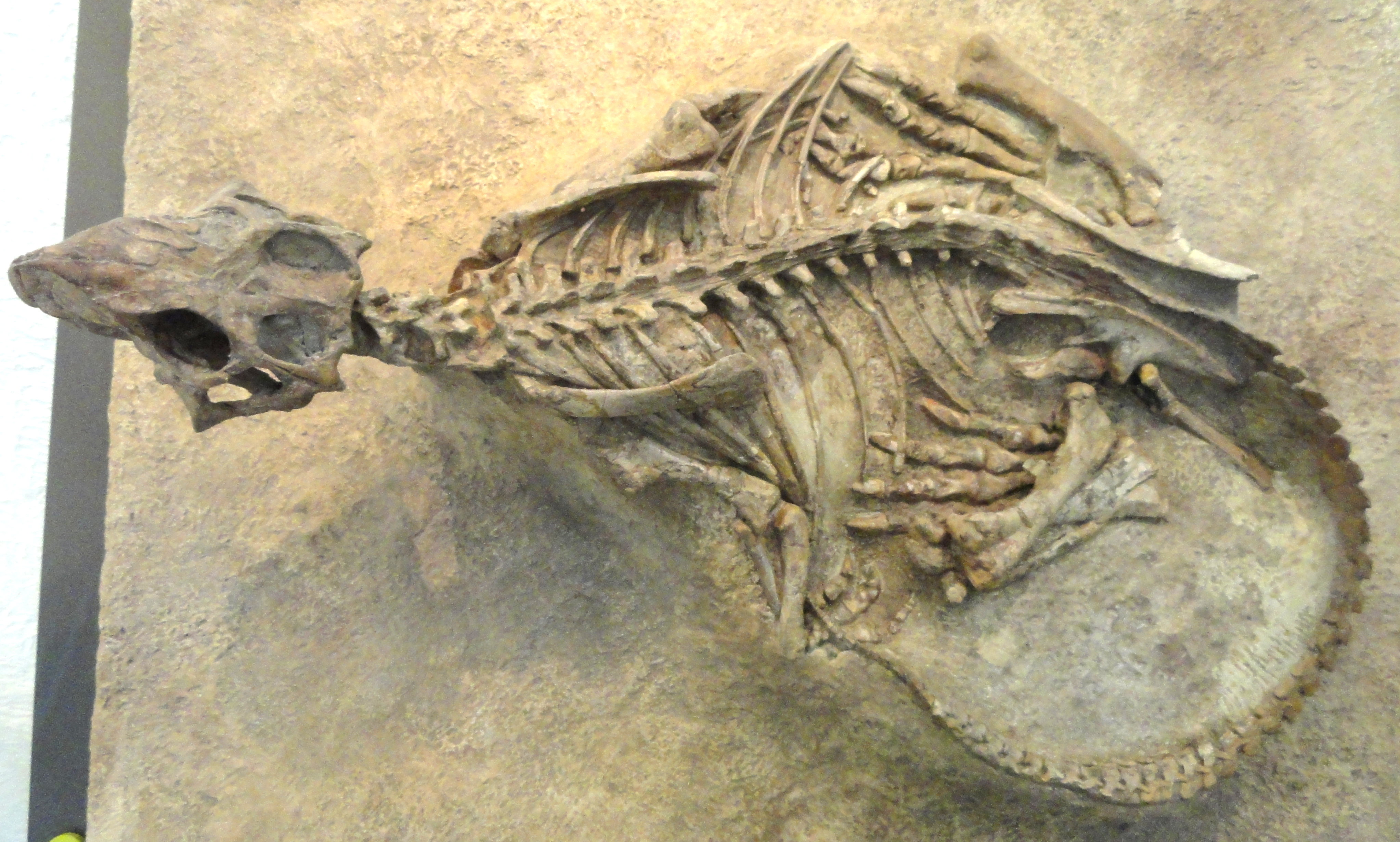
Holotype of P. mongoliensis (specimen AMNH 6254), Museo Americano de Historia Natural.

El género Psittacosaurus fue nombrado en 1923 por Henry Fairfield Osborn, paleontólogo y presidente del Museo Americano de Historia Natural. El nombre genérico está compuesto de las palabras griegas ψιττακος, psittakos, "loro" y σαυρος, sauros, "lagarto", haciendo referencia a su pico, similar al de los loros y a su naturaleza reptiliana. Psittacosaurus fue descrito por primera vez como género en 1923 por Henry Fairfield Osborn. Nombró a la especie tipo P. mongoliensis, por la ubicación de su descubrimiento en Mongolia, ubicándola en la nueva familia Psittacosauridae. Los restos de este dinosaurio se descubrieron por primera vez el año anterior, en la tercera expedición del Museo Americano de Historia Natural al desierto de Gobi de Mongolia, cuando uno de los conductores de la expedición, Wong, encontró el espécimen tipo, AMNH 6254, que conserva un casi completo cráneo, así como un esqueleto post craneal que carece de secciones de las extremidades. Esta misma expedición encontró los restos de muchos otros dinosaurios mongoles famosos, incluidos Protoceratops, Oviraptor y Velociraptor. Muchas expediciones posteriores de varias combinaciones de paleontólogos mongoles, rusos, chinos, estadounidenses, polacos, japoneses y canadienses también recuperaron especímenes de Mongolia y el norte de China. En estas áreas, los fósiles de Psittacosaurus mongoliensis se encuentran en au mayoría en estratos sedimentarios que datan del Aptiano a Albiano de principios del período Cretácico, o aproximadamente de 125 a 100 millones de años. Se han recuperado restos fósiles de más de 75 individuos, incluidos casi 20 esqueletos completos con calaveras. Se conocen individuos de todas las edades, desde crías de menos de 13 centímetros de largo, hasta adultos muy viejos que alcanzan casi 2 metros de largo.

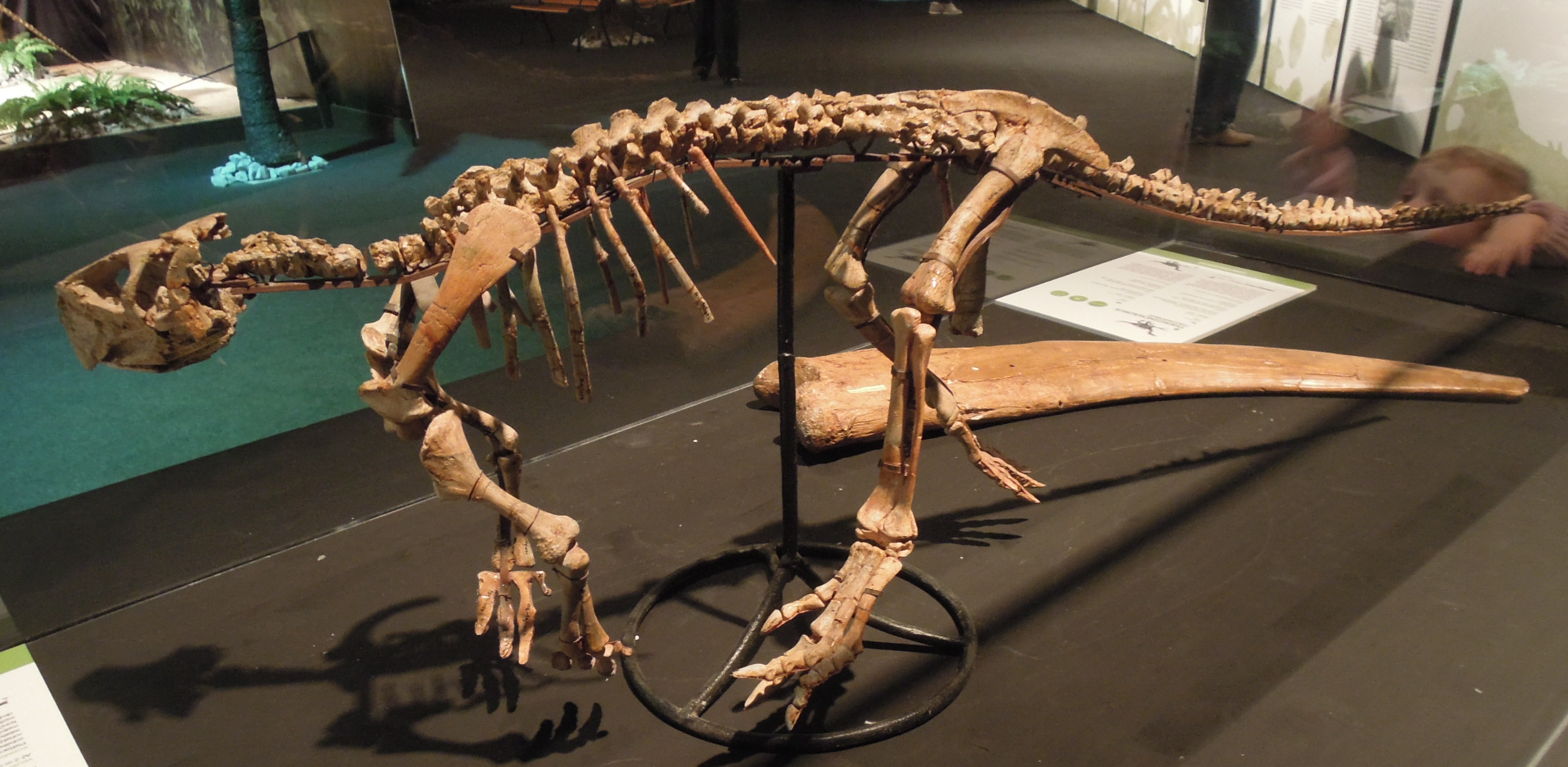
Esqueleto de P. mongoliensis montado, Dinosaurium

Al describir Psittacosaurus mongoliensis en 1923, Osborn también dio el nombre de Protiguanodon mongoliense a otro esqueleto encontrado cerca, creyendo que representaba un antepasado del ornitópodo Iguanodon , en la nueva subfamilia Protiguanodontinae. Protiguanodon mongoliense , AMNH 6523, medía 1,35 metros de largo y era conocido por gran parte del esqueleto, aunque en el momento de la descripción las vértebras del cuello todavía estaban cubiertas por una matriz . Osborn diagnosticó sus taxones basándose en las características de los dientes y el hocico. Sin embargo, los taxonomistas modernos encuentran estas características insignificantes, colocando Protiguanodon mongoliense dentro de Psittacosaurus mongoliensis. Cuando se preparó más el esqueleto, quedó claro que era casi idéntico a Psittacosaurus mongoliensis.  En 1958, el paleontólogo chino Yang Zhongjian, conocido como CC Young, reasignó el esqueleto a Psittacosaurus protiguanodonensis. En la actualidad, el espécimen está asignado a la especie Psittacosaurus mongoliensis y los nombres Protiguanodon mongoliense y Psittacosaurus protiguanodonensis se consideran sinónimos más modernos del nombre Psittacosaurus mongoliensis, que se acuñó primero.

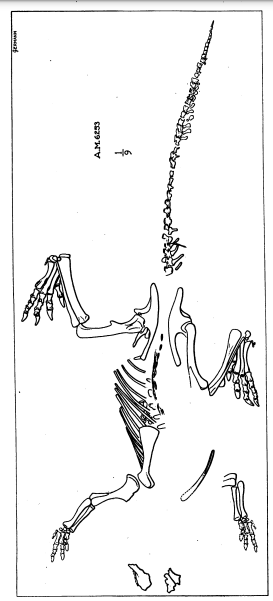
Esqueleto tipo de Protiguanodon mongoliense (hoy Psittacosaurus mongoliensis) en el informe del descubrimiento de Psittacosaurus y Protiguanodon

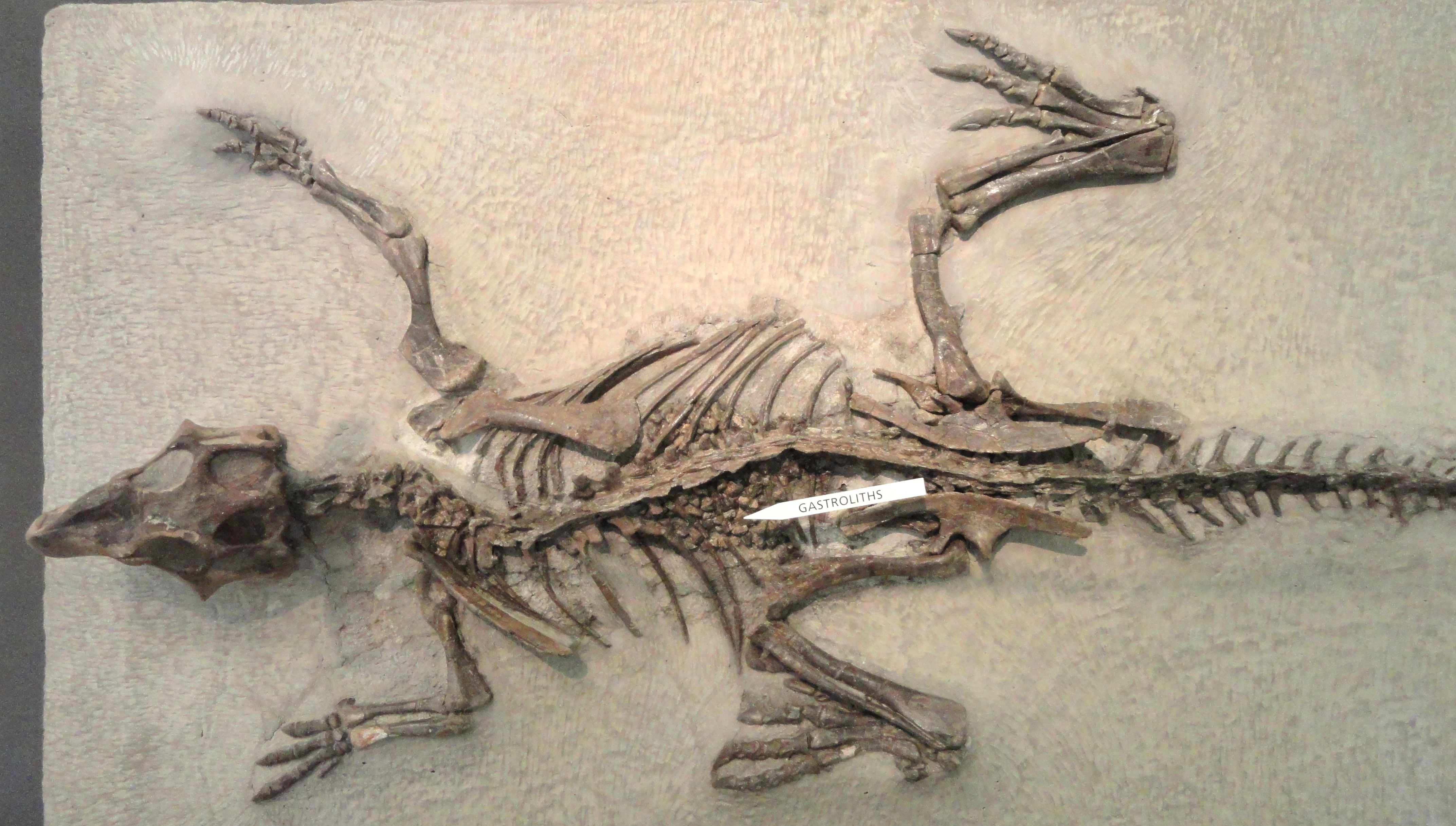
Espécimen de P. mongoliensis AMNH 6254 con gastrolitos en la región del estómago (flecha).

En 1931, CC Young nombró una nueva especie de Psittacosaurus por un cráneo parcial descubierto en Mongolia Interior, China.  El cráneo se llamó P. osborni en honor a Henry Fairfield Osborn. La validez de esta especie ahora se considera equívoca. Sereno en 1990 lo consideró sinónimo de P. mongoliensis , que se encuentra en estratos cercanos de la misma edad.  You y Dodson en 2004 lo enumeraron como válido en una tabla, pero no en su texto. En una revisión de 2010, Sereno volvió a considerar a P. osborni como sinónimo de P. mongoliensis, pero señaló que era provisional debido a la presencia de múltiples especies válidas de psitacosaurios en Mongolia Interior.  Young también describió la especie P. tingi en el mismo informe de 1931 que contenía P. osborni. Se basa en varios fragmentos de cráneo.  Posteriormente, sinonimizó las dos especies con el nombre de P. osborni .  You y Dodson en 2004 siguieron esto en una tabla,  pero Sereno consideró ambas especies como sinónimos de P. mongoliensis, en una tabla de 2010 este último reporta P. tingi como un nomen dubium, sin embargo. La mitad frontal de un cráneo del condado de Guyang en Mongolia Interior se describió como Psittacosaurus guyangensis en 1983. Se encontraron restos postcraneales desarticulados que representan a varios individuos en la misma localidad y se asignaron a la especie. Si bien difiere del espécimen tipo de P. mongoliensis, cae dentro del rango de variación individual visto en otros especímenes de esa especie y ya no se reconoce como una especie válida.  You y Dodson en 2004 incluyeron P. guyangensis en una tabla de taxones válidos, pero no lo incluyeron como tal en su texto.

### Procedencia

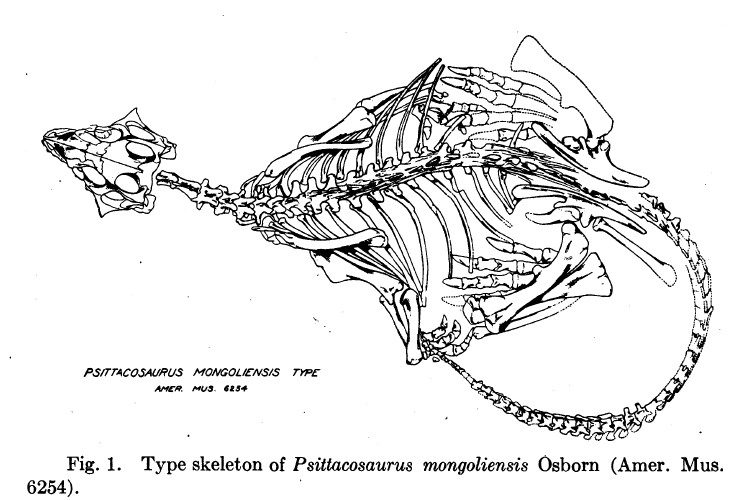
Espécimen holotipo de Psittacosaurus mongoliensis, especie tipo del género.

De los más de 400 especímenes con los que se conoce al género Psittacosaurus, más de 75 pertenecen a la especie tipo, P. mongoliensis. Todos los fósiles de Psittacosaurus descubiertos hasta el momento se han encontrado en sedimentos del Cretácico Inferior en Asia, desde el sur de Siberia hasta el norte de China, y posiblemente más al sur, en Tailandia. La edades de mayor frecuencia de estas formaciones geológicas se encuentran desde finales del Barremiense hasta finales del Albiense (hace 125 a 100 millones de años aproximadamente). Se han descubierto fósiles en casi todas las formaciones sedimentarias terrestres de finales de la época Barremiana a la Albiana en Mongolia y el norte de China, haciendo que junto con el común pterosaurio Dsungaripterus sean considerados fósiles índice de esa región en estos períodos geológicos.

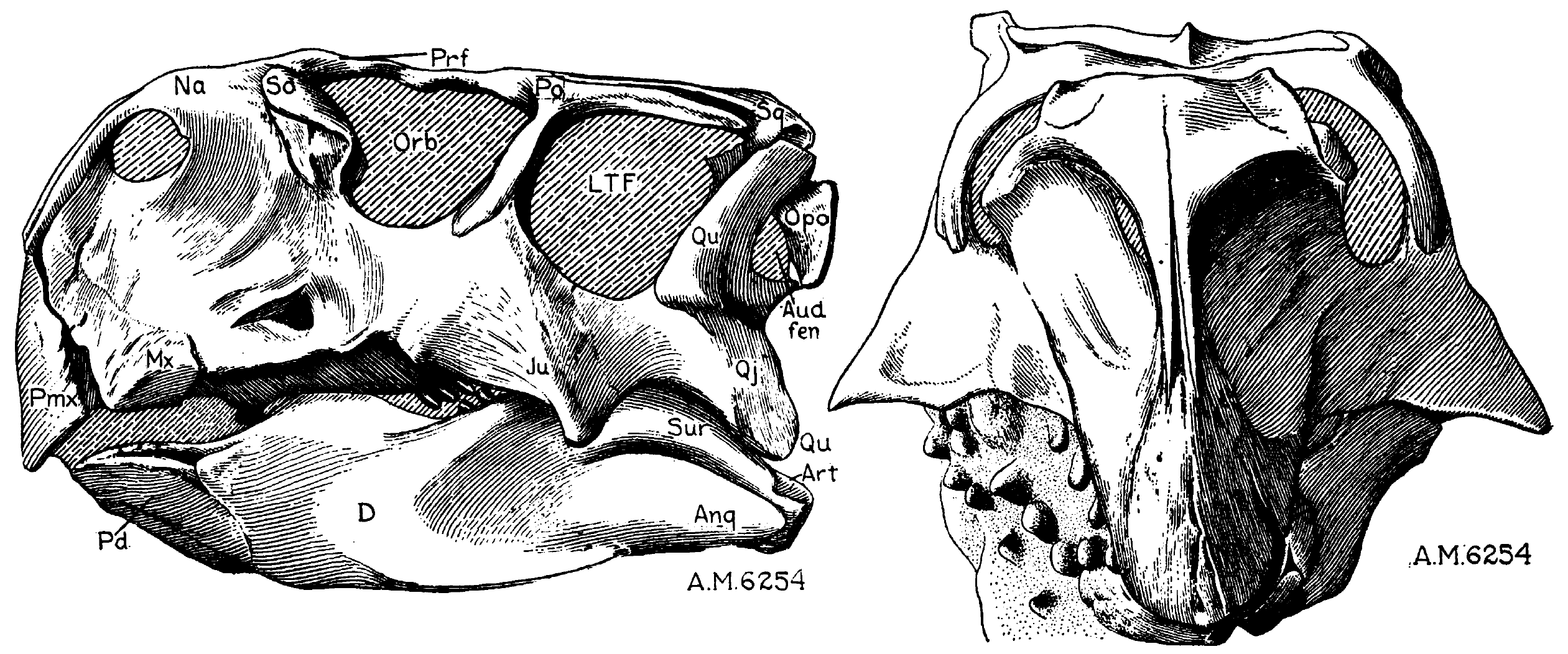
Ilustración del cráneo de un psitacosaurio.

La especie más antigua conocida es P. lujiatunensis, hallada en las capas inferiores de la Formación Yixian. Más de 200 especímenes atribuidos a este género han sido descubiertos en la Formación de Yixian, pero la edad específica de los sedimentos ha sido eje de un gran número de debates. Aunque muchos de los primeros estudios que empleaban la datación radiométrica, ubicaban a Yixian en el período Jurásico, diez millones de años por fuera del rango temporal esperado de los Psittacosaurus, gran parte de los trabajos recientes lo datan en el Cretácico Inferior. Usando el método de datación argón-argón, un equipo de científicos chinos dató los estratos más bajos de la formación en cerca de 128 millones de años, y los más altos en aproximadamente 122. Un estudio más reciente, que empleó la datación uranio-plomo, sugirió que los estratos más bajos son más recientes, de aproximadamente 125 millones de años, mientras que se acepta una edad de 122 para los estratos más altos. Este trabajo indica que la Formación Yixian se corresponde con el Aptiano temprano o posiblemente con el Barremiano tardío.

### Otras especies asignadas
Se han referido diecisiete especies al género Psittacosaurus, aunque solo de nueve a once se consideran válidas en la actualidad. Este es el número más alto de especies válidas actualmente asignadas a cualquier género de dinosaurio, sin incluir las aves. Por el contrario, la mayoría de los demás géneros de dinosaurios son monoespecíficos y contienen solo una especie conocida. Lo más probable es que la diferencia se deba al sesgo en el proceso de fosilización. Si bien Psittacosaurus se conoce a partir de cientos de especímenes fósiles, la mayoría de las otras especies de dinosaurios se conocen de muchas menos, y muchas están representadas por un solo espécimen. Con un tamaño de muestra muy alto, la diversidad de Psittacosaurus se puede analizar de forma más completa que la de la mayoría de los géneros de dinosaurios, lo que da como resultado el reconocimiento de más especies. La mayoría de los géneros de animales existentes están representados por múltiples especies, lo que sugiere que este también puede haber sido el caso de los géneros de dinosaurios extintos, aunque es posible que la mayoría de estas especies no se hayan conservado. Además, la mayoría de los dinosaurios se conocen únicamente a partir de huesos y solo pueden evaluarse desde un punto de vista morfológico, mientras que las especies existentes a menudo tienen una morfología esquelética muy similar pero difieren en otras formas que normalmente no se conservarían en el registro fósil, como el comportamiento o coloración. Por lo tanto, la diversidad de especies real puede ser mucho mayor que la reconocida actualmente en este y otros géneros de dinosaurios. Como algunas especies se conocen solo por el material del cráneo, las especies de Psittacosaurus se distinguen principalmente por las características del cráneo y los dientes. Varias especies también pueden reconocerse por las características de la pelvis.

#### Psittacosaurus sinensis
En la década de 1950, se encontró una nueva especie china de Psittacosaurus en la Formación Qingshan de la provincia de Shandong datada del Aptiense al Albiense, al sureste de Beijing. CC Young lo llamó P. sinensis para diferenciarlo de P. mongoliensis, que se había encontrado originalmente en Mongolia. Desde entonces se han recuperado fósiles de más de veinte individuos, incluidos varios cráneos y esqueletos completos, lo que la convierte en la especie más conocida después de P. mongoliensis. El paleontólogo chino Zhao Xijin nombró una nueva especie en honor a su mentor, CC Young, en 1962. Sin embargo, el espécimen tipo de P. youngi, un esqueleto y cráneo parciales, se descubrió en las mismas rocas que, P. sinensis y parece ser muy similar, por lo que P. youngi generalmente se considera un sinónimo más moderno de esa especie más conocida. Al igual que con P. guyangensis y P. osborni, You y Dodson en 2004 lo enumeraron como válido en una tabla, pero no en su texto.

#### Psittacosaurus xinjiangensis
En 1988, Zhao y el paleontólogo estadounidense Paul Sereno describieron P. xinjiangensis, que lleva el nombre de la Región Autónoma de Xinjiang en la que se descubrió. Varios individuos de diferentes edades fueron descubiertos a principios de la década de 1970 por paleontólogos chinos y descritos por Sereno y Zhao, aunque el holotipo y el esqueleto más completo pertenecían a un juvenil. Más tarde se descubrió un esqueleto adulto en una localidad diferente de Xinjiang. Estos especímenes provienen de la parte superior del Grupo Tugulu , que se considera como Aptiano-Albiano en edad.

#### Psittacosaurus meileyingensis

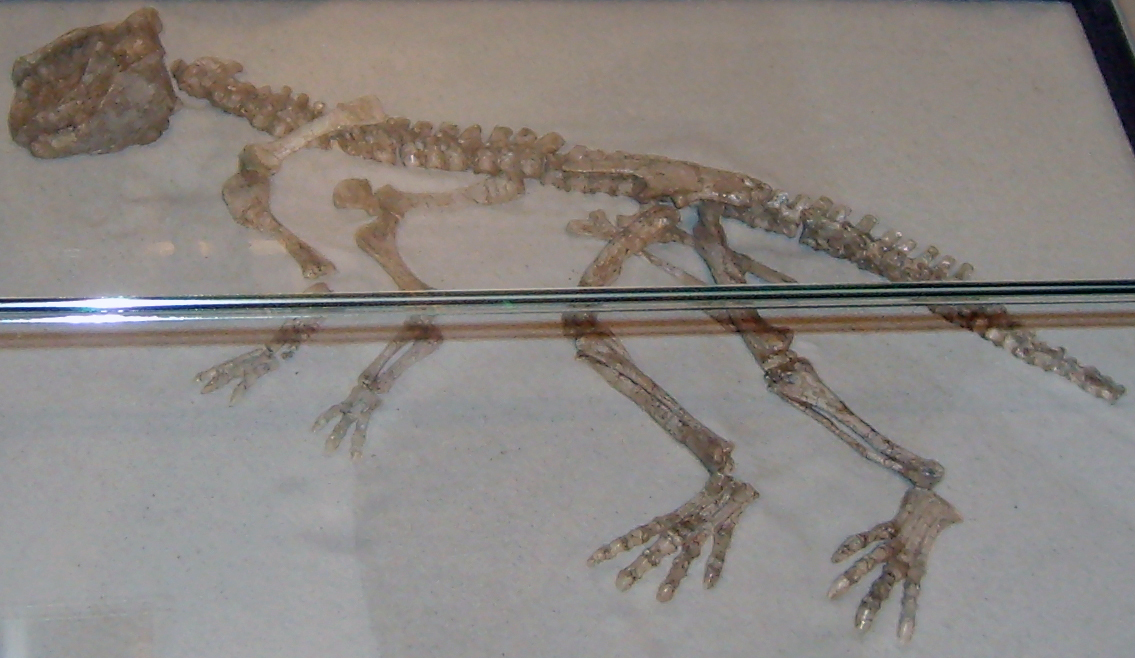
Fósil deP. meileyingensis, Museo Zoológico de la Universidad de Copenhague

A second species described in 1988 by Sereno and Zhao, along with two Chinese colleagues, was P. meileyingensis from the Jiufotang Formation, near the town of Meileyingzi, Liaoning Province, northeastern China. This species is known from four fossil skulls, one associated with some skeletal material, found in 1973 by Chinese scientists. The age of the Jiufotang in Liaoning is unknown, but in the neighbouring province of Inner Mongolia, it has been dated to about 110 Ma, in the Albian stage of the Early Cretaceous.

#### Psittacosaurus sattayaraki
El paleontólogo francés Eric Buffetaut y un colega tailandés, Varavudh Suteethorn, describieron una mandíbula superior e inferior parcial de la formación Khok Kruat datada del Aptiense al Albiense de Tailandia en 1992, dándole el nombre de P. sattayaraki. En 2000, Sereno cuestionó la validez de esta especie, citando su naturaleza erosionada y fragmentaria, y notó la ausencia de rasgos característicos del género Psittacosaurus. Sin embargo, en 2002 los autores originales publicaron nuevas imágenes del fósil que parecen mostrar dientes en la mandíbula inferior que exhiben la cresta vertical bulbosa característica de los Psittacosaurus. Otros autores también han defendido su validez, mientras que algunos continúan considerándolo dudoso. Sereno en 2010 propuso que la mejor asignación para el material tipo puede ser Ceratopsia incertae sedis.

#### Psittacosaurus neimongoliensisyPsittacosaurus ordosensis?
Dos nuevas especies de Psittacosaurus fueron descritas por el canadiense Dale Russell y Zhao en 1996. La primera fue nombrada P. neimongoliensis, por el nombre en chino mandarín de Mongolia Interior. Se basa en un esqueleto fósil casi completo, que incluye la mayor parte del cráneo, encontrado en la Formación Ejinhoro del Cretácico Temprano con otros siete individuos. Russell y Zhao también nombraron P. ordosensis en 1996,por la prefectura de Ordos de la Región Autónoma de Mongolia Interior. El espécimen tipo es un esqueleto casi completo, que incluye parte del cráneo. Sin embargo, solo se han descrito el cráneo, la mandíbula inferior y el pie. Otros tres especímenes fueron referidos a esta especie pero permanecen sin describir. Como P. neimongoliensis, esta especie fue descubierta en la Formación Eijnhoro. Sereno de 2010 encontró que la especie descrita no se puede distinguir de P. sinensis, otra especie pequeña, pero sugirió que un estudio adicional de P. ordosensis podría revelar características de diagnóstico. Se designó provisionalmente P. ordosensis un nomen dubium.

#### Psittacosaurus mazongshanensis?
Xu Xing , otro paleontólogo chino, nombró una nueva especie de Psittacosaurus en 1997, basándose en un cráneo completo con vértebras asociadas y una extremidad anterior. Este material fue recuperado en la provincia de Gansu, cerca de la frontera con Mongolia Interior. Esta especie se llama P. mazongshanensis en honor a la montaña cercana llamada Mazongshan, montaña de crin de caballo y se ha descrito de manera preliminar.  Desafortunadamente, el cráneo resultó dañado mientras estaba bajo el cuidado del Instituto Chino de Paleontología y Paleoantropología de Vertebrados y se perdieron varios fragmentos, incluidos todos los dientes.  Los restos fueron encontrados en la Formación Inferior Xinminbao, que no ha sido fechada con precisión, aunque existe alguna evidencia de que fueron depositadas en las etapas tardía del Barremiano a Aptiano.  Sereno sugirió en 2000 que P. mazongshanensis era un nomen dubium, sin características únicas que lo separaran de cualquier otra especie de Psittacosaurus.  Sin embargo, autores más recientes han notado que se puede distinguir por su hocico proporcionalmente largo en comparación con otras especies de Psittacosaurus , así como por una protuberancia ósea prominente, apuntando hacia afuera y hacia abajo, en el maxilar de la mandíbula superior. Ahora también falta la protuberancia maxilar. Otras características originalmente utilizadas para distinguir las especies han sido reconocidas como el resultado de la deformación del cráneo después de la fosilización.  Sereno en 2010 seguía sin estar convencido de su validez.

#### Psittacosaurus sibiricus
A partir de la década de 1950, los paleontólogos rusos comenzaron a excavar restos de Psittacosaurus en una localidad cercana a la aldea de Shestakovo en el óblast de Kemerovo en Siberia . En la década de 1990 se exploraron otras dos localidades cercanas, una de las cuales produjo varios esqueletos completos. Esta especie fue nombrada P. sibiricus en 2000 en un artículo científico escrito por cinco paleontólogos rusos, pero el crédito por el nombre se le da oficialmente a dos de esos autores, Alexei Voronkevich y Alexander Averianov. Los restos no se describieron completamente hasta 2006. Se conocen dos esqueletos articulados casi completos y una variedad de material desarticulado de otros individuos de todas las edades de la Formación Ilek de Siberia, que abarca desde los estadios Aptiano hasta el Albiano del Cretácico Inferior.

#### Psittacosaurus lujiatunensis
P. lujiatunensis , nombrada en 2006 por el paleontólogo chino Zhou Chang-Fu y tres colegas chinos, es una de las especies más antiguas conocidas, basada en cuatro cráneos de los lechos inferiores de la Formación Yixian, cerca del pueblo de Lujiatun.  Si bien este lecho ha sido fechado de manera diferente por diferentes autores, desde 128 Ma en la etapa Barremiana,  hasta 125 millones de años al principio del Aptiano,  métodos de datación revisados han demostrado que tienen alrededor de 123 millones de años. P. lujiatunensis fue contemporáneo de otra especie de psitacosaurido, Hongshanosaurus houi, que se encontró en los mismos lechos.  Es potencialmente sinónimo de H. houi ; Sereno en 2010, quien propuso que Hongshanosaurus es sinónimo de Psittacosaurus, optó por dejar las especies P. lujiatunensis y H. houi separadas debido a las deficiencias del espécimen tipo de este último.

#### Psittacosaurus  major
Un esqueleto casi completo de P. lujiatunensis de los mismos lechos inferiores de la Formación Yixian había sido previamente clasificado en su propia especie, Psittacosaurus major, llamado así por el gran tamaño de su cráneo por Sereno, Zhao y dos colegas en 2007.  You y sus colegas describieron un espécimen adicional y coincidieron en que era distinto de P. lujiatunensis. P. major se caracterizó originalmente por un cráneo proporcionalmente grande, que era el 39% de la longitud de su torso, en comparación con el 30% en P. mongoliensis , y otras características. Sin embargo, un estudio de 2013 que utilizó análisis morfométrico mostró que las supuestas diferencias entre P. lujiatunensisy P. major se debieron a diferencias en la conservación y trituración. El estudio concluyó que ambos representaban una sola especie.

#### Psittacosaurus houi?

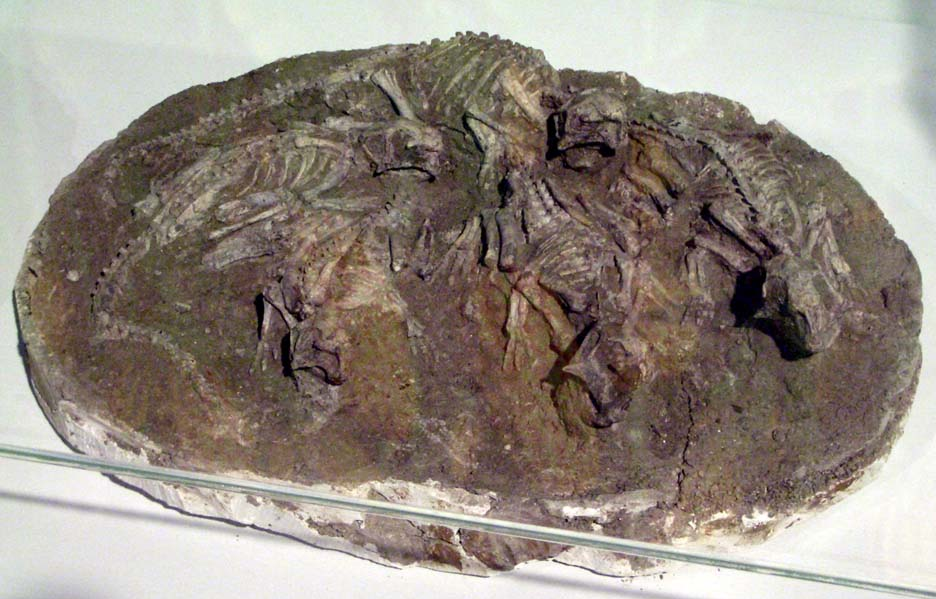
Juveniles anteriormente descritos como Hongshanosaurus, Museo de Ciencias de Hong Kong.

Una tercera especie de Psittacosaurus de  Lujiatun, Y la primera en ser nombrada, fue descrita como Hongshanosaurus houi en 2003. El nombre genérico Hongshanosaurus se derivó de las palabras en chino mandarín 紅 , hóng : "rojo" y 山, shān, "colina", así como la palabra griega sauros, "lagarto". Este nombre se refiere a la antigua cultura Hongshan del noreste de China , que vivía en la misma área general en la que se encontró el cráneo fósil de Hongshanosaurus . El tipo y sólo nombradas especies , H. houi , honores Hou Lianhai, profesor del IVPP en Beijing, quien fue el curador del espécimen. El género y la especie fueron nombrados por los paleontólogos chinos You Hailu , Xu Xing y Wang Xiaolin en 2003. Sereno en 2010 consideró que sus distintas proporciones se debían al aplastamiento y compresión de los cráneos de Hongshanosaurus .  Consideró a Hongshanosaurus como un sinónimo más moderno de Psittacosaurus , y potencialmente lo mismo que P. lujiatunensis . No sinonimizó las dos especies debido a dificultades con el cráneo holotipo de H. houi , sino que consideró una nueva combinación de P. houi anomen dubium dentro de Psittacosaurus .  La hipótesis de Sereno fue apoyada por un estudio morfométrico en 2013, que encontró que P. houi y P. lujiatunensis eran sinónimos. Si bien P. houi es el nombre más antiguo disponible, los investigadores argumentaron que debido a que el espécimen tipo de P. lujiatunensis estaba mejor conservado, el nombre correcto para esta especie debería ser P. lujiatunensis en lugar de P. houi , que normalmente tendría prioridad.

#### Psittacosaurus gobiensis
P. gobiensis lleva el nombre de la región en la que se encontró en 2001 y fue descrita por primera vez por Sereno, Zhao y Lin en 2010. Se conoce por un cráneo y un esqueleto articulado parcial con gastrolitos grandes, sugieren que los que pueden haber tenido una dieta rica en fibra y nueces.  El holotipo de P. gobiensis representa un individuo completamente maduro con osificación de muchas suturas craneales, así como todas las suturas del canal neural en la columna vertebral. . Los restos de otros individuos descubiertos cerca, también confirman que P. gobiensis es una especie de cuerpo pequeño comparable a Psittacosaurus sinensis. El tronco mide sólo 40 centímetro de longitud, lo que corresponde a una longitud corporal de aproximadamente 1 metro.

#### Psittacosaurus amitabha
Esta especie de gran tamaño fue hallada en la localidad de Ondai Sayr en Mongolia central, se caracteriza por un hocico alargado, un cráneo dorsalmente convexo. Psittacosaurus amitabha se resuelve como el miembro más basal del género Psittacosaurus en análisis filogenético presentado por los autores. Este taxón expande el conocimiento sobre  Psittacosaurus, así como la comprensión de la fauna de Ondai Sayr.
No se puede determinar que muchos otros especímenes pertenecen a una especie en particular, o aún no se han asignado a una. Por lo general, se hace referencia a todos estos especímenes como Psittacosaurus sp., Aunque no se supone que pertenezcan a la misma especie.  Se han encontrado más de 200 especímenes de Psittacosaurus en la Formación Yixian, que es famosa por sus fósiles de dinosaurios emplumados.. La gran mayoría de estos no se han asignado a ninguna especie publicada, aunque muchos están muy bien conservados y algunos ya se han descrito parcialmente.  Casi 100 esqueletos de Psittacosaurus fueron excavados en Mongolia durante los veranos de 2005 y 2006 por un equipo dirigido por el paleontólogo mongol Bolortsetseg Minjin y el estadounidense Jack Horner del Museo de las Rocosas en Montana . Aunque hasta ahora solo se ha descrito P. mongoliensis en Mongolia, estos especímenes aún están en preparación y aún no se han asignado a una especie.

## Clasificación
Psittacosaurus es el género tipo de la familia Psittacosauridae, siendo el otro único género Hongshanosaurus, la cual fue nombrada por Osborn en 1923. Los psitacosáuridos son los más basales de todos los ceratopsianos, a excepción de Yinlong y posiblemente Chaoyangsauridae. A pesar de que Psittacosauridae fue una rama primitiva en el árbol filogenético de los ceratopsianos, es muy probable que los psitacosáuridos no fueran los ancestros directos de ningún otro taxón de aquella familia, ya que todos los demás ceratopsianos retenían el quinto dedo de la mano, presentando un claro caso de plesiomorfía o preservación de un rasgo primitivo, mientras que todas las especies de Psittacosaurus contaban solamente con cuatro dedos en la mano. Además, la fenestra anteorbital, una abertura en el cráneo entre la cuenca ocular y la fosa nasal, se perdió durante la evolución de la familia Psittacosauridae, pero se sigue encontrando en otros ceratopsianos y, de hecho, en muchos otros arcosaurios. Está considerado como muy improbable que caracteres morfológicos como el quinto dedo o la fenestra antorbital se hayan vuelto a originar.

### Filogenia
En 2014, los descriptores de un nuevo taxón de ceratopsiano basal publicaron un análisis filogenético que abarca Psittacosaurus . El siguiente cladograma es de su análisis, lo que coloca al género como uno de los ceratopsianos más primitivos. Los autores notaron que todos los taxones fuera de Leptoceratopsidae y Coronosauria, con la excepción de su género Aquilops, son de Asia, lo que significa que el grupo probablemente se originó allí.

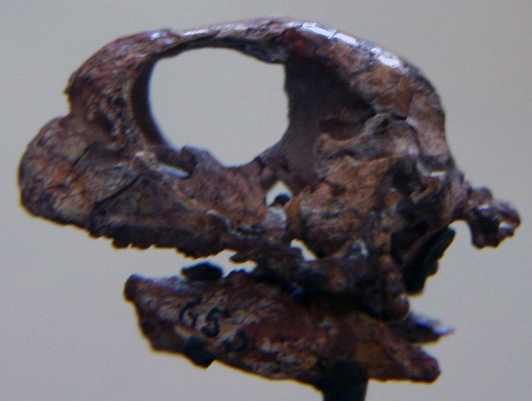
Cráneo de una cría de P. mongoliensis.

|  | Xuanhuaceratops |
|  |                 |
|  | Chaoyangsaurus  |
|  |                 |

|  | P. sinensis     |
|  |                 |
|  | P. mongoliensis |
|  |                 |

|  | Auroraceratops |
|  |                |
|  | Yamaceratops   |
|  |                |

|  | Helioceratops   |
|  |                 |
|  | Archaeoceratops |
|  |                 |

|  | Koreaceratops                                                      |
|  |                                                                    |
|  | \| \| Leptoceratopsidae \| \| \| \| \| \| Coronosauria \| \| \| \| |
|  |                                                                    |
|  | Leptoceratopsidae                                                  |
|  |                                                                    |
|  | Coronosauria                                                       |
|  |                                                                    |

|  | Leptoceratopsidae |
|  |                   |
|  | Coronosauria      |
|  |                   |

|  | Helioceratops   |
|  |                 |
|  | Archaeoceratops |
|  |                 |

|  | Koreaceratops                                                      |
|  |                                                                    |
|  | \| \| Leptoceratopsidae \| \| \| \| \| \| Coronosauria \| \| \| \| |
|  |                                                                    |
|  | Leptoceratopsidae                                                  |
|  |                                                                    |
|  | Coronosauria                                                       |
|  |                                                                    |

|  | Leptoceratopsidae |
|  |                   |
|  | Coronosauria      |
|  |                   |

|  | Auroraceratops |
|  |                |
|  | Yamaceratops   |
|  |                |

|  | Helioceratops   |
|  |                 |
|  | Archaeoceratops |
|  |                 |

|  | Koreaceratops                                                      |
|  |                                                                    |
|  | \| \| Leptoceratopsidae \| \| \| \| \| \| Coronosauria \| \| \| \| |
|  |                                                                    |
|  | Leptoceratopsidae                                                  |
|  |                                                                    |
|  | Coronosauria                                                       |
|  |                                                                    |

|  | Leptoceratopsidae |
|  |                   |
|  | Coronosauria      |
|  |                   |

|  | Helioceratops   |
|  |                 |
|  | Archaeoceratops |
|  |                 |

|  | Koreaceratops                                                      |
|  |                                                                    |
|  | \| \| Leptoceratopsidae \| \| \| \| \| \| Coronosauria \| \| \| \| |
|  |                                                                    |
|  | Leptoceratopsidae                                                  |
|  |                                                                    |
|  | Coronosauria                                                       |
|  |                                                                    |

|  | Leptoceratopsidae |
|  |                   |
|  | Coronosauria      |
|  |                   |

|  | Auroraceratops |
|  |                |
|  | Yamaceratops   |
|  |                |

|  | Helioceratops   |
|  |                 |
|  | Archaeoceratops |
|  |                 |

|  | Koreaceratops                                                      |
|  |                                                                    |
|  | \| \| Leptoceratopsidae \| \| \| \| \| \| Coronosauria \| \| \| \| |
|  |                                                                    |
|  | Leptoceratopsidae                                                  |
|  |                                                                    |
|  | Coronosauria                                                       |
|  |                                                                    |

|  | Leptoceratopsidae |
|  |                   |
|  | Coronosauria      |
|  |                   |

|  | Helioceratops   |
|  |                 |
|  | Archaeoceratops |
|  |                 |

|  | Koreaceratops                                                      |
|  |                                                                    |
|  | \| \| Leptoceratopsidae \| \| \| \| \| \| Coronosauria \| \| \| \| |
|  |                                                                    |
|  | Leptoceratopsidae                                                  |
|  |                                                                    |
|  | Coronosauria                                                       |
|  |                                                                    |

|  | Leptoceratopsidae |
|  |                   |
|  | Coronosauria      |
|  |                   |

|  | Auroraceratops |
|  |                |
|  | Yamaceratops   |
|  |                |

|  | Helioceratops   |
|  |                 |
|  | Archaeoceratops |
|  |                 |

|  | Koreaceratops                                                      |
|  |                                                                    |
|  | \| \| Leptoceratopsidae \| \| \| \| \| \| Coronosauria \| \| \| \| |
|  |                                                                    |
|  | Leptoceratopsidae                                                  |
|  |                                                                    |
|  | Coronosauria                                                       |
|  |                                                                    |

|  | Leptoceratopsidae |
|  |                   |
|  | Coronosauria      |
|  |                   |

|  | Helioceratops   |
|  |                 |
|  | Archaeoceratops |
|  |                 |

|  | Koreaceratops                                                      |
|  |                                                                    |
|  | \| \| Leptoceratopsidae \| \| \| \| \| \| Coronosauria \| \| \| \| |
|  |                                                                    |
|  | Leptoceratopsidae                                                  |
|  |                                                                    |
|  | Coronosauria                                                       |
|  |                                                                    |

|  | Leptoceratopsidae |
|  |                   |
|  | Coronosauria      |
|  |                   |

|  | Auroraceratops |
|  |                |
|  | Yamaceratops   |
|  |                |

|  | Helioceratops   |
|  |                 |
|  | Archaeoceratops |
|  |                 |

|  | Koreaceratops                                                      |
|  |                                                                    |
|  | \| \| Leptoceratopsidae \| \| \| \| \| \| Coronosauria \| \| \| \| |
|  |                                                                    |
|  | Leptoceratopsidae                                                  |
|  |                                                                    |
|  | Coronosauria                                                       |
|  |                                                                    |

|  | Leptoceratopsidae |
|  |                   |
|  | Coronosauria      |
|  |                   |

|  | Helioceratops   |
|  |                 |
|  | Archaeoceratops |
|  |                 |

|  | Koreaceratops                                                      |
|  |                                                                    |
|  | \| \| Leptoceratopsidae \| \| \| \| \| \| Coronosauria \| \| \| \| |
|  |                                                                    |
|  | Leptoceratopsidae                                                  |
|  |                                                                    |
|  | Coronosauria                                                       |
|  |                                                                    |

|  | Leptoceratopsidae |
|  |                   |
|  | Coronosauria      |
|  |                   |

|  | Auroraceratops |
|  |                |
|  | Yamaceratops   |
|  |                |

|  | Helioceratops   |
|  |                 |
|  | Archaeoceratops |
|  |                 |

|  | Koreaceratops                                                      |
|  |                                                                    |
|  | \| \| Leptoceratopsidae \| \| \| \| \| \| Coronosauria \| \| \| \| |
|  |                                                                    |
|  | Leptoceratopsidae                                                  |
|  |                                                                    |
|  | Coronosauria                                                       |
|  |                                                                    |

|  | Leptoceratopsidae |
|  |                   |
|  | Coronosauria      |
|  |                   |

|  | Helioceratops   |
|  |                 |
|  | Archaeoceratops |
|  |                 |

|  | Koreaceratops                                                      |
|  |                                                                    |
|  | \| \| Leptoceratopsidae \| \| \| \| \| \| Coronosauria \| \| \| \| |
|  |                                                                    |
|  | Leptoceratopsidae                                                  |
|  |                                                                    |
|  | Coronosauria                                                       |
|  |                                                                    |

|  | Leptoceratopsidae |
|  |                   |
|  | Coronosauria      |
|  |                   |

|  | Auroraceratops |
|  |                |
|  | Yamaceratops   |
|  |                |

|  | Helioceratops   |
|  |                 |
|  | Archaeoceratops |
|  |                 |

|  | Koreaceratops                                                      |
|  |                                                                    |
|  | \| \| Leptoceratopsidae \| \| \| \| \| \| Coronosauria \| \| \| \| |
|  |                                                                    |
|  | Leptoceratopsidae                                                  |
|  |                                                                    |
|  | Coronosauria                                                       |
|  |                                                                    |

|  | Leptoceratopsidae |
|  |                   |
|  | Coronosauria      |
|  |                   |

|  | Helioceratops   |
|  |                 |
|  | Archaeoceratops |
|  |                 |

|  | Koreaceratops                                                      |
|  |                                                                    |
|  | \| \| Leptoceratopsidae \| \| \| \| \| \| Coronosauria \| \| \| \| |
|  |                                                                    |
|  | Leptoceratopsidae                                                  |
|  |                                                                    |
|  | Coronosauria                                                       |
|  |                                                                    |

|  | Leptoceratopsidae |
|  |                   |
|  | Coronosauria      |
|  |                   |

|  | Auroraceratops |
|  |                |
|  | Yamaceratops   |
|  |                |

|  | Helioceratops   |
|  |                 |
|  | Archaeoceratops |
|  |                 |

|  | Koreaceratops                                                      |
|  |                                                                    |
|  | \| \| Leptoceratopsidae \| \| \| \| \| \| Coronosauria \| \| \| \| |
|  |                                                                    |
|  | Leptoceratopsidae                                                  |
|  |                                                                    |
|  | Coronosauria                                                       |
|  |                                                                    |

|  | Leptoceratopsidae |
|  |                   |
|  | Coronosauria      |
|  |                   |

|  | Helioceratops   |
|  |                 |
|  | Archaeoceratops |
|  |                 |

|  | Koreaceratops                                                      |
|  |                                                                    |
|  | \| \| Leptoceratopsidae \| \| \| \| \| \| Coronosauria \| \| \| \| |
|  |                                                                    |
|  | Leptoceratopsidae                                                  |
|  |                                                                    |
|  | Coronosauria                                                       |
|  |                                                                    |

|  | Leptoceratopsidae |
|  |                   |
|  | Coronosauria      |
|  |                   |

|  | P. sinensis     |
|  |                 |
|  | P. mongoliensis |
|  |                 |

|  | Auroraceratops |
|  |                |
|  | Yamaceratops   |
|  |                |

|  | Helioceratops   |
|  |                 |
|  | Archaeoceratops |
|  |                 |

|  | Koreaceratops                                                      |
|  |                                                                    |
|  | \| \| Leptoceratopsidae \| \| \| \| \| \| Coronosauria \| \| \| \| |
|  |                                                                    |
|  | Leptoceratopsidae                                                  |
|  |                                                                    |
|  | Coronosauria                                                       |
|  |                                                                    |

|  | Leptoceratopsidae |
|  |                   |
|  | Coronosauria      |
|  |                   |

|  | Helioceratops   |
|  |                 |
|  | Archaeoceratops |
|  |                 |

|  | Koreaceratops                                                      |
|  |                                                                    |
|  | \| \| Leptoceratopsidae \| \| \| \| \| \| Coronosauria \| \| \| \| |
|  |                                                                    |
|  | Leptoceratopsidae                                                  |
|  |                                                                    |
|  | Coronosauria                                                       |
|  |                                                                    |

|  | Leptoceratopsidae |
|  |                   |
|  | Coronosauria      |
|  |                   |

|  | Auroraceratops |
|  |                |
|  | Yamaceratops   |
|  |                |

|  | Helioceratops   |
|  |                 |
|  | Archaeoceratops |
|  |                 |

|  | Koreaceratops                                                      |
|  |                                                                    |
|  | \| \| Leptoceratopsidae \| \| \| \| \| \| Coronosauria \| \| \| \| |
|  |                                                                    |
|  | Leptoceratopsidae                                                  |
|  |                                                                    |
|  | Coronosauria                                                       |
|  |                                                                    |

|  | Leptoceratopsidae |
|  |                   |
|  | Coronosauria      |
|  |                   |

|  | Helioceratops   |
|  |                 |
|  | Archaeoceratops |
|  |                 |

|  | Koreaceratops                                                      |
|  |                                                                    |
|  | \| \| Leptoceratopsidae \| \| \| \| \| \| Coronosauria \| \| \| \| |
|  |                                                                    |
|  | Leptoceratopsidae                                                  |
|  |                                                                    |
|  | Coronosauria                                                       |
|  |                                                                    |

|  | Leptoceratopsidae |
|  |                   |
|  | Coronosauria      |
|  |                   |

|  | Auroraceratops |
|  |                |
|  | Yamaceratops   |
|  |                |

|  | Helioceratops   |
|  |                 |
|  | Archaeoceratops |
|  |                 |

|  | Koreaceratops                                                      |
|  |                                                                    |
|  | \| \| Leptoceratopsidae \| \| \| \| \| \| Coronosauria \| \| \| \| |
|  |                                                                    |
|  | Leptoceratopsidae                                                  |
|  |                                                                    |
|  | Coronosauria                                                       |
|  |                                                                    |

|  | Leptoceratopsidae |
|  |                   |
|  | Coronosauria      |
|  |                   |

|  | Helioceratops   |
|  |                 |
|  | Archaeoceratops |
|  |                 |

|  | Koreaceratops                                                      |
|  |                                                                    |
|  | \| \| Leptoceratopsidae \| \| \| \| \| \| Coronosauria \| \| \| \| |
|  |                                                                    |
|  | Leptoceratopsidae                                                  |
|  |                                                                    |
|  | Coronosauria                                                       |
|  |                                                                    |

|  | Leptoceratopsidae |
|  |                   |
|  | Coronosauria      |
|  |                   |

|  | Auroraceratops |
|  |                |
|  | Yamaceratops   |
|  |                |

|  | Helioceratops   |
|  |                 |
|  | Archaeoceratops |
|  |                 |

|  | Koreaceratops                                                      |
|  |                                                                    |
|  | \| \| Leptoceratopsidae \| \| \| \| \| \| Coronosauria \| \| \| \| |
|  |                                                                    |
|  | Leptoceratopsidae                                                  |
|  |                                                                    |
|  | Coronosauria                                                       |
|  |                                                                    |

|  | Leptoceratopsidae |
|  |                   |
|  | Coronosauria      |
|  |                   |

|  | Helioceratops   |
|  |                 |
|  | Archaeoceratops |
|  |                 |

|  | Koreaceratops                                                      |
|  |                                                                    |
|  | \| \| Leptoceratopsidae \| \| \| \| \| \| Coronosauria \| \| \| \| |
|  |                                                                    |
|  | Leptoceratopsidae                                                  |
|  |                                                                    |
|  | Coronosauria                                                       |
|  |                                                                    |

|  | Leptoceratopsidae |
|  |                   |
|  | Coronosauria      |
|  |                   |

|  | Auroraceratops |
|  |                |
|  | Yamaceratops   |
|  |                |

|  | Helioceratops   |
|  |                 |
|  | Archaeoceratops |
|  |                 |

|  | Koreaceratops                                                      |
|  |                                                                    |
|  | \| \| Leptoceratopsidae \| \| \| \| \| \| Coronosauria \| \| \| \| |
|  |                                                                    |
|  | Leptoceratopsidae                                                  |
|  |                                                                    |
|  | Coronosauria                                                       |
|  |                                                                    |

|  | Leptoceratopsidae |
|  |                   |
|  | Coronosauria      |
|  |                   |

|  | Helioceratops   |
|  |                 |
|  | Archaeoceratops |
|  |                 |

|  | Koreaceratops                                                      |
|  |                                                                    |
|  | \| \| Leptoceratopsidae \| \| \| \| \| \| Coronosauria \| \| \| \| |
|  |                                                                    |
|  | Leptoceratopsidae                                                  |
|  |                                                                    |
|  | Coronosauria                                                       |
|  |                                                                    |

|  | Leptoceratopsidae |
|  |                   |
|  | Coronosauria      |
|  |                   |

|  | Auroraceratops |
|  |                |
|  | Yamaceratops   |
|  |                |

|  | Helioceratops   |
|  |                 |
|  | Archaeoceratops |
|  |                 |

|  | Koreaceratops                                                      |
|  |                                                                    |
|  | \| \| Leptoceratopsidae \| \| \| \| \| \| Coronosauria \| \| \| \| |
|  |                                                                    |
|  | Leptoceratopsidae                                                  |
|  |                                                                    |
|  | Coronosauria                                                       |
|  |                                                                    |

|  | Leptoceratopsidae |
|  |                   |
|  | Coronosauria      |
|  |                   |

|  | Helioceratops   |
|  |                 |
|  | Archaeoceratops |
|  |                 |

|  | Koreaceratops                                                      |
|  |                                                                    |
|  | \| \| Leptoceratopsidae \| \| \| \| \| \| Coronosauria \| \| \| \| |
|  |                                                                    |
|  | Leptoceratopsidae                                                  |
|  |                                                                    |
|  | Coronosauria                                                       |
|  |                                                                    |

|  | Leptoceratopsidae |
|  |                   |
|  | Coronosauria      |
|  |                   |

|  | Auroraceratops |
|  |                |
|  | Yamaceratops   |
|  |                |

|  | Helioceratops   |
|  |                 |
|  | Archaeoceratops |
|  |                 |

|  | Koreaceratops                                                      |
|  |                                                                    |
|  | \| \| Leptoceratopsidae \| \| \| \| \| \| Coronosauria \| \| \| \| |
|  |                                                                    |
|  | Leptoceratopsidae                                                  |
|  |                                                                    |
|  | Coronosauria                                                       |
|  |                                                                    |

|  | Leptoceratopsidae |
|  |                   |
|  | Coronosauria      |
|  |                   |

|  | Helioceratops   |
|  |                 |
|  | Archaeoceratops |
|  |                 |

|  | Koreaceratops                                                      |
|  |                                                                    |
|  | \| \| Leptoceratopsidae \| \| \| \| \| \| Coronosauria \| \| \| \| |
|  |                                                                    |
|  | Leptoceratopsidae                                                  |
|  |                                                                    |
|  | Coronosauria                                                       |
|  |                                                                    |

|  | Leptoceratopsidae |
|  |                   |
|  | Coronosauria      |
|  |                   |

|  | Auroraceratops |
|  |                |
|  | Yamaceratops   |
|  |                |

|  | Helioceratops   |
|  |                 |
|  | Archaeoceratops |
|  |                 |

|  | Koreaceratops                                                      |
|  |                                                                    |
|  | \| \| Leptoceratopsidae \| \| \| \| \| \| Coronosauria \| \| \| \| |
|  |                                                                    |
|  | Leptoceratopsidae                                                  |
|  |                                                                    |
|  | Coronosauria                                                       |
|  |                                                                    |

|  | Leptoceratopsidae |
|  |                   |
|  | Coronosauria      |
|  |                   |

|  | Helioceratops   |
|  |                 |
|  | Archaeoceratops |
|  |                 |

|  | Koreaceratops                                                      |
|  |                                                                    |
|  | \| \| Leptoceratopsidae \| \| \| \| \| \| Coronosauria \| \| \| \| |
|  |                                                                    |
|  | Leptoceratopsidae                                                  |
|  |                                                                    |
|  | Coronosauria                                                       |
|  |                                                                    |

|  | Leptoceratopsidae |
|  |                   |
|  | Coronosauria      |
|  |                   |

|  | Xuanhuaceratops |
|  |                 |
|  | Chaoyangsaurus  |
|  |                 |

|  | P. sinensis     |
|  |                 |
|  | P. mongoliensis |
|  |                 |

|  | Auroraceratops |
|  |                |
|  | Yamaceratops   |
|  |                |

|  | Helioceratops   |
|  |                 |
|  | Archaeoceratops |
|  |                 |

|  | Koreaceratops                                                      |
|  |                                                                    |
|  | \| \| Leptoceratopsidae \| \| \| \| \| \| Coronosauria \| \| \| \| |
|  |                                                                    |
|  | Leptoceratopsidae                                                  |
|  |                                                                    |
|  | Coronosauria                                                       |
|  |                                                                    |

|  | Leptoceratopsidae |
|  |                   |
|  | Coronosauria      |
|  |                   |

|  | Helioceratops   |
|  |                 |
|  | Archaeoceratops |
|  |                 |

|  | Koreaceratops                                                      |
|  |                                                                    |
|  | \| \| Leptoceratopsidae \| \| \| \| \| \| Coronosauria \| \| \| \| |
|  |                                                                    |
|  | Leptoceratopsidae                                                  |
|  |                                                                    |
|  | Coronosauria                                                       |
|  |                                                                    |

|  | Leptoceratopsidae |
|  |                   |
|  | Coronosauria      |
|  |                   |

|  | Auroraceratops |
|  |                |
|  | Yamaceratops   |
|  |                |

|  | Helioceratops   |
|  |                 |
|  | Archaeoceratops |
|  |                 |

|  | Koreaceratops                                                      |
|  |                                                                    |
|  | \| \| Leptoceratopsidae \| \| \| \| \| \| Coronosauria \| \| \| \| |
|  |                                                                    |
|  | Leptoceratopsidae                                                  |
|  |                                                                    |
|  | Coronosauria                                                       |
|  |                                                                    |

|  | Leptoceratopsidae |
|  |                   |
|  | Coronosauria      |
|  |                   |

|  | Helioceratops   |
|  |                 |
|  | Archaeoceratops |
|  |                 |

|  | Koreaceratops                                                      |
|  |                                                                    |
|  | \| \| Leptoceratopsidae \| \| \| \| \| \| Coronosauria \| \| \| \| |
|  |                                                                    |
|  | Leptoceratopsidae                                                  |
|  |                                                                    |
|  | Coronosauria                                                       |
|  |                                                                    |

|  | Leptoceratopsidae |
|  |                   |
|  | Coronosauria      |
|  |                   |

|  | Auroraceratops |
|  |                |
|  | Yamaceratops   |
|  |                |

|  | Helioceratops   |
|  |                 |
|  | Archaeoceratops |
|  |                 |

|  | Koreaceratops                                                      |
|  |                                                                    |
|  | \| \| Leptoceratopsidae \| \| \| \| \| \| Coronosauria \| \| \| \| |
|  |                                                                    |
|  | Leptoceratopsidae                                                  |
|  |                                                                    |
|  | Coronosauria                                                       |
|  |                                                                    |

|  | Leptoceratopsidae |
|  |                   |
|  | Coronosauria      |
|  |                   |

|  | Helioceratops   |
|  |                 |
|  | Archaeoceratops |
|  |                 |

|  | Koreaceratops                                                      |
|  |                                                                    |
|  | \| \| Leptoceratopsidae \| \| \| \| \| \| Coronosauria \| \| \| \| |
|  |                                                                    |
|  | Leptoceratopsidae                                                  |
|  |                                                                    |
|  | Coronosauria                                                       |
|  |                                                                    |

|  | Leptoceratopsidae |
|  |                   |
|  | Coronosauria      |
|  |                   |

|  | Auroraceratops |
|  |                |
|  | Yamaceratops   |
|  |                |

|  | Helioceratops   |
|  |                 |
|  | Archaeoceratops |
|  |                 |

|  | Koreaceratops                                                      |
|  |                                                                    |
|  | \| \| Leptoceratopsidae \| \| \| \| \| \| Coronosauria \| \| \| \| |
|  |                                                                    |
|  | Leptoceratopsidae                                                  |
|  |                                                                    |
|  | Coronosauria                                                       |
|  |                                                                    |

|  | Leptoceratopsidae |
|  |                   |
|  | Coronosauria      |
|  |                   |

|  | Helioceratops   |
|  |                 |
|  | Archaeoceratops |
|  |                 |

|  | Koreaceratops                                                      |
|  |                                                                    |
|  | \| \| Leptoceratopsidae \| \| \| \| \| \| Coronosauria \| \| \| \| |
|  |                                                                    |
|  | Leptoceratopsidae                                                  |
|  |                                                                    |
|  | Coronosauria                                                       |
|  |                                                                    |

|  | Leptoceratopsidae |
|  |                   |
|  | Coronosauria      |
|  |                   |

|  | Auroraceratops |
|  |                |
|  | Yamaceratops   |
|  |                |

|  | Helioceratops   |
|  |                 |
|  | Archaeoceratops |
|  |                 |

|  | Koreaceratops                                                      |
|  |                                                                    |
|  | \| \| Leptoceratopsidae \| \| \| \| \| \| Coronosauria \| \| \| \| |
|  |                                                                    |
|  | Leptoceratopsidae                                                  |
|  |                                                                    |
|  | Coronosauria                                                       |
|  |                                                                    |

|  | Leptoceratopsidae |
|  |                   |
|  | Coronosauria      |
|  |                   |

|  | Helioceratops   |
|  |                 |
|  | Archaeoceratops |
|  |                 |

|  | Koreaceratops                                                      |
|  |                                                                    |
|  | \| \| Leptoceratopsidae \| \| \| \| \| \| Coronosauria \| \| \| \| |
|  |                                                                    |
|  | Leptoceratopsidae                                                  |
|  |                                                                    |
|  | Coronosauria                                                       |
|  |                                                                    |

|  | Leptoceratopsidae |
|  |                   |
|  | Coronosauria      |
|  |                   |

|  | Auroraceratops |
|  |                |
|  | Yamaceratops   |
|  |                |

|  | Helioceratops   |
|  |                 |
|  | Archaeoceratops |
|  |                 |

|  | Koreaceratops                                                      |
|  |                                                                    |
|  | \| \| Leptoceratopsidae \| \| \| \| \| \| Coronosauria \| \| \| \| |
|  |                                                                    |
|  | Leptoceratopsidae                                                  |
|  |                                                                    |
|  | Coronosauria                                                       |
|  |                                                                    |

|  | Leptoceratopsidae |
|  |                   |
|  | Coronosauria      |
|  |                   |

|  | Helioceratops   |
|  |                 |
|  | Archaeoceratops |
|  |                 |

|  | Koreaceratops                                                      |
|  |                                                                    |
|  | \| \| Leptoceratopsidae \| \| \| \| \| \| Coronosauria \| \| \| \| |
|  |                                                                    |
|  | Leptoceratopsidae                                                  |
|  |                                                                    |
|  | Coronosauria                                                       |
|  |                                                                    |

|  | Leptoceratopsidae |
|  |                   |
|  | Coronosauria      |
|  |                   |

|  | Auroraceratops |
|  |                |
|  | Yamaceratops   |
|  |                |

|  | Helioceratops   |
|  |                 |
|  | Archaeoceratops |
|  |                 |

|  | Koreaceratops                                                      |
|  |                                                                    |
|  | \| \| Leptoceratopsidae \| \| \| \| \| \| Coronosauria \| \| \| \| |
|  |                                                                    |
|  | Leptoceratopsidae                                                  |
|  |                                                                    |
|  | Coronosauria                                                       |
|  |                                                                    |

|  | Leptoceratopsidae |
|  |                   |
|  | Coronosauria      |
|  |                   |

|  | Helioceratops   |
|  |                 |
|  | Archaeoceratops |
|  |                 |

|  | Koreaceratops                                                      |
|  |                                                                    |
|  | \| \| Leptoceratopsidae \| \| \| \| \| \| Coronosauria \| \| \| \| |
|  |                                                                    |
|  | Leptoceratopsidae                                                  |
|  |                                                                    |
|  | Coronosauria                                                       |
|  |                                                                    |

|  | Leptoceratopsidae |
|  |                   |
|  | Coronosauria      |
|  |                   |

|  | Auroraceratops |
|  |                |
|  | Yamaceratops   |
|  |                |

|  | Helioceratops   |
|  |                 |
|  | Archaeoceratops |
|  |                 |

|  | Koreaceratops                                                      |
|  |                                                                    |
|  | \| \| Leptoceratopsidae \| \| \| \| \| \| Coronosauria \| \| \| \| |
|  |                                                                    |
|  | Leptoceratopsidae                                                  |
|  |                                                                    |
|  | Coronosauria                                                       |
|  |                                                                    |

|  | Leptoceratopsidae |
|  |                   |
|  | Coronosauria      |
|  |                   |

|  | Helioceratops   |
|  |                 |
|  | Archaeoceratops |
|  |                 |

|  | Koreaceratops                                                      |
|  |                                                                    |
|  | \| \| Leptoceratopsidae \| \| \| \| \| \| Coronosauria \| \| \| \| |
|  |                                                                    |
|  | Leptoceratopsidae                                                  |
|  |                                                                    |
|  | Coronosauria                                                       |
|  |                                                                    |

|  | Leptoceratopsidae |
|  |                   |
|  | Coronosauria      |
|  |                   |

|  | P. sinensis     |
|  |                 |
|  | P. mongoliensis |
|  |                 |

|  | Auroraceratops |
|  |                |
|  | Yamaceratops   |
|  |                |

|  | Helioceratops   |
|  |                 |
|  | Archaeoceratops |
|  |                 |

|  | Koreaceratops                                                      |
|  |                                                                    |
|  | \| \| Leptoceratopsidae \| \| \| \| \| \| Coronosauria \| \| \| \| |
|  |                                                                    |
|  | Leptoceratopsidae                                                  |
|  |                                                                    |
|  | Coronosauria                                                       |
|  |                                                                    |

|  | Leptoceratopsidae |
|  |                   |
|  | Coronosauria      |
|  |                   |

|  | Helioceratops   |
|  |                 |
|  | Archaeoceratops |
|  |                 |

|  | Koreaceratops                                                      |
|  |                                                                    |
|  | \| \| Leptoceratopsidae \| \| \| \| \| \| Coronosauria \| \| \| \| |
|  |                                                                    |
|  | Leptoceratopsidae                                                  |
|  |                                                                    |
|  | Coronosauria                                                       |
|  |                                                                    |

|  | Leptoceratopsidae |
|  |                   |
|  | Coronosauria      |
|  |                   |

|  | Auroraceratops |
|  |                |
|  | Yamaceratops   |
|  |                |

|  | Helioceratops   |
|  |                 |
|  | Archaeoceratops |
|  |                 |

|  | Koreaceratops                                                      |
|  |                                                                    |
|  | \| \| Leptoceratopsidae \| \| \| \| \| \| Coronosauria \| \| \| \| |
|  |                                                                    |
|  | Leptoceratopsidae                                                  |
|  |                                                                    |
|  | Coronosauria                                                       |
|  |                                                                    |

|  | Leptoceratopsidae |
|  |                   |
|  | Coronosauria      |
|  |                   |

|  | Helioceratops   |
|  |                 |
|  | Archaeoceratops |
|  |                 |

|  | Koreaceratops                                                      |
|  |                                                                    |
|  | \| \| Leptoceratopsidae \| \| \| \| \| \| Coronosauria \| \| \| \| |
|  |                                                                    |
|  | Leptoceratopsidae                                                  |
|  |                                                                    |
|  | Coronosauria                                                       |
|  |                                                                    |

|  | Leptoceratopsidae |
|  |                   |
|  | Coronosauria      |
|  |                   |

|  | Auroraceratops |
|  |                |
|  | Yamaceratops   |
|  |                |

|  | Helioceratops   |
|  |                 |
|  | Archaeoceratops |
|  |                 |

|  | Koreaceratops                                                      |
|  |                                                                    |
|  | \| \| Leptoceratopsidae \| \| \| \| \| \| Coronosauria \| \| \| \| |
|  |                                                                    |
|  | Leptoceratopsidae                                                  |
|  |                                                                    |
|  | Coronosauria                                                       |
|  |                                                                    |

|  | Leptoceratopsidae |
|  |                   |
|  | Coronosauria      |
|  |                   |

|  | Helioceratops   |
|  |                 |
|  | Archaeoceratops |
|  |                 |

|  | Koreaceratops                                                      |
|  |                                                                    |
|  | \| \| Leptoceratopsidae \| \| \| \| \| \| Coronosauria \| \| \| \| |
|  |                                                                    |
|  | Leptoceratopsidae                                                  |
|  |                                                                    |
|  | Coronosauria                                                       |
|  |                                                                    |

|  | Leptoceratopsidae |
|  |                   |
|  | Coronosauria      |
|  |                   |

|  | Auroraceratops |
|  |                |
|  | Yamaceratops   |
|  |                |

|  | Helioceratops   |
|  |                 |
|  | Archaeoceratops |
|  |                 |

|  | Koreaceratops                                                      |
|  |                                                                    |
|  | \| \| Leptoceratopsidae \| \| \| \| \| \| Coronosauria \| \| \| \| |
|  |                                                                    |
|  | Leptoceratopsidae                                                  |
|  |                                                                    |
|  | Coronosauria                                                       |
|  |                                                                    |

|  | Leptoceratopsidae |
|  |                   |
|  | Coronosauria      |
|  |                   |

|  | Helioceratops   |
|  |                 |
|  | Archaeoceratops |
|  |                 |

|  | Koreaceratops                                                      |
|  |                                                                    |
|  | \| \| Leptoceratopsidae \| \| \| \| \| \| Coronosauria \| \| \| \| |
|  |                                                                    |
|  | Leptoceratopsidae                                                  |
|  |                                                                    |
|  | Coronosauria                                                       |
|  |                                                                    |

|  | Leptoceratopsidae |
|  |                   |
|  | Coronosauria      |
|  |                   |

|  | Auroraceratops |
|  |                |
|  | Yamaceratops   |
|  |                |

|  | Helioceratops   |
|  |                 |
|  | Archaeoceratops |
|  |                 |

|  | Koreaceratops                                                      |
|  |                                                                    |
|  | \| \| Leptoceratopsidae \| \| \| \| \| \| Coronosauria \| \| \| \| |
|  |                                                                    |
|  | Leptoceratopsidae                                                  |
|  |                                                                    |
|  | Coronosauria                                                       |
|  |                                                                    |

|  | Leptoceratopsidae |
|  |                   |
|  | Coronosauria      |
|  |                   |

|  | Helioceratops   |
|  |                 |
|  | Archaeoceratops |
|  |                 |

|  | Koreaceratops                                                      |
|  |                                                                    |
|  | \| \| Leptoceratopsidae \| \| \| \| \| \| Coronosauria \| \| \| \| |
|  |                                                                    |
|  | Leptoceratopsidae                                                  |
|  |                                                                    |
|  | Coronosauria                                                       |
|  |                                                                    |

|  | Leptoceratopsidae |
|  |                   |
|  | Coronosauria      |
|  |                   |

|  | Auroraceratops |
|  |                |
|  | Yamaceratops   |
|  |                |

|  | Helioceratops   |
|  |                 |
|  | Archaeoceratops |
|  |                 |

|  | Koreaceratops                                                      |
|  |                                                                    |
|  | \| \| Leptoceratopsidae \| \| \| \| \| \| Coronosauria \| \| \| \| |
|  |                                                                    |
|  | Leptoceratopsidae                                                  |
|  |                                                                    |
|  | Coronosauria                                                       |
|  |                                                                    |

|  | Leptoceratopsidae |
|  |                   |
|  | Coronosauria      |
|  |                   |

|  | Helioceratops   |
|  |                 |
|  | Archaeoceratops |
|  |                 |

|  | Koreaceratops                                                      |
|  |                                                                    |
|  | \| \| Leptoceratopsidae \| \| \| \| \| \| Coronosauria \| \| \| \| |
|  |                                                                    |
|  | Leptoceratopsidae                                                  |
|  |                                                                    |
|  | Coronosauria                                                       |
|  |                                                                    |

|  | Leptoceratopsidae |
|  |                   |
|  | Coronosauria      |
|  |                   |

|  | Auroraceratops |
|  |                |
|  | Yamaceratops   |
|  |                |

|  | Helioceratops   |
|  |                 |
|  | Archaeoceratops |
|  |                 |

|  | Koreaceratops                                                      |
|  |                                                                    |
|  | \| \| Leptoceratopsidae \| \| \| \| \| \| Coronosauria \| \| \| \| |
|  |                                                                    |
|  | Leptoceratopsidae                                                  |
|  |                                                                    |
|  | Coronosauria                                                       |
|  |                                                                    |

|  | Leptoceratopsidae |
|  |                   |
|  | Coronosauria      |
|  |                   |

|  | Helioceratops   |
|  |                 |
|  | Archaeoceratops |
|  |                 |

|  | Koreaceratops                                                      |
|  |                                                                    |
|  | \| \| Leptoceratopsidae \| \| \| \| \| \| Coronosauria \| \| \| \| |
|  |                                                                    |
|  | Leptoceratopsidae                                                  |
|  |                                                                    |
|  | Coronosauria                                                       |
|  |                                                                    |

|  | Leptoceratopsidae |
|  |                   |
|  | Coronosauria      |
|  |                   |

|  | Auroraceratops |
|  |                |
|  | Yamaceratops   |
|  |                |

|  | Helioceratops   |
|  |                 |
|  | Archaeoceratops |
|  |                 |

|  | Koreaceratops                                                      |
|  |                                                                    |
|  | \| \| Leptoceratopsidae \| \| \| \| \| \| Coronosauria \| \| \| \| |
|  |                                                                    |
|  | Leptoceratopsidae                                                  |
|  |                                                                    |
|  | Coronosauria                                                       |
|  |                                                                    |

|  | Leptoceratopsidae |
|  |                   |
|  | Coronosauria      |
|  |                   |

|  | Helioceratops   |
|  |                 |
|  | Archaeoceratops |
|  |                 |

|  | Koreaceratops                                                      |
|  |                                                                    |
|  | \| \| Leptoceratopsidae \| \| \| \| \| \| Coronosauria \| \| \| \| |
|  |                                                                    |
|  | Leptoceratopsidae                                                  |
|  |                                                                    |
|  | Coronosauria                                                       |
|  |                                                                    |

|  | Leptoceratopsidae |
|  |                   |
|  | Coronosauria      |
|  |                   |

|  | Xuanhuaceratops |
|  |                 |
|  | Chaoyangsaurus  |
|  |                 |

|  | P. sinensis     |
|  |                 |
|  | P. mongoliensis |
|  |                 |

|  | Auroraceratops |
|  |                |
|  | Yamaceratops   |
|  |                |

|  | Helioceratops   |
|  |                 |
|  | Archaeoceratops |
|  |                 |

|  | Koreaceratops                                                      |
|  |                                                                    |
|  | \| \| Leptoceratopsidae \| \| \| \| \| \| Coronosauria \| \| \| \| |
|  |                                                                    |
|  | Leptoceratopsidae                                                  |
|  |                                                                    |
|  | Coronosauria                                                       |
|  |                                                                    |

|  | Leptoceratopsidae |
|  |                   |
|  | Coronosauria      |
|  |                   |

|  | Helioceratops   |
|  |                 |
|  | Archaeoceratops |
|  |                 |

|  | Koreaceratops                                                      |
|  |                                                                    |
|  | \| \| Leptoceratopsidae \| \| \| \| \| \| Coronosauria \| \| \| \| |
|  |                                                                    |
|  | Leptoceratopsidae                                                  |
|  |                                                                    |
|  | Coronosauria                                                       |
|  |                                                                    |

|  | Leptoceratopsidae |
|  |                   |
|  | Coronosauria      |
|  |                   |

|  | Auroraceratops |
|  |                |
|  | Yamaceratops   |
|  |                |

|  | Helioceratops   |
|  |                 |
|  | Archaeoceratops |
|  |                 |

|  | Koreaceratops                                                      |
|  |                                                                    |
|  | \| \| Leptoceratopsidae \| \| \| \| \| \| Coronosauria \| \| \| \| |
|  |                                                                    |
|  | Leptoceratopsidae                                                  |
|  |                                                                    |
|  | Coronosauria                                                       |
|  |                                                                    |

|  | Leptoceratopsidae |
|  |                   |
|  | Coronosauria      |
|  |                   |

|  | Helioceratops   |
|  |                 |
|  | Archaeoceratops |
|  |                 |

|  | Koreaceratops                                                      |
|  |                                                                    |
|  | \| \| Leptoceratopsidae \| \| \| \| \| \| Coronosauria \| \| \| \| |
|  |                                                                    |
|  | Leptoceratopsidae                                                  |
|  |                                                                    |
|  | Coronosauria                                                       |
|  |                                                                    |

|  | Leptoceratopsidae |
|  |                   |
|  | Coronosauria      |
|  |                   |

|  | Auroraceratops |
|  |                |
|  | Yamaceratops   |
|  |                |

|  | Helioceratops   |
|  |                 |
|  | Archaeoceratops |
|  |                 |

|  | Koreaceratops                                                      |
|  |                                                                    |
|  | \| \| Leptoceratopsidae \| \| \| \| \| \| Coronosauria \| \| \| \| |
|  |                                                                    |
|  | Leptoceratopsidae                                                  |
|  |                                                                    |
|  | Coronosauria                                                       |
|  |                                                                    |

|  | Leptoceratopsidae |
|  |                   |
|  | Coronosauria      |
|  |                   |

|  | Helioceratops   |
|  |                 |
|  | Archaeoceratops |
|  |                 |

|  | Koreaceratops                                                      |
|  |                                                                    |
|  | \| \| Leptoceratopsidae \| \| \| \| \| \| Coronosauria \| \| \| \| |
|  |                                                                    |
|  | Leptoceratopsidae                                                  |
|  |                                                                    |
|  | Coronosauria                                                       |
|  |                                                                    |

|  | Leptoceratopsidae |
|  |                   |
|  | Coronosauria      |
|  |                   |

|  | Auroraceratops |
|  |                |
|  | Yamaceratops   |
|  |                |

|  | Helioceratops   |
|  |                 |
|  | Archaeoceratops |
|  |                 |

|  | Koreaceratops                                                      |
|  |                                                                    |
|  | \| \| Leptoceratopsidae \| \| \| \| \| \| Coronosauria \| \| \| \| |
|  |                                                                    |
|  | Leptoceratopsidae                                                  |
|  |                                                                    |
|  | Coronosauria                                                       |
|  |                                                                    |

|  | Leptoceratopsidae |
|  |                   |
|  | Coronosauria      |
|  |                   |

|  | Helioceratops   |
|  |                 |
|  | Archaeoceratops |
|  |                 |

|  | Koreaceratops                                                      |
|  |                                                                    |
|  | \| \| Leptoceratopsidae \| \| \| \| \| \| Coronosauria \| \| \| \| |
|  |                                                                    |
|  | Leptoceratopsidae                                                  |
|  |                                                                    |
|  | Coronosauria                                                       |
|  |                                                                    |

|  | Leptoceratopsidae |
|  |                   |
|  | Coronosauria      |
|  |                   |

|  | Auroraceratops |
|  |                |
|  | Yamaceratops   |
|  |                |

|  | Helioceratops   |
|  |                 |
|  | Archaeoceratops |
|  |                 |

|  | Koreaceratops                                                      |
|  |                                                                    |
|  | \| \| Leptoceratopsidae \| \| \| \| \| \| Coronosauria \| \| \| \| |
|  |                                                                    |
|  | Leptoceratopsidae                                                  |
|  |                                                                    |
|  | Coronosauria                                                       |
|  |                                                                    |

|  | Leptoceratopsidae |
|  |                   |
|  | Coronosauria      |
|  |                   |

|  | Helioceratops   |
|  |                 |
|  | Archaeoceratops |
|  |                 |

|  | Koreaceratops                                                      |
|  |                                                                    |
|  | \| \| Leptoceratopsidae \| \| \| \| \| \| Coronosauria \| \| \| \| |
|  |                                                                    |
|  | Leptoceratopsidae                                                  |
|  |                                                                    |
|  | Coronosauria                                                       |
|  |                                                                    |

|  | Leptoceratopsidae |
|  |                   |
|  | Coronosauria      |
|  |                   |

|  | Auroraceratops |
|  |                |
|  | Yamaceratops   |
|  |                |

|  | Helioceratops   |
|  |                 |
|  | Archaeoceratops |
|  |                 |

|  | Koreaceratops                                                      |
|  |                                                                    |
|  | \| \| Leptoceratopsidae \| \| \| \| \| \| Coronosauria \| \| \| \| |
|  |                                                                    |
|  | Leptoceratopsidae                                                  |
|  |                                                                    |
|  | Coronosauria                                                       |
|  |                                                                    |

|  | Leptoceratopsidae |
|  |                   |
|  | Coronosauria      |
|  |                   |

|  | Helioceratops   |
|  |                 |
|  | Archaeoceratops |
|  |                 |

|  | Koreaceratops                                                      |
|  |                                                                    |
|  | \| \| Leptoceratopsidae \| \| \| \| \| \| Coronosauria \| \| \| \| |
|  |                                                                    |
|  | Leptoceratopsidae                                                  |
|  |                                                                    |
|  | Coronosauria                                                       |
|  |                                                                    |

|  | Leptoceratopsidae |
|  |                   |
|  | Coronosauria      |
|  |                   |

|  | Auroraceratops |
|  |                |
|  | Yamaceratops   |
|  |                |

|  | Helioceratops   |
|  |                 |
|  | Archaeoceratops |
|  |                 |

|  | Koreaceratops                                                      |
|  |                                                                    |
|  | \| \| Leptoceratopsidae \| \| \| \| \| \| Coronosauria \| \| \| \| |
|  |                                                                    |
|  | Leptoceratopsidae                                                  |
|  |                                                                    |
|  | Coronosauria                                                       |
|  |                                                                    |

|  | Leptoceratopsidae |
|  |                   |
|  | Coronosauria      |
|  |                   |

|  | Helioceratops   |
|  |                 |
|  | Archaeoceratops |
|  |                 |

|  | Koreaceratops                                                      |
|  |                                                                    |
|  | \| \| Leptoceratopsidae \| \| \| \| \| \| Coronosauria \| \| \| \| |
|  |                                                                    |
|  | Leptoceratopsidae                                                  |
|  |                                                                    |
|  | Coronosauria                                                       |
|  |                                                                    |

|  | Leptoceratopsidae |
|  |                   |
|  | Coronosauria      |
|  |                   |

|  | Auroraceratops |
|  |                |
|  | Yamaceratops   |
|  |                |

|  | Helioceratops   |
|  |                 |
|  | Archaeoceratops |
|  |                 |

|  | Koreaceratops                                                      |
|  |                                                                    |
|  | \| \| Leptoceratopsidae \| \| \| \| \| \| Coronosauria \| \| \| \| |
|  |                                                                    |
|  | Leptoceratopsidae                                                  |
|  |                                                                    |
|  | Coronosauria                                                       |
|  |                                                                    |

|  | Leptoceratopsidae |
|  |                   |
|  | Coronosauria      |
|  |                   |

|  | Helioceratops   |
|  |                 |
|  | Archaeoceratops |
|  |                 |

|  | Koreaceratops                                                      |
|  |                                                                    |
|  | \| \| Leptoceratopsidae \| \| \| \| \| \| Coronosauria \| \| \| \| |
|  |                                                                    |
|  | Leptoceratopsidae                                                  |
|  |                                                                    |
|  | Coronosauria                                                       |
|  |                                                                    |

|  | Leptoceratopsidae |
|  |                   |
|  | Coronosauria      |
|  |                   |

|  | P. sinensis     |
|  |                 |
|  | P. mongoliensis |
|  |                 |

|  | Auroraceratops |
|  |                |
|  | Yamaceratops   |
|  |                |

|  | Helioceratops   |
|  |                 |
|  | Archaeoceratops |
|  |                 |

|  | Koreaceratops                                                      |
|  |                                                                    |
|  | \| \| Leptoceratopsidae \| \| \| \| \| \| Coronosauria \| \| \| \| |
|  |                                                                    |
|  | Leptoceratopsidae                                                  |
|  |                                                                    |
|  | Coronosauria                                                       |
|  |                                                                    |

|  | Leptoceratopsidae |
|  |                   |
|  | Coronosauria      |
|  |                   |

|  | Helioceratops   |
|  |                 |
|  | Archaeoceratops |
|  |                 |

|  | Koreaceratops                                                      |
|  |                                                                    |
|  | \| \| Leptoceratopsidae \| \| \| \| \| \| Coronosauria \| \| \| \| |
|  |                                                                    |
|  | Leptoceratopsidae                                                  |
|  |                                                                    |
|  | Coronosauria                                                       |
|  |                                                                    |

|  | Leptoceratopsidae |
|  |                   |
|  | Coronosauria      |
|  |                   |

|  | Auroraceratops |
|  |                |
|  | Yamaceratops   |
|  |                |

|  | Helioceratops   |
|  |                 |
|  | Archaeoceratops |
|  |                 |

|  | Koreaceratops                                                      |
|  |                                                                    |
|  | \| \| Leptoceratopsidae \| \| \| \| \| \| Coronosauria \| \| \| \| |
|  |                                                                    |
|  | Leptoceratopsidae                                                  |
|  |                                                                    |
|  | Coronosauria                                                       |
|  |                                                                    |

|  | Leptoceratopsidae |
|  |                   |
|  | Coronosauria      |
|  |                   |

|  | Helioceratops   |
|  |                 |
|  | Archaeoceratops |
|  |                 |

|  | Koreaceratops                                                      |
|  |                                                                    |
|  | \| \| Leptoceratopsidae \| \| \| \| \| \| Coronosauria \| \| \| \| |
|  |                                                                    |
|  | Leptoceratopsidae                                                  |
|  |                                                                    |
|  | Coronosauria                                                       |
|  |                                                                    |

|  | Leptoceratopsidae |
|  |                   |
|  | Coronosauria      |
|  |                   |

|  | Auroraceratops |
|  |                |
|  | Yamaceratops   |
|  |                |

|  | Helioceratops   |
|  |                 |
|  | Archaeoceratops |
|  |                 |

|  | Koreaceratops                                                      |
|  |                                                                    |
|  | \| \| Leptoceratopsidae \| \| \| \| \| \| Coronosauria \| \| \| \| |
|  |                                                                    |
|  | Leptoceratopsidae                                                  |
|  |                                                                    |
|  | Coronosauria                                                       |
|  |                                                                    |

|  | Leptoceratopsidae |
|  |                   |
|  | Coronosauria      |
|  |                   |

|  | Helioceratops   |
|  |                 |
|  | Archaeoceratops |
|  |                 |

|  | Koreaceratops                                                      |
|  |                                                                    |
|  | \| \| Leptoceratopsidae \| \| \| \| \| \| Coronosauria \| \| \| \| |
|  |                                                                    |
|  | Leptoceratopsidae                                                  |
|  |                                                                    |
|  | Coronosauria                                                       |
|  |                                                                    |

|  | Leptoceratopsidae |
|  |                   |
|  | Coronosauria      |
|  |                   |

|  | Auroraceratops |
|  |                |
|  | Yamaceratops   |
|  |                |

|  | Helioceratops   |
|  |                 |
|  | Archaeoceratops |
|  |                 |

|  | Koreaceratops                                                      |
|  |                                                                    |
|  | \| \| Leptoceratopsidae \| \| \| \| \| \| Coronosauria \| \| \| \| |
|  |                                                                    |
|  | Leptoceratopsidae                                                  |
|  |                                                                    |
|  | Coronosauria                                                       |
|  |                                                                    |

|  | Leptoceratopsidae |
|  |                   |
|  | Coronosauria      |
|  |                   |

|  | Helioceratops   |
|  |                 |
|  | Archaeoceratops |
|  |                 |

|  | Koreaceratops                                                      |
|  |                                                                    |
|  | \| \| Leptoceratopsidae \| \| \| \| \| \| Coronosauria \| \| \| \| |
|  |                                                                    |
|  | Leptoceratopsidae                                                  |
|  |                                                                    |
|  | Coronosauria                                                       |
|  |                                                                    |

|  | Leptoceratopsidae |
|  |                   |
|  | Coronosauria      |
|  |                   |

|  | Auroraceratops |
|  |                |
|  | Yamaceratops   |
|  |                |

|  | Helioceratops   |
|  |                 |
|  | Archaeoceratops |
|  |                 |

|  | Koreaceratops                                                      |
|  |                                                                    |
|  | \| \| Leptoceratopsidae \| \| \| \| \| \| Coronosauria \| \| \| \| |
|  |                                                                    |
|  | Leptoceratopsidae                                                  |
|  |                                                                    |
|  | Coronosauria                                                       |
|  |                                                                    |

|  | Leptoceratopsidae |
|  |                   |
|  | Coronosauria      |
|  |                   |

|  | Helioceratops   |
|  |                 |
|  | Archaeoceratops |
|  |                 |

|  | Koreaceratops                                                      |
|  |                                                                    |
|  | \| \| Leptoceratopsidae \| \| \| \| \| \| Coronosauria \| \| \| \| |
|  |                                                                    |
|  | Leptoceratopsidae                                                  |
|  |                                                                    |
|  | Coronosauria                                                       |
|  |                                                                    |

|  | Leptoceratopsidae |
|  |                   |
|  | Coronosauria      |
|  |                   |

|  | Auroraceratops |
|  |                |
|  | Yamaceratops   |
|  |                |

|  | Helioceratops   |
|  |                 |
|  | Archaeoceratops |
|  |                 |

|  | Koreaceratops                                                      |
|  |                                                                    |
|  | \| \| Leptoceratopsidae \| \| \| \| \| \| Coronosauria \| \| \| \| |
|  |                                                                    |
|  | Leptoceratopsidae                                                  |
|  |                                                                    |
|  | Coronosauria                                                       |
|  |                                                                    |

|  | Leptoceratopsidae |
|  |                   |
|  | Coronosauria      |
|  |                   |

|  | Helioceratops   |
|  |                 |
|  | Archaeoceratops |
|  |                 |

|  | Koreaceratops                                                      |
|  |                                                                    |
|  | \| \| Leptoceratopsidae \| \| \| \| \| \| Coronosauria \| \| \| \| |
|  |                                                                    |
|  | Leptoceratopsidae                                                  |
|  |                                                                    |
|  | Coronosauria                                                       |
|  |                                                                    |

|  | Leptoceratopsidae |
|  |                   |
|  | Coronosauria      |
|  |                   |

|  | Auroraceratops |
|  |                |
|  | Yamaceratops   |
|  |                |

|  | Helioceratops   |
|  |                 |
|  | Archaeoceratops |
|  |                 |

|  | Koreaceratops                                                      |
|  |                                                                    |
|  | \| \| Leptoceratopsidae \| \| \| \| \| \| Coronosauria \| \| \| \| |
|  |                                                                    |
|  | Leptoceratopsidae                                                  |
|  |                                                                    |
|  | Coronosauria                                                       |
|  |                                                                    |

|  | Leptoceratopsidae |
|  |                   |
|  | Coronosauria      |
|  |                   |

|  | Helioceratops   |
|  |                 |
|  | Archaeoceratops |
|  |                 |

|  | Koreaceratops                                                      |
|  |                                                                    |
|  | \| \| Leptoceratopsidae \| \| \| \| \| \| Coronosauria \| \| \| \| |
|  |                                                                    |
|  | Leptoceratopsidae                                                  |
|  |                                                                    |
|  | Coronosauria                                                       |
|  |                                                                    |

|  | Leptoceratopsidae |
|  |                   |
|  | Coronosauria      |
|  |                   |

|  | Auroraceratops |
|  |                |
|  | Yamaceratops   |
|  |                |

|  | Helioceratops   |
|  |                 |
|  | Archaeoceratops |
|  |                 |

|  | Koreaceratops                                                      |
|  |                                                                    |
|  | \| \| Leptoceratopsidae \| \| \| \| \| \| Coronosauria \| \| \| \| |
|  |                                                                    |
|  | Leptoceratopsidae                                                  |
|  |                                                                    |
|  | Coronosauria                                                       |
|  |                                                                    |

|  | Leptoceratopsidae |
|  |                   |
|  | Coronosauria      |
|  |                   |

|  | Helioceratops   |
|  |                 |
|  | Archaeoceratops |
|  |                 |

|  | Koreaceratops                                                      |
|  |                                                                    |
|  | \| \| Leptoceratopsidae \| \| \| \| \| \| Coronosauria \| \| \| \| |
|  |                                                                    |
|  | Leptoceratopsidae                                                  |
|  |                                                                    |
|  | Coronosauria                                                       |
|  |                                                                    |

|  | Leptoceratopsidae |
|  |                   |
|  | Coronosauria      |
|  |                   |

|  | Xuanhuaceratops |
|  |                 |
|  | Chaoyangsaurus  |
|  |                 |

|  | P. sinensis     |
|  |                 |
|  | P. mongoliensis |
|  |                 |

|  | Auroraceratops |
|  |                |
|  | Yamaceratops   |
|  |                |

|  | Helioceratops   |
|  |                 |
|  | Archaeoceratops |
|  |                 |

|  | Koreaceratops                                                      |
|  |                                                                    |
|  | \| \| Leptoceratopsidae \| \| \| \| \| \| Coronosauria \| \| \| \| |
|  |                                                                    |
|  | Leptoceratopsidae                                                  |
|  |                                                                    |
|  | Coronosauria                                                       |
|  |                                                                    |

|  | Leptoceratopsidae |
|  |                   |
|  | Coronosauria      |
|  |                   |

|  | Helioceratops   |
|  |                 |
|  | Archaeoceratops |
|  |                 |

|  | Koreaceratops                                                      |
|  |                                                                    |
|  | \| \| Leptoceratopsidae \| \| \| \| \| \| Coronosauria \| \| \| \| |
|  |                                                                    |
|  | Leptoceratopsidae                                                  |
|  |                                                                    |
|  | Coronosauria                                                       |
|  |                                                                    |

|  | Leptoceratopsidae |
|  |                   |
|  | Coronosauria      |
|  |                   |

|  | Auroraceratops |
|  |                |
|  | Yamaceratops   |
|  |                |

|  | Helioceratops   |
|  |                 |
|  | Archaeoceratops |
|  |                 |

|  | Koreaceratops                                                      |
|  |                                                                    |
|  | \| \| Leptoceratopsidae \| \| \| \| \| \| Coronosauria \| \| \| \| |
|  |                                                                    |
|  | Leptoceratopsidae                                                  |
|  |                                                                    |
|  | Coronosauria                                                       |
|  |                                                                    |

|  | Leptoceratopsidae |
|  |                   |
|  | Coronosauria      |
|  |                   |

|  | Helioceratops   |
|  |                 |
|  | Archaeoceratops |
|  |                 |

|  | Koreaceratops                                                      |
|  |                                                                    |
|  | \| \| Leptoceratopsidae \| \| \| \| \| \| Coronosauria \| \| \| \| |
|  |                                                                    |
|  | Leptoceratopsidae                                                  |
|  |                                                                    |
|  | Coronosauria                                                       |
|  |                                                                    |

|  | Leptoceratopsidae |
|  |                   |
|  | Coronosauria      |
|  |                   |

|  | Auroraceratops |
|  |                |
|  | Yamaceratops   |
|  |                |

|  | Helioceratops   |
|  |                 |
|  | Archaeoceratops |
|  |                 |

|  | Koreaceratops                                                      |
|  |                                                                    |
|  | \| \| Leptoceratopsidae \| \| \| \| \| \| Coronosauria \| \| \| \| |
|  |                                                                    |
|  | Leptoceratopsidae                                                  |
|  |                                                                    |
|  | Coronosauria                                                       |
|  |                                                                    |

|  | Leptoceratopsidae |
|  |                   |
|  | Coronosauria      |
|  |                   |

|  | Helioceratops   |
|  |                 |
|  | Archaeoceratops |
|  |                 |

|  | Koreaceratops                                                      |
|  |                                                                    |
|  | \| \| Leptoceratopsidae \| \| \| \| \| \| Coronosauria \| \| \| \| |
|  |                                                                    |
|  | Leptoceratopsidae                                                  |
|  |                                                                    |
|  | Coronosauria                                                       |
|  |                                                                    |

|  | Leptoceratopsidae |
|  |                   |
|  | Coronosauria      |
|  |                   |

|  | Auroraceratops |
|  |                |
|  | Yamaceratops   |
|  |                |

|  | Helioceratops   |
|  |                 |
|  | Archaeoceratops |
|  |                 |

|  | Koreaceratops                                                      |
|  |                                                                    |
|  | \| \| Leptoceratopsidae \| \| \| \| \| \| Coronosauria \| \| \| \| |
|  |                                                                    |
|  | Leptoceratopsidae                                                  |
|  |                                                                    |
|  | Coronosauria                                                       |
|  |                                                                    |

|  | Leptoceratopsidae |
|  |                   |
|  | Coronosauria      |
|  |                   |

|  | Helioceratops   |
|  |                 |
|  | Archaeoceratops |
|  |                 |

|  | Koreaceratops                                                      |
|  |                                                                    |
|  | \| \| Leptoceratopsidae \| \| \| \| \| \| Coronosauria \| \| \| \| |
|  |                                                                    |
|  | Leptoceratopsidae                                                  |
|  |                                                                    |
|  | Coronosauria                                                       |
|  |                                                                    |

|  | Leptoceratopsidae |
|  |                   |
|  | Coronosauria      |
|  |                   |

|  | Auroraceratops |
|  |                |
|  | Yamaceratops   |
|  |                |

|  | Helioceratops   |
|  |                 |
|  | Archaeoceratops |
|  |                 |

|  | Koreaceratops                                                      |
|  |                                                                    |
|  | \| \| Leptoceratopsidae \| \| \| \| \| \| Coronosauria \| \| \| \| |
|  |                                                                    |
|  | Leptoceratopsidae                                                  |
|  |                                                                    |
|  | Coronosauria                                                       |
|  |                                                                    |

|  | Leptoceratopsidae |
|  |                   |
|  | Coronosauria      |
|  |                   |

|  | Helioceratops   |
|  |                 |
|  | Archaeoceratops |
|  |                 |

|  | Koreaceratops                                                      |
|  |                                                                    |
|  | \| \| Leptoceratopsidae \| \| \| \| \| \| Coronosauria \| \| \| \| |
|  |                                                                    |
|  | Leptoceratopsidae                                                  |
|  |                                                                    |
|  | Coronosauria                                                       |
|  |                                                                    |

|  | Leptoceratopsidae |
|  |                   |
|  | Coronosauria      |
|  |                   |

|  | Auroraceratops |
|  |                |
|  | Yamaceratops   |
|  |                |

|  | Helioceratops   |
|  |                 |
|  | Archaeoceratops |
|  |                 |

|  | Koreaceratops                                                      |
|  |                                                                    |
|  | \| \| Leptoceratopsidae \| \| \| \| \| \| Coronosauria \| \| \| \| |
|  |                                                                    |
|  | Leptoceratopsidae                                                  |
|  |                                                                    |
|  | Coronosauria                                                       |
|  |                                                                    |

|  | Leptoceratopsidae |
|  |                   |
|  | Coronosauria      |
|  |                   |

|  | Helioceratops   |
|  |                 |
|  | Archaeoceratops |
|  |                 |

|  | Koreaceratops                                                      |
|  |                                                                    |
|  | \| \| Leptoceratopsidae \| \| \| \| \| \| Coronosauria \| \| \| \| |
|  |                                                                    |
|  | Leptoceratopsidae                                                  |
|  |                                                                    |
|  | Coronosauria                                                       |
|  |                                                                    |

|  | Leptoceratopsidae |
|  |                   |
|  | Coronosauria      |
|  |                   |

|  | Auroraceratops |
|  |                |
|  | Yamaceratops   |
|  |                |

|  | Helioceratops   |
|  |                 |
|  | Archaeoceratops |
|  |                 |

|  | Koreaceratops                                                      |
|  |                                                                    |
|  | \| \| Leptoceratopsidae \| \| \| \| \| \| Coronosauria \| \| \| \| |
|  |                                                                    |
|  | Leptoceratopsidae                                                  |
|  |                                                                    |
|  | Coronosauria                                                       |
|  |                                                                    |

|  | Leptoceratopsidae |
|  |                   |
|  | Coronosauria      |
|  |                   |

|  | Helioceratops   |
|  |                 |
|  | Archaeoceratops |
|  |                 |

|  | Koreaceratops                                                      |
|  |                                                                    |
|  | \| \| Leptoceratopsidae \| \| \| \| \| \| Coronosauria \| \| \| \| |
|  |                                                                    |
|  | Leptoceratopsidae                                                  |
|  |                                                                    |
|  | Coronosauria                                                       |
|  |                                                                    |

|  | Leptoceratopsidae |
|  |                   |
|  | Coronosauria      |
|  |                   |

|  | Auroraceratops |
|  |                |
|  | Yamaceratops   |
|  |                |

|  | Helioceratops   |
|  |                 |
|  | Archaeoceratops |
|  |                 |

|  | Koreaceratops                                                      |
|  |                                                                    |
|  | \| \| Leptoceratopsidae \| \| \| \| \| \| Coronosauria \| \| \| \| |
|  |                                                                    |
|  | Leptoceratopsidae                                                  |
|  |                                                                    |
|  | Coronosauria                                                       |
|  |                                                                    |

|  | Leptoceratopsidae |
|  |                   |
|  | Coronosauria      |
|  |                   |

|  | Helioceratops   |
|  |                 |
|  | Archaeoceratops |
|  |                 |

|  | Koreaceratops                                                      |
|  |                                                                    |
|  | \| \| Leptoceratopsidae \| \| \| \| \| \| Coronosauria \| \| \| \| |
|  |                                                                    |
|  | Leptoceratopsidae                                                  |
|  |                                                                    |
|  | Coronosauria                                                       |
|  |                                                                    |

|  | Leptoceratopsidae |
|  |                   |
|  | Coronosauria      |
|  |                   |

|  | P. sinensis     |
|  |                 |
|  | P. mongoliensis |
|  |                 |

|  | Auroraceratops |
|  |                |
|  | Yamaceratops   |
|  |                |

|  | Helioceratops   |
|  |                 |
|  | Archaeoceratops |
|  |                 |

|  | Koreaceratops                                                      |
|  |                                                                    |
|  | \| \| Leptoceratopsidae \| \| \| \| \| \| Coronosauria \| \| \| \| |
|  |                                                                    |
|  | Leptoceratopsidae                                                  |
|  |                                                                    |
|  | Coronosauria                                                       |
|  |                                                                    |

|  | Leptoceratopsidae |
|  |                   |
|  | Coronosauria      |
|  |                   |

|  | Helioceratops   |
|  |                 |
|  | Archaeoceratops |
|  |                 |

|  | Koreaceratops                                                      |
|  |                                                                    |
|  | \| \| Leptoceratopsidae \| \| \| \| \| \| Coronosauria \| \| \| \| |
|  |                                                                    |
|  | Leptoceratopsidae                                                  |
|  |                                                                    |
|  | Coronosauria                                                       |
|  |                                                                    |

|  | Leptoceratopsidae |
|  |                   |
|  | Coronosauria      |
|  |                   |

|  | Auroraceratops |
|  |                |
|  | Yamaceratops   |
|  |                |

|  | Helioceratops   |
|  |                 |
|  | Archaeoceratops |
|  |                 |

|  | Koreaceratops                                                      |
|  |                                                                    |
|  | \| \| Leptoceratopsidae \| \| \| \| \| \| Coronosauria \| \| \| \| |
|  |                                                                    |
|  | Leptoceratopsidae                                                  |
|  |                                                                    |
|  | Coronosauria                                                       |
|  |                                                                    |

|  | Leptoceratopsidae |
|  |                   |
|  | Coronosauria      |
|  |                   |

|  | Helioceratops   |
|  |                 |
|  | Archaeoceratops |
|  |                 |

|  | Koreaceratops                                                      |
|  |                                                                    |
|  | \| \| Leptoceratopsidae \| \| \| \| \| \| Coronosauria \| \| \| \| |
|  |                                                                    |
|  | Leptoceratopsidae                                                  |
|  |                                                                    |
|  | Coronosauria                                                       |
|  |                                                                    |

|  | Leptoceratopsidae |
|  |                   |
|  | Coronosauria      |
|  |                   |

|  | Auroraceratops |
|  |                |
|  | Yamaceratops   |
|  |                |

|  | Helioceratops   |
|  |                 |
|  | Archaeoceratops |
|  |                 |

|  | Koreaceratops                                                      |
|  |                                                                    |
|  | \| \| Leptoceratopsidae \| \| \| \| \| \| Coronosauria \| \| \| \| |
|  |                                                                    |
|  | Leptoceratopsidae                                                  |
|  |                                                                    |
|  | Coronosauria                                                       |
|  |                                                                    |

|  | Leptoceratopsidae |
|  |                   |
|  | Coronosauria      |
|  |                   |

|  | Helioceratops   |
|  |                 |
|  | Archaeoceratops |
|  |                 |

|  | Koreaceratops                                                      |
|  |                                                                    |
|  | \| \| Leptoceratopsidae \| \| \| \| \| \| Coronosauria \| \| \| \| |
|  |                                                                    |
|  | Leptoceratopsidae                                                  |
|  |                                                                    |
|  | Coronosauria                                                       |
|  |                                                                    |

|  | Leptoceratopsidae |
|  |                   |
|  | Coronosauria      |
|  |                   |

|  | Auroraceratops |
|  |                |
|  | Yamaceratops   |
|  |                |

|  | Helioceratops   |
|  |                 |
|  | Archaeoceratops |
|  |                 |

|  | Koreaceratops                                                      |
|  |                                                                    |
|  | \| \| Leptoceratopsidae \| \| \| \| \| \| Coronosauria \| \| \| \| |
|  |                                                                    |
|  | Leptoceratopsidae                                                  |
|  |                                                                    |
|  | Coronosauria                                                       |
|  |                                                                    |

|  | Leptoceratopsidae |
|  |                   |
|  | Coronosauria      |
|  |                   |

|  | Helioceratops   |
|  |                 |
|  | Archaeoceratops |
|  |                 |

|  | Koreaceratops                                                      |
|  |                                                                    |
|  | \| \| Leptoceratopsidae \| \| \| \| \| \| Coronosauria \| \| \| \| |
|  |                                                                    |
|  | Leptoceratopsidae                                                  |
|  |                                                                    |
|  | Coronosauria                                                       |
|  |                                                                    |

|  | Leptoceratopsidae |
|  |                   |
|  | Coronosauria      |
|  |                   |

|  | Auroraceratops |
|  |                |
|  | Yamaceratops   |
|  |                |

|  | Helioceratops   |
|  |                 |
|  | Archaeoceratops |
|  |                 |

|  | Koreaceratops                                                      |
|  |                                                                    |
|  | \| \| Leptoceratopsidae \| \| \| \| \| \| Coronosauria \| \| \| \| |
|  |                                                                    |
|  | Leptoceratopsidae                                                  |
|  |                                                                    |
|  | Coronosauria                                                       |
|  |                                                                    |

|  | Leptoceratopsidae |
|  |                   |
|  | Coronosauria      |
|  |                   |

|  | Helioceratops   |
|  |                 |
|  | Archaeoceratops |
|  |                 |

|  | Koreaceratops                                                      |
|  |                                                                    |
|  | \| \| Leptoceratopsidae \| \| \| \| \| \| Coronosauria \| \| \| \| |
|  |                                                                    |
|  | Leptoceratopsidae                                                  |
|  |                                                                    |
|  | Coronosauria                                                       |
|  |                                                                    |

|  | Leptoceratopsidae |
|  |                   |
|  | Coronosauria      |
|  |                   |

|  | Auroraceratops |
|  |                |
|  | Yamaceratops   |
|  |                |

|  | Helioceratops   |
|  |                 |
|  | Archaeoceratops |
|  |                 |

|  | Koreaceratops                                                      |
|  |                                                                    |
|  | \| \| Leptoceratopsidae \| \| \| \| \| \| Coronosauria \| \| \| \| |
|  |                                                                    |
|  | Leptoceratopsidae                                                  |
|  |                                                                    |
|  | Coronosauria                                                       |
|  |                                                                    |

|  | Leptoceratopsidae |
|  |                   |
|  | Coronosauria      |
|  |                   |

|  | Helioceratops   |
|  |                 |
|  | Archaeoceratops |
|  |                 |

|  | Koreaceratops                                                      |
|  |                                                                    |
|  | \| \| Leptoceratopsidae \| \| \| \| \| \| Coronosauria \| \| \| \| |
|  |                                                                    |
|  | Leptoceratopsidae                                                  |
|  |                                                                    |
|  | Coronosauria                                                       |
|  |                                                                    |

|  | Leptoceratopsidae |
|  |                   |
|  | Coronosauria      |
|  |                   |

|  | Auroraceratops |
|  |                |
|  | Yamaceratops   |
|  |                |

|  | Helioceratops   |
|  |                 |
|  | Archaeoceratops |
|  |                 |

|  | Koreaceratops                                                      |
|  |                                                                    |
|  | \| \| Leptoceratopsidae \| \| \| \| \| \| Coronosauria \| \| \| \| |
|  |                                                                    |
|  | Leptoceratopsidae                                                  |
|  |                                                                    |
|  | Coronosauria                                                       |
|  |                                                                    |

|  | Leptoceratopsidae |
|  |                   |
|  | Coronosauria      |
|  |                   |

|  | Helioceratops   |
|  |                 |
|  | Archaeoceratops |
|  |                 |

|  | Koreaceratops                                                      |
|  |                                                                    |
|  | \| \| Leptoceratopsidae \| \| \| \| \| \| Coronosauria \| \| \| \| |
|  |                                                                    |
|  | Leptoceratopsidae                                                  |
|  |                                                                    |
|  | Coronosauria                                                       |
|  |                                                                    |

|  | Leptoceratopsidae |
|  |                   |
|  | Coronosauria      |
|  |                   |

|  | Auroraceratops |
|  |                |
|  | Yamaceratops   |
|  |                |

|  | Helioceratops   |
|  |                 |
|  | Archaeoceratops |
|  |                 |

|  | Koreaceratops                                                      |
|  |                                                                    |
|  | \| \| Leptoceratopsidae \| \| \| \| \| \| Coronosauria \| \| \| \| |
|  |                                                                    |
|  | Leptoceratopsidae                                                  |
|  |                                                                    |
|  | Coronosauria                                                       |
|  |                                                                    |

|  | Leptoceratopsidae |
|  |                   |
|  | Coronosauria      |
|  |                   |

|  | Helioceratops   |
|  |                 |
|  | Archaeoceratops |
|  |                 |

|  | Koreaceratops                                                      |
|  |                                                                    |
|  | \| \| Leptoceratopsidae \| \| \| \| \| \| Coronosauria \| \| \| \| |
|  |                                                                    |
|  | Leptoceratopsidae                                                  |
|  |                                                                    |
|  | Coronosauria                                                       |
|  |                                                                    |

|  | Leptoceratopsidae |
|  |                   |
|  | Coronosauria      |
|  |                   |

|  | Xuanhuaceratops |
|  |                 |
|  | Chaoyangsaurus  |
|  |                 |

|  | P. sinensis     |
|  |                 |
|  | P. mongoliensis |
|  |                 |

|  | Auroraceratops |
|  |                |
|  | Yamaceratops   |
|  |                |

|  | Helioceratops   |
|  |                 |
|  | Archaeoceratops |
|  |                 |

|  | Koreaceratops                                                      |
|  |                                                                    |
|  | \| \| Leptoceratopsidae \| \| \| \| \| \| Coronosauria \| \| \| \| |
|  |                                                                    |
|  | Leptoceratopsidae                                                  |
|  |                                                                    |
|  | Coronosauria                                                       |
|  |                                                                    |

|  | Leptoceratopsidae |
|  |                   |
|  | Coronosauria      |
|  |                   |

|  | Helioceratops   |
|  |                 |
|  | Archaeoceratops |
|  |                 |

|  | Koreaceratops                                                      |
|  |                                                                    |
|  | \| \| Leptoceratopsidae \| \| \| \| \| \| Coronosauria \| \| \| \| |
|  |                                                                    |
|  | Leptoceratopsidae                                                  |
|  |                                                                    |
|  | Coronosauria                                                       |
|  |                                                                    |

|  | Leptoceratopsidae |
|  |                   |
|  | Coronosauria      |
|  |                   |

|  | Auroraceratops |
|  |                |
|  | Yamaceratops   |
|  |                |

|  | Helioceratops   |
|  |                 |
|  | Archaeoceratops |
|  |                 |

|  | Koreaceratops                                                      |
|  |                                                                    |
|  | \| \| Leptoceratopsidae \| \| \| \| \| \| Coronosauria \| \| \| \| |
|  |                                                                    |
|  | Leptoceratopsidae                                                  |
|  |                                                                    |
|  | Coronosauria                                                       |
|  |                                                                    |

|  | Leptoceratopsidae |
|  |                   |
|  | Coronosauria      |
|  |                   |

|  | Helioceratops   |
|  |                 |
|  | Archaeoceratops |
|  |                 |

|  | Koreaceratops                                                      |
|  |                                                                    |
|  | \| \| Leptoceratopsidae \| \| \| \| \| \| Coronosauria \| \| \| \| |
|  |                                                                    |
|  | Leptoceratopsidae                                                  |
|  |                                                                    |
|  | Coronosauria                                                       |
|  |                                                                    |

|  | Leptoceratopsidae |
|  |                   |
|  | Coronosauria      |
|  |                   |

|  | Auroraceratops |
|  |                |
|  | Yamaceratops   |
|  |                |

|  | Helioceratops   |
|  |                 |
|  | Archaeoceratops |
|  |                 |

|  | Koreaceratops                                                      |
|  |                                                                    |
|  | \| \| Leptoceratopsidae \| \| \| \| \| \| Coronosauria \| \| \| \| |
|  |                                                                    |
|  | Leptoceratopsidae                                                  |
|  |                                                                    |
|  | Coronosauria                                                       |
|  |                                                                    |

|  | Leptoceratopsidae |
|  |                   |
|  | Coronosauria      |
|  |                   |

|  | Helioceratops   |
|  |                 |
|  | Archaeoceratops |
|  |                 |

|  | Koreaceratops                                                      |
|  |                                                                    |
|  | \| \| Leptoceratopsidae \| \| \| \| \| \| Coronosauria \| \| \| \| |
|  |                                                                    |
|  | Leptoceratopsidae                                                  |
|  |                                                                    |
|  | Coronosauria                                                       |
|  |                                                                    |

|  | Leptoceratopsidae |
|  |                   |
|  | Coronosauria      |
|  |                   |

|  | Auroraceratops |
|  |                |
|  | Yamaceratops   |
|  |                |

|  | Helioceratops   |
|  |                 |
|  | Archaeoceratops |
|  |                 |

|  | Koreaceratops                                                      |
|  |                                                                    |
|  | \| \| Leptoceratopsidae \| \| \| \| \| \| Coronosauria \| \| \| \| |
|  |                                                                    |
|  | Leptoceratopsidae                                                  |
|  |                                                                    |
|  | Coronosauria                                                       |
|  |                                                                    |

|  | Leptoceratopsidae |
|  |                   |
|  | Coronosauria      |
|  |                   |

|  | Helioceratops   |
|  |                 |
|  | Archaeoceratops |
|  |                 |

|  | Koreaceratops                                                      |
|  |                                                                    |
|  | \| \| Leptoceratopsidae \| \| \| \| \| \| Coronosauria \| \| \| \| |
|  |                                                                    |
|  | Leptoceratopsidae                                                  |
|  |                                                                    |
|  | Coronosauria                                                       |
|  |                                                                    |

|  | Leptoceratopsidae |
|  |                   |
|  | Coronosauria      |
|  |                   |

|  | Auroraceratops |
|  |                |
|  | Yamaceratops   |
|  |                |

|  | Helioceratops   |
|  |                 |
|  | Archaeoceratops |
|  |                 |

|  | Koreaceratops                                                      |
|  |                                                                    |
|  | \| \| Leptoceratopsidae \| \| \| \| \| \| Coronosauria \| \| \| \| |
|  |                                                                    |
|  | Leptoceratopsidae                                                  |
|  |                                                                    |
|  | Coronosauria                                                       |
|  |                                                                    |

|  | Leptoceratopsidae |
|  |                   |
|  | Coronosauria      |
|  |                   |

|  | Helioceratops   |
|  |                 |
|  | Archaeoceratops |
|  |                 |

|  | Koreaceratops                                                      |
|  |                                                                    |
|  | \| \| Leptoceratopsidae \| \| \| \| \| \| Coronosauria \| \| \| \| |
|  |                                                                    |
|  | Leptoceratopsidae                                                  |
|  |                                                                    |
|  | Coronosauria                                                       |
|  |                                                                    |

|  | Leptoceratopsidae |
|  |                   |
|  | Coronosauria      |
|  |                   |

|  | Auroraceratops |
|  |                |
|  | Yamaceratops   |
|  |                |

|  | Helioceratops   |
|  |                 |
|  | Archaeoceratops |
|  |                 |

|  | Koreaceratops                                                      |
|  |                                                                    |
|  | \| \| Leptoceratopsidae \| \| \| \| \| \| Coronosauria \| \| \| \| |
|  |                                                                    |
|  | Leptoceratopsidae                                                  |
|  |                                                                    |
|  | Coronosauria                                                       |
|  |                                                                    |

|  | Leptoceratopsidae |
|  |                   |
|  | Coronosauria      |
|  |                   |

|  | Helioceratops   |
|  |                 |
|  | Archaeoceratops |
|  |                 |

|  | Koreaceratops                                                      |
|  |                                                                    |
|  | \| \| Leptoceratopsidae \| \| \| \| \| \| Coronosauria \| \| \| \| |
|  |                                                                    |
|  | Leptoceratopsidae                                                  |
|  |                                                                    |
|  | Coronosauria                                                       |
|  |                                                                    |

|  | Leptoceratopsidae |
|  |                   |
|  | Coronosauria      |
|  |                   |

|  | Auroraceratops |
|  |                |
|  | Yamaceratops   |
|  |                |

|  | Helioceratops   |
|  |                 |
|  | Archaeoceratops |
|  |                 |

|  | Koreaceratops                                                      |
|  |                                                                    |
|  | \| \| Leptoceratopsidae \| \| \| \| \| \| Coronosauria \| \| \| \| |
|  |                                                                    |
|  | Leptoceratopsidae                                                  |
|  |                                                                    |
|  | Coronosauria                                                       |
|  |                                                                    |

|  | Leptoceratopsidae |
|  |                   |
|  | Coronosauria      |
|  |                   |

|  | Helioceratops   |
|  |                 |
|  | Archaeoceratops |
|  |                 |

|  | Koreaceratops                                                      |
|  |                                                                    |
|  | \| \| Leptoceratopsidae \| \| \| \| \| \| Coronosauria \| \| \| \| |
|  |                                                                    |
|  | Leptoceratopsidae                                                  |
|  |                                                                    |
|  | Coronosauria                                                       |
|  |                                                                    |

|  | Leptoceratopsidae |
|  |                   |
|  | Coronosauria      |
|  |                   |

|  | Auroraceratops |
|  |                |
|  | Yamaceratops   |
|  |                |

|  | Helioceratops   |
|  |                 |
|  | Archaeoceratops |
|  |                 |

|  | Koreaceratops                                                      |
|  |                                                                    |
|  | \| \| Leptoceratopsidae \| \| \| \| \| \| Coronosauria \| \| \| \| |
|  |                                                                    |
|  | Leptoceratopsidae                                                  |
|  |                                                                    |
|  | Coronosauria                                                       |
|  |                                                                    |

|  | Leptoceratopsidae |
|  |                   |
|  | Coronosauria      |
|  |                   |

|  | Helioceratops   |
|  |                 |
|  | Archaeoceratops |
|  |                 |

|  | Koreaceratops                                                      |
|  |                                                                    |
|  | \| \| Leptoceratopsidae \| \| \| \| \| \| Coronosauria \| \| \| \| |
|  |                                                                    |
|  | Leptoceratopsidae                                                  |
|  |                                                                    |
|  | Coronosauria                                                       |
|  |                                                                    |

|  | Leptoceratopsidae |
|  |                   |
|  | Coronosauria      |
|  |                   |

|  | P. sinensis     |
|  |                 |
|  | P. mongoliensis |
|  |                 |

|  | Auroraceratops |
|  |                |
|  | Yamaceratops   |
|  |                |

|  | Helioceratops   |
|  |                 |
|  | Archaeoceratops |
|  |                 |

|  | Koreaceratops                                                      |
|  |                                                                    |
|  | \| \| Leptoceratopsidae \| \| \| \| \| \| Coronosauria \| \| \| \| |
|  |                                                                    |
|  | Leptoceratopsidae                                                  |
|  |                                                                    |
|  | Coronosauria                                                       |
|  |                                                                    |

|  | Leptoceratopsidae |
|  |                   |
|  | Coronosauria      |
|  |                   |

|  | Helioceratops   |
|  |                 |
|  | Archaeoceratops |
|  |                 |

|  | Koreaceratops                                                      |
|  |                                                                    |
|  | \| \| Leptoceratopsidae \| \| \| \| \| \| Coronosauria \| \| \| \| |
|  |                                                                    |
|  | Leptoceratopsidae                                                  |
|  |                                                                    |
|  | Coronosauria                                                       |
|  |                                                                    |

|  | Leptoceratopsidae |
|  |                   |
|  | Coronosauria      |
|  |                   |

|  | Auroraceratops |
|  |                |
|  | Yamaceratops   |
|  |                |

|  | Helioceratops   |
|  |                 |
|  | Archaeoceratops |
|  |                 |

|  | Koreaceratops                                                      |
|  |                                                                    |
|  | \| \| Leptoceratopsidae \| \| \| \| \| \| Coronosauria \| \| \| \| |
|  |                                                                    |
|  | Leptoceratopsidae                                                  |
|  |                                                                    |
|  | Coronosauria                                                       |
|  |                                                                    |

|  | Leptoceratopsidae |
|  |                   |
|  | Coronosauria      |
|  |                   |

|  | Helioceratops   |
|  |                 |
|  | Archaeoceratops |
|  |                 |

|  | Koreaceratops                                                      |
|  |                                                                    |
|  | \| \| Leptoceratopsidae \| \| \| \| \| \| Coronosauria \| \| \| \| |
|  |                                                                    |
|  | Leptoceratopsidae                                                  |
|  |                                                                    |
|  | Coronosauria                                                       |
|  |                                                                    |

|  | Leptoceratopsidae |
|  |                   |
|  | Coronosauria      |
|  |                   |

|  | Auroraceratops |
|  |                |
|  | Yamaceratops   |
|  |                |

|  | Helioceratops   |
|  |                 |
|  | Archaeoceratops |
|  |                 |

|  | Koreaceratops                                                      |
|  |                                                                    |
|  | \| \| Leptoceratopsidae \| \| \| \| \| \| Coronosauria \| \| \| \| |
|  |                                                                    |
|  | Leptoceratopsidae                                                  |
|  |                                                                    |
|  | Coronosauria                                                       |
|  |                                                                    |

|  | Leptoceratopsidae |
|  |                   |
|  | Coronosauria      |
|  |                   |

|  | Helioceratops   |
|  |                 |
|  | Archaeoceratops |
|  |                 |

|  | Koreaceratops                                                      |
|  |                                                                    |
|  | \| \| Leptoceratopsidae \| \| \| \| \| \| Coronosauria \| \| \| \| |
|  |                                                                    |
|  | Leptoceratopsidae                                                  |
|  |                                                                    |
|  | Coronosauria                                                       |
|  |                                                                    |

|  | Leptoceratopsidae |
|  |                   |
|  | Coronosauria      |
|  |                   |

|  | Auroraceratops |
|  |                |
|  | Yamaceratops   |
|  |                |

|  | Helioceratops   |
|  |                 |
|  | Archaeoceratops |
|  |                 |

|  | Koreaceratops                                                      |
|  |                                                                    |
|  | \| \| Leptoceratopsidae \| \| \| \| \| \| Coronosauria \| \| \| \| |
|  |                                                                    |
|  | Leptoceratopsidae                                                  |
|  |                                                                    |
|  | Coronosauria                                                       |
|  |                                                                    |

|  | Leptoceratopsidae |
|  |                   |
|  | Coronosauria      |
|  |                   |

|  | Helioceratops   |
|  |                 |
|  | Archaeoceratops |
|  |                 |

|  | Koreaceratops                                                      |
|  |                                                                    |
|  | \| \| Leptoceratopsidae \| \| \| \| \| \| Coronosauria \| \| \| \| |
|  |                                                                    |
|  | Leptoceratopsidae                                                  |
|  |                                                                    |
|  | Coronosauria                                                       |
|  |                                                                    |

|  | Leptoceratopsidae |
|  |                   |
|  | Coronosauria      |
|  |                   |

|  | Auroraceratops |
|  |                |
|  | Yamaceratops   |
|  |                |

|  | Helioceratops   |
|  |                 |
|  | Archaeoceratops |
|  |                 |

|  | Koreaceratops                                                      |
|  |                                                                    |
|  | \| \| Leptoceratopsidae \| \| \| \| \| \| Coronosauria \| \| \| \| |
|  |                                                                    |
|  | Leptoceratopsidae                                                  |
|  |                                                                    |
|  | Coronosauria                                                       |
|  |                                                                    |

|  | Leptoceratopsidae |
|  |                   |
|  | Coronosauria      |
|  |                   |

|  | Helioceratops   |
|  |                 |
|  | Archaeoceratops |
|  |                 |

|  | Koreaceratops                                                      |
|  |                                                                    |
|  | \| \| Leptoceratopsidae \| \| \| \| \| \| Coronosauria \| \| \| \| |
|  |                                                                    |
|  | Leptoceratopsidae                                                  |
|  |                                                                    |
|  | Coronosauria                                                       |
|  |                                                                    |

|  | Leptoceratopsidae |
|  |                   |
|  | Coronosauria      |
|  |                   |

|  | Auroraceratops |
|  |                |
|  | Yamaceratops   |
|  |                |

|  | Helioceratops   |
|  |                 |
|  | Archaeoceratops |
|  |                 |

|  | Koreaceratops                                                      |
|  |                                                                    |
|  | \| \| Leptoceratopsidae \| \| \| \| \| \| Coronosauria \| \| \| \| |
|  |                                                                    |
|  | Leptoceratopsidae                                                  |
|  |                                                                    |
|  | Coronosauria                                                       |
|  |                                                                    |

|  | Leptoceratopsidae |
|  |                   |
|  | Coronosauria      |
|  |                   |

|  | Helioceratops   |
|  |                 |
|  | Archaeoceratops |
|  |                 |

|  | Koreaceratops                                                      |
|  |                                                                    |
|  | \| \| Leptoceratopsidae \| \| \| \| \| \| Coronosauria \| \| \| \| |
|  |                                                                    |
|  | Leptoceratopsidae                                                  |
|  |                                                                    |
|  | Coronosauria                                                       |
|  |                                                                    |

|  | Leptoceratopsidae |
|  |                   |
|  | Coronosauria      |
|  |                   |

|  | Auroraceratops |
|  |                |
|  | Yamaceratops   |
|  |                |

|  | Helioceratops   |
|  |                 |
|  | Archaeoceratops |
|  |                 |

|  | Koreaceratops                                                      |
|  |                                                                    |
|  | \| \| Leptoceratopsidae \| \| \| \| \| \| Coronosauria \| \| \| \| |
|  |                                                                    |
|  | Leptoceratopsidae                                                  |
|  |                                                                    |
|  | Coronosauria                                                       |
|  |                                                                    |

|  | Leptoceratopsidae |
|  |                   |
|  | Coronosauria      |
|  |                   |

|  | Helioceratops   |
|  |                 |
|  | Archaeoceratops |
|  |                 |

|  | Koreaceratops                                                      |
|  |                                                                    |
|  | \| \| Leptoceratopsidae \| \| \| \| \| \| Coronosauria \| \| \| \| |
|  |                                                                    |
|  | Leptoceratopsidae                                                  |
|  |                                                                    |
|  | Coronosauria                                                       |
|  |                                                                    |

|  | Leptoceratopsidae |
|  |                   |
|  | Coronosauria      |
|  |                   |

|  | Auroraceratops |
|  |                |
|  | Yamaceratops   |
|  |                |

|  | Helioceratops   |
|  |                 |
|  | Archaeoceratops |
|  |                 |

|  | Koreaceratops                                                      |
|  |                                                                    |
|  | \| \| Leptoceratopsidae \| \| \| \| \| \| Coronosauria \| \| \| \| |
|  |                                                                    |
|  | Leptoceratopsidae                                                  |
|  |                                                                    |
|  | Coronosauria                                                       |
|  |                                                                    |

|  | Leptoceratopsidae |
|  |                   |
|  | Coronosauria      |
|  |                   |

|  | Helioceratops   |
|  |                 |
|  | Archaeoceratops |
|  |                 |

|  | Koreaceratops                                                      |
|  |                                                                    |
|  | \| \| Leptoceratopsidae \| \| \| \| \| \| Coronosauria \| \| \| \| |
|  |                                                                    |
|  | Leptoceratopsidae                                                  |
|  |                                                                    |
|  | Coronosauria                                                       |
|  |                                                                    |

|  | Leptoceratopsidae |
|  |                   |
|  | Coronosauria      |
|  |                   |

|  | Xuanhuaceratops |
|  |                 |
|  | Chaoyangsaurus  |
|  |                 |

|  | P. sinensis     |
|  |                 |
|  | P. mongoliensis |
|  |                 |

|  | Auroraceratops |
|  |                |
|  | Yamaceratops   |
|  |                |

|  | Helioceratops   |
|  |                 |
|  | Archaeoceratops |
|  |                 |

|  | Koreaceratops                                                      |
|  |                                                                    |
|  | \| \| Leptoceratopsidae \| \| \| \| \| \| Coronosauria \| \| \| \| |
|  |                                                                    |
|  | Leptoceratopsidae                                                  |
|  |                                                                    |
|  | Coronosauria                                                       |
|  |                                                                    |

|  | Leptoceratopsidae |
|  |                   |
|  | Coronosauria      |
|  |                   |

|  | Helioceratops   |
|  |                 |
|  | Archaeoceratops |
|  |                 |

|  | Koreaceratops                                                      |
|  |                                                                    |
|  | \| \| Leptoceratopsidae \| \| \| \| \| \| Coronosauria \| \| \| \| |
|  |                                                                    |
|  | Leptoceratopsidae                                                  |
|  |                                                                    |
|  | Coronosauria                                                       |
|  |                                                                    |

|  | Leptoceratopsidae |
|  |                   |
|  | Coronosauria      |
|  |                   |

|  | Auroraceratops |
|  |                |
|  | Yamaceratops   |
|  |                |

|  | Helioceratops   |
|  |                 |
|  | Archaeoceratops |
|  |                 |

|  | Koreaceratops                                                      |
|  |                                                                    |
|  | \| \| Leptoceratopsidae \| \| \| \| \| \| Coronosauria \| \| \| \| |
|  |                                                                    |
|  | Leptoceratopsidae                                                  |
|  |                                                                    |
|  | Coronosauria                                                       |
|  |                                                                    |

|  | Leptoceratopsidae |
|  |                   |
|  | Coronosauria      |
|  |                   |

|  | Helioceratops   |
|  |                 |
|  | Archaeoceratops |
|  |                 |

|  | Koreaceratops                                                      |
|  |                                                                    |
|  | \| \| Leptoceratopsidae \| \| \| \| \| \| Coronosauria \| \| \| \| |
|  |                                                                    |
|  | Leptoceratopsidae                                                  |
|  |                                                                    |
|  | Coronosauria                                                       |
|  |                                                                    |

|  | Leptoceratopsidae |
|  |                   |
|  | Coronosauria      |
|  |                   |

|  | Auroraceratops |
|  |                |
|  | Yamaceratops   |
|  |                |

|  | Helioceratops   |
|  |                 |
|  | Archaeoceratops |
|  |                 |

|  | Koreaceratops                                                      |
|  |                                                                    |
|  | \| \| Leptoceratopsidae \| \| \| \| \| \| Coronosauria \| \| \| \| |
|  |                                                                    |
|  | Leptoceratopsidae                                                  |
|  |                                                                    |
|  | Coronosauria                                                       |
|  |                                                                    |

|  | Leptoceratopsidae |
|  |                   |
|  | Coronosauria      |
|  |                   |

|  | Helioceratops   |
|  |                 |
|  | Archaeoceratops |
|  |                 |

|  | Koreaceratops                                                      |
|  |                                                                    |
|  | \| \| Leptoceratopsidae \| \| \| \| \| \| Coronosauria \| \| \| \| |
|  |                                                                    |
|  | Leptoceratopsidae                                                  |
|  |                                                                    |
|  | Coronosauria                                                       |
|  |                                                                    |

|  | Leptoceratopsidae |
|  |                   |
|  | Coronosauria      |
|  |                   |

|  | Auroraceratops |
|  |                |
|  | Yamaceratops   |
|  |                |

|  | Helioceratops   |
|  |                 |
|  | Archaeoceratops |
|  |                 |

|  | Koreaceratops                                                      |
|  |                                                                    |
|  | \| \| Leptoceratopsidae \| \| \| \| \| \| Coronosauria \| \| \| \| |
|  |                                                                    |
|  | Leptoceratopsidae                                                  |
|  |                                                                    |
|  | Coronosauria                                                       |
|  |                                                                    |

|  | Leptoceratopsidae |
|  |                   |
|  | Coronosauria      |
|  |                   |

|  | Helioceratops   |
|  |                 |
|  | Archaeoceratops |
|  |                 |

|  | Koreaceratops                                                      |
|  |                                                                    |
|  | \| \| Leptoceratopsidae \| \| \| \| \| \| Coronosauria \| \| \| \| |
|  |                                                                    |
|  | Leptoceratopsidae                                                  |
|  |                                                                    |
|  | Coronosauria                                                       |
|  |                                                                    |

|  | Leptoceratopsidae |
|  |                   |
|  | Coronosauria      |
|  |                   |

|  | Auroraceratops |
|  |                |
|  | Yamaceratops   |
|  |                |

|  | Helioceratops   |
|  |                 |
|  | Archaeoceratops |
|  |                 |

|  | Koreaceratops                                                      |
|  |                                                                    |
|  | \| \| Leptoceratopsidae \| \| \| \| \| \| Coronosauria \| \| \| \| |
|  |                                                                    |
|  | Leptoceratopsidae                                                  |
|  |                                                                    |
|  | Coronosauria                                                       |
|  |                                                                    |

|  | Leptoceratopsidae |
|  |                   |
|  | Coronosauria      |
|  |                   |

|  | Helioceratops   |
|  |                 |
|  | Archaeoceratops |
|  |                 |

|  | Koreaceratops                                                      |
|  |                                                                    |
|  | \| \| Leptoceratopsidae \| \| \| \| \| \| Coronosauria \| \| \| \| |
|  |                                                                    |
|  | Leptoceratopsidae                                                  |
|  |                                                                    |
|  | Coronosauria                                                       |
|  |                                                                    |

|  | Leptoceratopsidae |
|  |                   |
|  | Coronosauria      |
|  |                   |

|  | Auroraceratops |
|  |                |
|  | Yamaceratops   |
|  |                |

|  | Helioceratops   |
|  |                 |
|  | Archaeoceratops |
|  |                 |

|  | Koreaceratops                                                      |
|  |                                                                    |
|  | \| \| Leptoceratopsidae \| \| \| \| \| \| Coronosauria \| \| \| \| |
|  |                                                                    |
|  | Leptoceratopsidae                                                  |
|  |                                                                    |
|  | Coronosauria                                                       |
|  |                                                                    |

|  | Leptoceratopsidae |
|  |                   |
|  | Coronosauria      |
|  |                   |

|  | Helioceratops   |
|  |                 |
|  | Archaeoceratops |
|  |                 |

|  | Koreaceratops                                                      |
|  |                                                                    |
|  | \| \| Leptoceratopsidae \| \| \| \| \| \| Coronosauria \| \| \| \| |
|  |                                                                    |
|  | Leptoceratopsidae                                                  |
|  |                                                                    |
|  | Coronosauria                                                       |
|  |                                                                    |

|  | Leptoceratopsidae |
|  |                   |
|  | Coronosauria      |
|  |                   |

|  | Auroraceratops |
|  |                |
|  | Yamaceratops   |
|  |                |

|  | Helioceratops   |
|  |                 |
|  | Archaeoceratops |
|  |                 |

|  | Koreaceratops                                                      |
|  |                                                                    |
|  | \| \| Leptoceratopsidae \| \| \| \| \| \| Coronosauria \| \| \| \| |
|  |                                                                    |
|  | Leptoceratopsidae                                                  |
|  |                                                                    |
|  | Coronosauria                                                       |
|  |                                                                    |

|  | Leptoceratopsidae |
|  |                   |
|  | Coronosauria      |
|  |                   |

|  | Helioceratops   |
|  |                 |
|  | Archaeoceratops |
|  |                 |

|  | Koreaceratops                                                      |
|  |                                                                    |
|  | \| \| Leptoceratopsidae \| \| \| \| \| \| Coronosauria \| \| \| \| |
|  |                                                                    |
|  | Leptoceratopsidae                                                  |
|  |                                                                    |
|  | Coronosauria                                                       |
|  |                                                                    |

|  | Leptoceratopsidae |
|  |                   |
|  | Coronosauria      |
|  |                   |

|  | Auroraceratops |
|  |                |
|  | Yamaceratops   |
|  |                |

|  | Helioceratops   |
|  |                 |
|  | Archaeoceratops |
|  |                 |

|  | Koreaceratops                                                      |
|  |                                                                    |
|  | \| \| Leptoceratopsidae \| \| \| \| \| \| Coronosauria \| \| \| \| |
|  |                                                                    |
|  | Leptoceratopsidae                                                  |
|  |                                                                    |
|  | Coronosauria                                                       |
|  |                                                                    |

|  | Leptoceratopsidae |
|  |                   |
|  | Coronosauria      |
|  |                   |

|  | Helioceratops   |
|  |                 |
|  | Archaeoceratops |
|  |                 |

|  | Koreaceratops                                                      |
|  |                                                                    |
|  | \| \| Leptoceratopsidae \| \| \| \| \| \| Coronosauria \| \| \| \| |
|  |                                                                    |
|  | Leptoceratopsidae                                                  |
|  |                                                                    |
|  | Coronosauria                                                       |
|  |                                                                    |

|  | Leptoceratopsidae |
|  |                   |
|  | Coronosauria      |
|  |                   |

|  | P. sinensis     |
|  |                 |
|  | P. mongoliensis |
|  |                 |

|  | Auroraceratops |
|  |                |
|  | Yamaceratops   |
|  |                |

|  | Helioceratops   |
|  |                 |
|  | Archaeoceratops |
|  |                 |

|  | Koreaceratops                                                      |
|  |                                                                    |
|  | \| \| Leptoceratopsidae \| \| \| \| \| \| Coronosauria \| \| \| \| |
|  |                                                                    |
|  | Leptoceratopsidae                                                  |
|  |                                                                    |
|  | Coronosauria                                                       |
|  |                                                                    |

|  | Leptoceratopsidae |
|  |                   |
|  | Coronosauria      |
|  |                   |

|  | Helioceratops   |
|  |                 |
|  | Archaeoceratops |
|  |                 |

|  | Koreaceratops                                                      |
|  |                                                                    |
|  | \| \| Leptoceratopsidae \| \| \| \| \| \| Coronosauria \| \| \| \| |
|  |                                                                    |
|  | Leptoceratopsidae                                                  |
|  |                                                                    |
|  | Coronosauria                                                       |
|  |                                                                    |

|  | Leptoceratopsidae |
|  |                   |
|  | Coronosauria      |
|  |                   |

|  | Auroraceratops |
|  |                |
|  | Yamaceratops   |
|  |                |

|  | Helioceratops   |
|  |                 |
|  | Archaeoceratops |
|  |                 |

|  | Koreaceratops                                                      |
|  |                                                                    |
|  | \| \| Leptoceratopsidae \| \| \| \| \| \| Coronosauria \| \| \| \| |
|  |                                                                    |
|  | Leptoceratopsidae                                                  |
|  |                                                                    |
|  | Coronosauria                                                       |
|  |                                                                    |

|  | Leptoceratopsidae |
|  |                   |
|  | Coronosauria      |
|  |                   |

|  | Helioceratops   |
|  |                 |
|  | Archaeoceratops |
|  |                 |

|  | Koreaceratops                                                      |
|  |                                                                    |
|  | \| \| Leptoceratopsidae \| \| \| \| \| \| Coronosauria \| \| \| \| |
|  |                                                                    |
|  | Leptoceratopsidae                                                  |
|  |                                                                    |
|  | Coronosauria                                                       |
|  |                                                                    |

|  | Leptoceratopsidae |
|  |                   |
|  | Coronosauria      |
|  |                   |

|  | Auroraceratops |
|  |                |
|  | Yamaceratops   |
|  |                |

|  | Helioceratops   |
|  |                 |
|  | Archaeoceratops |
|  |                 |

|  | Koreaceratops                                                      |
|  |                                                                    |
|  | \| \| Leptoceratopsidae \| \| \| \| \| \| Coronosauria \| \| \| \| |
|  |                                                                    |
|  | Leptoceratopsidae                                                  |
|  |                                                                    |
|  | Coronosauria                                                       |
|  |                                                                    |

|  | Leptoceratopsidae |
|  |                   |
|  | Coronosauria      |
|  |                   |

|  | Helioceratops   |
|  |                 |
|  | Archaeoceratops |
|  |                 |

|  | Koreaceratops                                                      |
|  |                                                                    |
|  | \| \| Leptoceratopsidae \| \| \| \| \| \| Coronosauria \| \| \| \| |
|  |                                                                    |
|  | Leptoceratopsidae                                                  |
|  |                                                                    |
|  | Coronosauria                                                       |
|  |                                                                    |

|  | Leptoceratopsidae |
|  |                   |
|  | Coronosauria      |
|  |                   |

|  | Auroraceratops |
|  |                |
|  | Yamaceratops   |
|  |                |

|  | Helioceratops   |
|  |                 |
|  | Archaeoceratops |
|  |                 |

|  | Koreaceratops                                                      |
|  |                                                                    |
|  | \| \| Leptoceratopsidae \| \| \| \| \| \| Coronosauria \| \| \| \| |
|  |                                                                    |
|  | Leptoceratopsidae                                                  |
|  |                                                                    |
|  | Coronosauria                                                       |
|  |                                                                    |

|  | Leptoceratopsidae |
|  |                   |
|  | Coronosauria      |
|  |                   |

|  | Helioceratops   |
|  |                 |
|  | Archaeoceratops |
|  |                 |

|  | Koreaceratops                                                      |
|  |                                                                    |
|  | \| \| Leptoceratopsidae \| \| \| \| \| \| Coronosauria \| \| \| \| |
|  |                                                                    |
|  | Leptoceratopsidae                                                  |
|  |                                                                    |
|  | Coronosauria                                                       |
|  |                                                                    |

|  | Leptoceratopsidae |
|  |                   |
|  | Coronosauria      |
|  |                   |

|  | Auroraceratops |
|  |                |
|  | Yamaceratops   |
|  |                |

|  | Helioceratops   |
|  |                 |
|  | Archaeoceratops |
|  |                 |

|  | Koreaceratops                                                      |
|  |                                                                    |
|  | \| \| Leptoceratopsidae \| \| \| \| \| \| Coronosauria \| \| \| \| |
|  |                                                                    |
|  | Leptoceratopsidae                                                  |
|  |                                                                    |
|  | Coronosauria                                                       |
|  |                                                                    |

|  | Leptoceratopsidae |
|  |                   |
|  | Coronosauria      |
|  |                   |

|  | Helioceratops   |
|  |                 |
|  | Archaeoceratops |
|  |                 |

|  | Koreaceratops                                                      |
|  |                                                                    |
|  | \| \| Leptoceratopsidae \| \| \| \| \| \| Coronosauria \| \| \| \| |
|  |                                                                    |
|  | Leptoceratopsidae                                                  |
|  |                                                                    |
|  | Coronosauria                                                       |
|  |                                                                    |

|  | Leptoceratopsidae |
|  |                   |
|  | Coronosauria      |
|  |                   |

|  | Auroraceratops |
|  |                |
|  | Yamaceratops   |
|  |                |

|  | Helioceratops   |
|  |                 |
|  | Archaeoceratops |
|  |                 |

|  | Koreaceratops                                                      |
|  |                                                                    |
|  | \| \| Leptoceratopsidae \| \| \| \| \| \| Coronosauria \| \| \| \| |
|  |                                                                    |
|  | Leptoceratopsidae                                                  |
|  |                                                                    |
|  | Coronosauria                                                       |
|  |                                                                    |

|  | Leptoceratopsidae |
|  |                   |
|  | Coronosauria      |
|  |                   |

|  | Helioceratops   |
|  |                 |
|  | Archaeoceratops |
|  |                 |

|  | Koreaceratops                                                      |
|  |                                                                    |
|  | \| \| Leptoceratopsidae \| \| \| \| \| \| Coronosauria \| \| \| \| |
|  |                                                                    |
|  | Leptoceratopsidae                                                  |
|  |                                                                    |
|  | Coronosauria                                                       |
|  |                                                                    |

|  | Leptoceratopsidae |
|  |                   |
|  | Coronosauria      |
|  |                   |

|  | Auroraceratops |
|  |                |
|  | Yamaceratops   |
|  |                |

|  | Helioceratops   |
|  |                 |
|  | Archaeoceratops |
|  |                 |

|  | Koreaceratops                                                      |
|  |                                                                    |
|  | \| \| Leptoceratopsidae \| \| \| \| \| \| Coronosauria \| \| \| \| |
|  |                                                                    |
|  | Leptoceratopsidae                                                  |
|  |                                                                    |
|  | Coronosauria                                                       |
|  |                                                                    |

|  | Leptoceratopsidae |
|  |                   |
|  | Coronosauria      |
|  |                   |

|  | Helioceratops   |
|  |                 |
|  | Archaeoceratops |
|  |                 |

|  | Koreaceratops                                                      |
|  |                                                                    |
|  | \| \| Leptoceratopsidae \| \| \| \| \| \| Coronosauria \| \| \| \| |
|  |                                                                    |
|  | Leptoceratopsidae                                                  |
|  |                                                                    |
|  | Coronosauria                                                       |
|  |                                                                    |

|  | Leptoceratopsidae |
|  |                   |
|  | Coronosauria      |
|  |                   |

|  | Auroraceratops |
|  |                |
|  | Yamaceratops   |
|  |                |

|  | Helioceratops   |
|  |                 |
|  | Archaeoceratops |
|  |                 |

|  | Koreaceratops                                                      |
|  |                                                                    |
|  | \| \| Leptoceratopsidae \| \| \| \| \| \| Coronosauria \| \| \| \| |
|  |                                                                    |
|  | Leptoceratopsidae                                                  |
|  |                                                                    |
|  | Coronosauria                                                       |
|  |                                                                    |

|  | Leptoceratopsidae |
|  |                   |
|  | Coronosauria      |
|  |                   |

|  | Helioceratops   |
|  |                 |
|  | Archaeoceratops |
|  |                 |

|  | Koreaceratops                                                      |
|  |                                                                    |
|  | \| \| Leptoceratopsidae \| \| \| \| \| \| Coronosauria \| \| \| \| |
|  |                                                                    |
|  | Leptoceratopsidae                                                  |
|  |                                                                    |
|  | Coronosauria                                                       |
|  |                                                                    |

|  | Leptoceratopsidae |
|  |                   |
|  | Coronosauria      |
|  |                   |

|  | Xuanhuaceratops |
|  |                 |
|  | Chaoyangsaurus  |
|  |                 |

|  | P. sinensis     |
|  |                 |
|  | P. mongoliensis |
|  |                 |

|  | Auroraceratops |
|  |                |
|  | Yamaceratops   |
|  |                |

|  | Helioceratops   |
|  |                 |
|  | Archaeoceratops |
|  |                 |

|  | Koreaceratops                                                      |
|  |                                                                    |
|  | \| \| Leptoceratopsidae \| \| \| \| \| \| Coronosauria \| \| \| \| |
|  |                                                                    |
|  | Leptoceratopsidae                                                  |
|  |                                                                    |
|  | Coronosauria                                                       |
|  |                                                                    |

|  | Leptoceratopsidae |
|  |                   |
|  | Coronosauria      |
|  |                   |

|  | Helioceratops   |
|  |                 |
|  | Archaeoceratops |
|  |                 |

|  | Koreaceratops                                                      |
|  |                                                                    |
|  | \| \| Leptoceratopsidae \| \| \| \| \| \| Coronosauria \| \| \| \| |
|  |                                                                    |
|  | Leptoceratopsidae                                                  |
|  |                                                                    |
|  | Coronosauria                                                       |
|  |                                                                    |

|  | Leptoceratopsidae |
|  |                   |
|  | Coronosauria      |
|  |                   |

|  | Auroraceratops |
|  |                |
|  | Yamaceratops   |
|  |                |

|  | Helioceratops   |
|  |                 |
|  | Archaeoceratops |
|  |                 |

|  | Koreaceratops                                                      |
|  |                                                                    |
|  | \| \| Leptoceratopsidae \| \| \| \| \| \| Coronosauria \| \| \| \| |
|  |                                                                    |
|  | Leptoceratopsidae                                                  |
|  |                                                                    |
|  | Coronosauria                                                       |
|  |                                                                    |

|  | Leptoceratopsidae |
|  |                   |
|  | Coronosauria      |
|  |                   |

|  | Helioceratops   |
|  |                 |
|  | Archaeoceratops |
|  |                 |

|  | Koreaceratops                                                      |
|  |                                                                    |
|  | \| \| Leptoceratopsidae \| \| \| \| \| \| Coronosauria \| \| \| \| |
|  |                                                                    |
|  | Leptoceratopsidae                                                  |
|  |                                                                    |
|  | Coronosauria                                                       |
|  |                                                                    |

|  | Leptoceratopsidae |
|  |                   |
|  | Coronosauria      |
|  |                   |

|  | Auroraceratops |
|  |                |
|  | Yamaceratops   |
|  |                |

|  | Helioceratops   |
|  |                 |
|  | Archaeoceratops |
|  |                 |

|  | Koreaceratops                                                      |
|  |                                                                    |
|  | \| \| Leptoceratopsidae \| \| \| \| \| \| Coronosauria \| \| \| \| |
|  |                                                                    |
|  | Leptoceratopsidae                                                  |
|  |                                                                    |
|  | Coronosauria                                                       |
|  |                                                                    |

|  | Leptoceratopsidae |
|  |                   |
|  | Coronosauria      |
|  |                   |

|  | Helioceratops   |
|  |                 |
|  | Archaeoceratops |
|  |                 |

|  | Koreaceratops                                                      |
|  |                                                                    |
|  | \| \| Leptoceratopsidae \| \| \| \| \| \| Coronosauria \| \| \| \| |
|  |                                                                    |
|  | Leptoceratopsidae                                                  |
|  |                                                                    |
|  | Coronosauria                                                       |
|  |                                                                    |

|  | Leptoceratopsidae |
|  |                   |
|  | Coronosauria      |
|  |                   |

|  | Auroraceratops |
|  |                |
|  | Yamaceratops   |
|  |                |

|  | Helioceratops   |
|  |                 |
|  | Archaeoceratops |
|  |                 |

|  | Koreaceratops                                                      |
|  |                                                                    |
|  | \| \| Leptoceratopsidae \| \| \| \| \| \| Coronosauria \| \| \| \| |
|  |                                                                    |
|  | Leptoceratopsidae                                                  |
|  |                                                                    |
|  | Coronosauria                                                       |
|  |                                                                    |

|  | Leptoceratopsidae |
|  |                   |
|  | Coronosauria      |
|  |                   |

|  | Helioceratops   |
|  |                 |
|  | Archaeoceratops |
|  |                 |

|  | Koreaceratops                                                      |
|  |                                                                    |
|  | \| \| Leptoceratopsidae \| \| \| \| \| \| Coronosauria \| \| \| \| |
|  |                                                                    |
|  | Leptoceratopsidae                                                  |
|  |                                                                    |
|  | Coronosauria                                                       |
|  |                                                                    |

|  | Leptoceratopsidae |
|  |                   |
|  | Coronosauria      |
|  |                   |

|  | Auroraceratops |
|  |                |
|  | Yamaceratops   |
|  |                |

|  | Helioceratops   |
|  |                 |
|  | Archaeoceratops |
|  |                 |

|  | Koreaceratops                                                      |
|  |                                                                    |
|  | \| \| Leptoceratopsidae \| \| \| \| \| \| Coronosauria \| \| \| \| |
|  |                                                                    |
|  | Leptoceratopsidae                                                  |
|  |                                                                    |
|  | Coronosauria                                                       |
|  |                                                                    |

|  | Leptoceratopsidae |
|  |                   |
|  | Coronosauria      |
|  |                   |

|  | Helioceratops   |
|  |                 |
|  | Archaeoceratops |
|  |                 |

|  | Koreaceratops                                                      |
|  |                                                                    |
|  | \| \| Leptoceratopsidae \| \| \| \| \| \| Coronosauria \| \| \| \| |
|  |                                                                    |
|  | Leptoceratopsidae                                                  |
|  |                                                                    |
|  | Coronosauria                                                       |
|  |                                                                    |

|  | Leptoceratopsidae |
|  |                   |
|  | Coronosauria      |
|  |                   |

|  | Auroraceratops |
|  |                |
|  | Yamaceratops   |
|  |                |

|  | Helioceratops   |
|  |                 |
|  | Archaeoceratops |
|  |                 |

|  | Koreaceratops                                                      |
|  |                                                                    |
|  | \| \| Leptoceratopsidae \| \| \| \| \| \| Coronosauria \| \| \| \| |
|  |                                                                    |
|  | Leptoceratopsidae                                                  |
|  |                                                                    |
|  | Coronosauria                                                       |
|  |                                                                    |

|  | Leptoceratopsidae |
|  |                   |
|  | Coronosauria      |
|  |                   |

|  | Helioceratops   |
|  |                 |
|  | Archaeoceratops |
|  |                 |

|  | Koreaceratops                                                      |
|  |                                                                    |
|  | \| \| Leptoceratopsidae \| \| \| \| \| \| Coronosauria \| \| \| \| |
|  |                                                                    |
|  | Leptoceratopsidae                                                  |
|  |                                                                    |
|  | Coronosauria                                                       |
|  |                                                                    |

|  | Leptoceratopsidae |
|  |                   |
|  | Coronosauria      |
|  |                   |

|  | Auroraceratops |
|  |                |
|  | Yamaceratops   |
|  |                |

|  | Helioceratops   |
|  |                 |
|  | Archaeoceratops |
|  |                 |

|  | Koreaceratops                                                      |
|  |                                                                    |
|  | \| \| Leptoceratopsidae \| \| \| \| \| \| Coronosauria \| \| \| \| |
|  |                                                                    |
|  | Leptoceratopsidae                                                  |
|  |                                                                    |
|  | Coronosauria                                                       |
|  |                                                                    |

|  | Leptoceratopsidae |
|  |                   |
|  | Coronosauria      |
|  |                   |

|  | Helioceratops   |
|  |                 |
|  | Archaeoceratops |
|  |                 |

|  | Koreaceratops                                                      |
|  |                                                                    |
|  | \| \| Leptoceratopsidae \| \| \| \| \| \| Coronosauria \| \| \| \| |
|  |                                                                    |
|  | Leptoceratopsidae                                                  |
|  |                                                                    |
|  | Coronosauria                                                       |
|  |                                                                    |

|  | Leptoceratopsidae |
|  |                   |
|  | Coronosauria      |
|  |                   |

|  | Auroraceratops |
|  |                |
|  | Yamaceratops   |
|  |                |

|  | Helioceratops   |
|  |                 |
|  | Archaeoceratops |
|  |                 |

|  | Koreaceratops                                                      |
|  |                                                                    |
|  | \| \| Leptoceratopsidae \| \| \| \| \| \| Coronosauria \| \| \| \| |
|  |                                                                    |
|  | Leptoceratopsidae                                                  |
|  |                                                                    |
|  | Coronosauria                                                       |
|  |                                                                    |

|  | Leptoceratopsidae |
|  |                   |
|  | Coronosauria      |
|  |                   |

|  | Helioceratops   |
|  |                 |
|  | Archaeoceratops |
|  |                 |

|  | Koreaceratops                                                      |
|  |                                                                    |
|  | \| \| Leptoceratopsidae \| \| \| \| \| \| Coronosauria \| \| \| \| |
|  |                                                                    |
|  | Leptoceratopsidae                                                  |
|  |                                                                    |
|  | Coronosauria                                                       |
|  |                                                                    |

|  | Leptoceratopsidae |
|  |                   |
|  | Coronosauria      |
|  |                   |

|  | P. sinensis     |
|  |                 |
|  | P. mongoliensis |
|  |                 |

|  | Auroraceratops |
|  |                |
|  | Yamaceratops   |
|  |                |

|  | Helioceratops   |
|  |                 |
|  | Archaeoceratops |
|  |                 |

|  | Koreaceratops                                                      |
|  |                                                                    |
|  | \| \| Leptoceratopsidae \| \| \| \| \| \| Coronosauria \| \| \| \| |
|  |                                                                    |
|  | Leptoceratopsidae                                                  |
|  |                                                                    |
|  | Coronosauria                                                       |
|  |                                                                    |

|  | Leptoceratopsidae |
|  |                   |
|  | Coronosauria      |
|  |                   |

|  | Helioceratops   |
|  |                 |
|  | Archaeoceratops |
|  |                 |

|  | Koreaceratops                                                      |
|  |                                                                    |
|  | \| \| Leptoceratopsidae \| \| \| \| \| \| Coronosauria \| \| \| \| |
|  |                                                                    |
|  | Leptoceratopsidae                                                  |
|  |                                                                    |
|  | Coronosauria                                                       |
|  |                                                                    |

|  | Leptoceratopsidae |
|  |                   |
|  | Coronosauria      |
|  |                   |

|  | Auroraceratops |
|  |                |
|  | Yamaceratops   |
|  |                |

|  | Helioceratops   |
|  |                 |
|  | Archaeoceratops |
|  |                 |

|  | Koreaceratops                                                      |
|  |                                                                    |
|  | \| \| Leptoceratopsidae \| \| \| \| \| \| Coronosauria \| \| \| \| |
|  |                                                                    |
|  | Leptoceratopsidae                                                  |
|  |                                                                    |
|  | Coronosauria                                                       |
|  |                                                                    |

|  | Leptoceratopsidae |
|  |                   |
|  | Coronosauria      |
|  |                   |

|  | Helioceratops   |
|  |                 |
|  | Archaeoceratops |
|  |                 |

|  | Koreaceratops                                                      |
|  |                                                                    |
|  | \| \| Leptoceratopsidae \| \| \| \| \| \| Coronosauria \| \| \| \| |
|  |                                                                    |
|  | Leptoceratopsidae                                                  |
|  |                                                                    |
|  | Coronosauria                                                       |
|  |                                                                    |

|  | Leptoceratopsidae |
|  |                   |
|  | Coronosauria      |
|  |                   |

|  | Auroraceratops |
|  |                |
|  | Yamaceratops   |
|  |                |

|  | Helioceratops   |
|  |                 |
|  | Archaeoceratops |
|  |                 |

|  | Koreaceratops                                                      |
|  |                                                                    |
|  | \| \| Leptoceratopsidae \| \| \| \| \| \| Coronosauria \| \| \| \| |
|  |                                                                    |
|  | Leptoceratopsidae                                                  |
|  |                                                                    |
|  | Coronosauria                                                       |
|  |                                                                    |

|  | Leptoceratopsidae |
|  |                   |
|  | Coronosauria      |
|  |                   |

|  | Helioceratops   |
|  |                 |
|  | Archaeoceratops |
|  |                 |

|  | Koreaceratops                                                      |
|  |                                                                    |
|  | \| \| Leptoceratopsidae \| \| \| \| \| \| Coronosauria \| \| \| \| |
|  |                                                                    |
|  | Leptoceratopsidae                                                  |
|  |                                                                    |
|  | Coronosauria                                                       |
|  |                                                                    |

|  | Leptoceratopsidae |
|  |                   |
|  | Coronosauria      |
|  |                   |

|  | Auroraceratops |
|  |                |
|  | Yamaceratops   |
|  |                |

|  | Helioceratops   |
|  |                 |
|  | Archaeoceratops |
|  |                 |

|  | Koreaceratops                                                      |
|  |                                                                    |
|  | \| \| Leptoceratopsidae \| \| \| \| \| \| Coronosauria \| \| \| \| |
|  |                                                                    |
|  | Leptoceratopsidae                                                  |
|  |                                                                    |
|  | Coronosauria                                                       |
|  |                                                                    |

|  | Leptoceratopsidae |
|  |                   |
|  | Coronosauria      |
|  |                   |

|  | Helioceratops   |
|  |                 |
|  | Archaeoceratops |
|  |                 |

|  | Koreaceratops                                                      |
|  |                                                                    |
|  | \| \| Leptoceratopsidae \| \| \| \| \| \| Coronosauria \| \| \| \| |
|  |                                                                    |
|  | Leptoceratopsidae                                                  |
|  |                                                                    |
|  | Coronosauria                                                       |
|  |                                                                    |

|  | Leptoceratopsidae |
|  |                   |
|  | Coronosauria      |
|  |                   |

|  | Auroraceratops |
|  |                |
|  | Yamaceratops   |
|  |                |

|  | Helioceratops   |
|  |                 |
|  | Archaeoceratops |
|  |                 |

|  | Koreaceratops                                                      |
|  |                                                                    |
|  | \| \| Leptoceratopsidae \| \| \| \| \| \| Coronosauria \| \| \| \| |
|  |                                                                    |
|  | Leptoceratopsidae                                                  |
|  |                                                                    |
|  | Coronosauria                                                       |
|  |                                                                    |

|  | Leptoceratopsidae |
|  |                   |
|  | Coronosauria      |
|  |                   |

|  | Helioceratops   |
|  |                 |
|  | Archaeoceratops |
|  |                 |

|  | Koreaceratops                                                      |
|  |                                                                    |
|  | \| \| Leptoceratopsidae \| \| \| \| \| \| Coronosauria \| \| \| \| |
|  |                                                                    |
|  | Leptoceratopsidae                                                  |
|  |                                                                    |
|  | Coronosauria                                                       |
|  |                                                                    |

|  | Leptoceratopsidae |
|  |                   |
|  | Coronosauria      |
|  |                   |

|  | Auroraceratops |
|  |                |
|  | Yamaceratops   |
|  |                |

|  | Helioceratops   |
|  |                 |
|  | Archaeoceratops |
|  |                 |

|  | Koreaceratops                                                      |
|  |                                                                    |
|  | \| \| Leptoceratopsidae \| \| \| \| \| \| Coronosauria \| \| \| \| |
|  |                                                                    |
|  | Leptoceratopsidae                                                  |
|  |                                                                    |
|  | Coronosauria                                                       |
|  |                                                                    |

|  | Leptoceratopsidae |
|  |                   |
|  | Coronosauria      |
|  |                   |

|  | Helioceratops   |
|  |                 |
|  | Archaeoceratops |
|  |                 |

|  | Koreaceratops                                                      |
|  |                                                                    |
|  | \| \| Leptoceratopsidae \| \| \| \| \| \| Coronosauria \| \| \| \| |
|  |                                                                    |
|  | Leptoceratopsidae                                                  |
|  |                                                                    |
|  | Coronosauria                                                       |
|  |                                                                    |

|  | Leptoceratopsidae |
|  |                   |
|  | Coronosauria      |
|  |                   |

|  | Auroraceratops |
|  |                |
|  | Yamaceratops   |
|  |                |

|  | Helioceratops   |
|  |                 |
|  | Archaeoceratops |
|  |                 |

|  | Koreaceratops                                                      |
|  |                                                                    |
|  | \| \| Leptoceratopsidae \| \| \| \| \| \| Coronosauria \| \| \| \| |
|  |                                                                    |
|  | Leptoceratopsidae                                                  |
|  |                                                                    |
|  | Coronosauria                                                       |
|  |                                                                    |

|  | Leptoceratopsidae |
|  |                   |
|  | Coronosauria      |
|  |                   |

|  | Helioceratops   |
|  |                 |
|  | Archaeoceratops |
|  |                 |

|  | Koreaceratops                                                      |
|  |                                                                    |
|  | \| \| Leptoceratopsidae \| \| \| \| \| \| Coronosauria \| \| \| \| |
|  |                                                                    |
|  | Leptoceratopsidae                                                  |
|  |                                                                    |
|  | Coronosauria                                                       |
|  |                                                                    |

|  | Leptoceratopsidae |
|  |                   |
|  | Coronosauria      |
|  |                   |

|  | Auroraceratops |
|  |                |
|  | Yamaceratops   |
|  |                |

|  | Helioceratops   |
|  |                 |
|  | Archaeoceratops |
|  |                 |

|  | Koreaceratops                                                      |
|  |                                                                    |
|  | \| \| Leptoceratopsidae \| \| \| \| \| \| Coronosauria \| \| \| \| |
|  |                                                                    |
|  | Leptoceratopsidae                                                  |
|  |                                                                    |
|  | Coronosauria                                                       |
|  |                                                                    |

|  | Leptoceratopsidae |
|  |                   |
|  | Coronosauria      |
|  |                   |

|  | Helioceratops   |
|  |                 |
|  | Archaeoceratops |
|  |                 |

|  | Koreaceratops                                                      |
|  |                                                                    |
|  | \| \| Leptoceratopsidae \| \| \| \| \| \| Coronosauria \| \| \| \| |
|  |                                                                    |
|  | Leptoceratopsidae                                                  |
|  |                                                                    |
|  | Coronosauria                                                       |
|  |                                                                    |

|  | Leptoceratopsidae |
|  |                   |
|  | Coronosauria      |
|  |                   |

|  | Xuanhuaceratops |
|  |                 |
|  | Chaoyangsaurus  |
|  |                 |

|  | P. sinensis     |
|  |                 |
|  | P. mongoliensis |
|  |                 |

|  | Auroraceratops |
|  |                |
|  | Yamaceratops   |
|  |                |

|  | Helioceratops   |
|  |                 |
|  | Archaeoceratops |
|  |                 |

|  | Koreaceratops                                                      |
|  |                                                                    |
|  | \| \| Leptoceratopsidae \| \| \| \| \| \| Coronosauria \| \| \| \| |
|  |                                                                    |
|  | Leptoceratopsidae                                                  |
|  |                                                                    |
|  | Coronosauria                                                       |
|  |                                                                    |

|  | Leptoceratopsidae |
|  |                   |
|  | Coronosauria      |
|  |                   |

|  | Helioceratops   |
|  |                 |
|  | Archaeoceratops |
|  |                 |

|  | Koreaceratops                                                      |
|  |                                                                    |
|  | \| \| Leptoceratopsidae \| \| \| \| \| \| Coronosauria \| \| \| \| |
|  |                                                                    |
|  | Leptoceratopsidae                                                  |
|  |                                                                    |
|  | Coronosauria                                                       |
|  |                                                                    |

|  | Leptoceratopsidae |
|  |                   |
|  | Coronosauria      |
|  |                   |

|  | Auroraceratops |
|  |                |
|  | Yamaceratops   |
|  |                |

|  | Helioceratops   |
|  |                 |
|  | Archaeoceratops |
|  |                 |

|  | Koreaceratops                                                      |
|  |                                                                    |
|  | \| \| Leptoceratopsidae \| \| \| \| \| \| Coronosauria \| \| \| \| |
|  |                                                                    |
|  | Leptoceratopsidae                                                  |
|  |                                                                    |
|  | Coronosauria                                                       |
|  |                                                                    |

|  | Leptoceratopsidae |
|  |                   |
|  | Coronosauria      |
|  |                   |

|  | Helioceratops   |
|  |                 |
|  | Archaeoceratops |
|  |                 |

|  | Koreaceratops                                                      |
|  |                                                                    |
|  | \| \| Leptoceratopsidae \| \| \| \| \| \| Coronosauria \| \| \| \| |
|  |                                                                    |
|  | Leptoceratopsidae                                                  |
|  |                                                                    |
|  | Coronosauria                                                       |
|  |                                                                    |

|  | Leptoceratopsidae |
|  |                   |
|  | Coronosauria      |
|  |                   |

|  | Auroraceratops |
|  |                |
|  | Yamaceratops   |
|  |                |

|  | Helioceratops   |
|  |                 |
|  | Archaeoceratops |
|  |                 |

|  | Koreaceratops                                                      |
|  |                                                                    |
|  | \| \| Leptoceratopsidae \| \| \| \| \| \| Coronosauria \| \| \| \| |
|  |                                                                    |
|  | Leptoceratopsidae                                                  |
|  |                                                                    |
|  | Coronosauria                                                       |
|  |                                                                    |

|  | Leptoceratopsidae |
|  |                   |
|  | Coronosauria      |
|  |                   |

|  | Helioceratops   |
|  |                 |
|  | Archaeoceratops |
|  |                 |

|  | Koreaceratops                                                      |
|  |                                                                    |
|  | \| \| Leptoceratopsidae \| \| \| \| \| \| Coronosauria \| \| \| \| |
|  |                                                                    |
|  | Leptoceratopsidae                                                  |
|  |                                                                    |
|  | Coronosauria                                                       |
|  |                                                                    |

|  | Leptoceratopsidae |
|  |                   |
|  | Coronosauria      |
|  |                   |

|  | Auroraceratops |
|  |                |
|  | Yamaceratops   |
|  |                |

|  | Helioceratops   |
|  |                 |
|  | Archaeoceratops |
|  |                 |

|  | Koreaceratops                                                      |
|  |                                                                    |
|  | \| \| Leptoceratopsidae \| \| \| \| \| \| Coronosauria \| \| \| \| |
|  |                                                                    |
|  | Leptoceratopsidae                                                  |
|  |                                                                    |
|  | Coronosauria                                                       |
|  |                                                                    |

|  | Leptoceratopsidae |
|  |                   |
|  | Coronosauria      |
|  |                   |

|  | Helioceratops   |
|  |                 |
|  | Archaeoceratops |
|  |                 |

|  | Koreaceratops                                                      |
|  |                                                                    |
|  | \| \| Leptoceratopsidae \| \| \| \| \| \| Coronosauria \| \| \| \| |
|  |                                                                    |
|  | Leptoceratopsidae                                                  |
|  |                                                                    |
|  | Coronosauria                                                       |
|  |                                                                    |

|  | Leptoceratopsidae |
|  |                   |
|  | Coronosauria      |
|  |                   |

|  | Auroraceratops |
|  |                |
|  | Yamaceratops   |
|  |                |

|  | Helioceratops   |
|  |                 |
|  | Archaeoceratops |
|  |                 |

|  | Koreaceratops                                                      |
|  |                                                                    |
|  | \| \| Leptoceratopsidae \| \| \| \| \| \| Coronosauria \| \| \| \| |
|  |                                                                    |
|  | Leptoceratopsidae                                                  |
|  |                                                                    |
|  | Coronosauria                                                       |
|  |                                                                    |

|  | Leptoceratopsidae |
|  |                   |
|  | Coronosauria      |
|  |                   |

|  | Helioceratops   |
|  |                 |
|  | Archaeoceratops |
|  |                 |

|  | Koreaceratops                                                      |
|  |                                                                    |
|  | \| \| Leptoceratopsidae \| \| \| \| \| \| Coronosauria \| \| \| \| |
|  |                                                                    |
|  | Leptoceratopsidae                                                  |
|  |                                                                    |
|  | Coronosauria                                                       |
|  |                                                                    |

|  | Leptoceratopsidae |
|  |                   |
|  | Coronosauria      |
|  |                   |

|  | Auroraceratops |
|  |                |
|  | Yamaceratops   |
|  |                |

|  | Helioceratops   |
|  |                 |
|  | Archaeoceratops |
|  |                 |

|  | Koreaceratops                                                      |
|  |                                                                    |
|  | \| \| Leptoceratopsidae \| \| \| \| \| \| Coronosauria \| \| \| \| |
|  |                                                                    |
|  | Leptoceratopsidae                                                  |
|  |                                                                    |
|  | Coronosauria                                                       |
|  |                                                                    |

|  | Leptoceratopsidae |
|  |                   |
|  | Coronosauria      |
|  |                   |

|  | Helioceratops   |
|  |                 |
|  | Archaeoceratops |
|  |                 |

|  | Koreaceratops                                                      |
|  |                                                                    |
|  | \| \| Leptoceratopsidae \| \| \| \| \| \| Coronosauria \| \| \| \| |
|  |                                                                    |
|  | Leptoceratopsidae                                                  |
|  |                                                                    |
|  | Coronosauria                                                       |
|  |                                                                    |

|  | Leptoceratopsidae |
|  |                   |
|  | Coronosauria      |
|  |                   |

|  | Auroraceratops |
|  |                |
|  | Yamaceratops   |
|  |                |

|  | Helioceratops   |
|  |                 |
|  | Archaeoceratops |
|  |                 |

|  | Koreaceratops                                                      |
|  |                                                                    |
|  | \| \| Leptoceratopsidae \| \| \| \| \| \| Coronosauria \| \| \| \| |
|  |                                                                    |
|  | Leptoceratopsidae                                                  |
|  |                                                                    |
|  | Coronosauria                                                       |
|  |                                                                    |

|  | Leptoceratopsidae |
|  |                   |
|  | Coronosauria      |
|  |                   |

|  | Helioceratops   |
|  |                 |
|  | Archaeoceratops |
|  |                 |

|  | Koreaceratops                                                      |
|  |                                                                    |
|  | \| \| Leptoceratopsidae \| \| \| \| \| \| Coronosauria \| \| \| \| |
|  |                                                                    |
|  | Leptoceratopsidae                                                  |
|  |                                                                    |
|  | Coronosauria                                                       |
|  |                                                                    |

|  | Leptoceratopsidae |
|  |                   |
|  | Coronosauria      |
|  |                   |

|  | Auroraceratops |
|  |                |
|  | Yamaceratops   |
|  |                |

|  | Helioceratops   |
|  |                 |
|  | Archaeoceratops |
|  |                 |

|  | Koreaceratops                                                      |
|  |                                                                    |
|  | \| \| Leptoceratopsidae \| \| \| \| \| \| Coronosauria \| \| \| \| |
|  |                                                                    |
|  | Leptoceratopsidae                                                  |
|  |                                                                    |
|  | Coronosauria                                                       |
|  |                                                                    |

|  | Leptoceratopsidae |
|  |                   |
|  | Coronosauria      |
|  |                   |

|  | Helioceratops   |
|  |                 |
|  | Archaeoceratops |
|  |                 |

|  | Koreaceratops                                                      |
|  |                                                                    |
|  | \| \| Leptoceratopsidae \| \| \| \| \| \| Coronosauria \| \| \| \| |
|  |                                                                    |
|  | Leptoceratopsidae                                                  |
|  |                                                                    |
|  | Coronosauria                                                       |
|  |                                                                    |

|  | Leptoceratopsidae |
|  |                   |
|  | Coronosauria      |
|  |                   |

|  | P. sinensis     |
|  |                 |
|  | P. mongoliensis |
|  |                 |

|  | Auroraceratops |
|  |                |
|  | Yamaceratops   |
|  |                |

|  | Helioceratops   |
|  |                 |
|  | Archaeoceratops |
|  |                 |

|  | Koreaceratops                                                      |
|  |                                                                    |
|  | \| \| Leptoceratopsidae \| \| \| \| \| \| Coronosauria \| \| \| \| |
|  |                                                                    |
|  | Leptoceratopsidae                                                  |
|  |                                                                    |
|  | Coronosauria                                                       |
|  |                                                                    |

|  | Leptoceratopsidae |
|  |                   |
|  | Coronosauria      |
|  |                   |

|  | Helioceratops   |
|  |                 |
|  | Archaeoceratops |
|  |                 |

|  | Koreaceratops                                                      |
|  |                                                                    |
|  | \| \| Leptoceratopsidae \| \| \| \| \| \| Coronosauria \| \| \| \| |
|  |                                                                    |
|  | Leptoceratopsidae                                                  |
|  |                                                                    |
|  | Coronosauria                                                       |
|  |                                                                    |

|  | Leptoceratopsidae |
|  |                   |
|  | Coronosauria      |
|  |                   |

|  | Auroraceratops |
|  |                |
|  | Yamaceratops   |
|  |                |

|  | Helioceratops   |
|  |                 |
|  | Archaeoceratops |
|  |                 |

|  | Koreaceratops                                                      |
|  |                                                                    |
|  | \| \| Leptoceratopsidae \| \| \| \| \| \| Coronosauria \| \| \| \| |
|  |                                                                    |
|  | Leptoceratopsidae                                                  |
|  |                                                                    |
|  | Coronosauria                                                       |
|  |                                                                    |

|  | Leptoceratopsidae |
|  |                   |
|  | Coronosauria      |
|  |                   |

|  | Helioceratops   |
|  |                 |
|  | Archaeoceratops |
|  |                 |

|  | Koreaceratops                                                      |
|  |                                                                    |
|  | \| \| Leptoceratopsidae \| \| \| \| \| \| Coronosauria \| \| \| \| |
|  |                                                                    |
|  | Leptoceratopsidae                                                  |
|  |                                                                    |
|  | Coronosauria                                                       |
|  |                                                                    |

|  | Leptoceratopsidae |
|  |                   |
|  | Coronosauria      |
|  |                   |

|  | Auroraceratops |
|  |                |
|  | Yamaceratops   |
|  |                |

|  | Helioceratops   |
|  |                 |
|  | Archaeoceratops |
|  |                 |

|  | Koreaceratops                                                      |
|  |                                                                    |
|  | \| \| Leptoceratopsidae \| \| \| \| \| \| Coronosauria \| \| \| \| |
|  |                                                                    |
|  | Leptoceratopsidae                                                  |
|  |                                                                    |
|  | Coronosauria                                                       |
|  |                                                                    |

|  | Leptoceratopsidae |
|  |                   |
|  | Coronosauria      |
|  |                   |

|  | Helioceratops   |
|  |                 |
|  | Archaeoceratops |
|  |                 |

|  | Koreaceratops                                                      |
|  |                                                                    |
|  | \| \| Leptoceratopsidae \| \| \| \| \| \| Coronosauria \| \| \| \| |
|  |                                                                    |
|  | Leptoceratopsidae                                                  |
|  |                                                                    |
|  | Coronosauria                                                       |
|  |                                                                    |

|  | Leptoceratopsidae |
|  |                   |
|  | Coronosauria      |
|  |                   |

|  | Auroraceratops |
|  |                |
|  | Yamaceratops   |
|  |                |

|  | Helioceratops   |
|  |                 |
|  | Archaeoceratops |
|  |                 |

|  | Koreaceratops                                                      |
|  |                                                                    |
|  | \| \| Leptoceratopsidae \| \| \| \| \| \| Coronosauria \| \| \| \| |
|  |                                                                    |
|  | Leptoceratopsidae                                                  |
|  |                                                                    |
|  | Coronosauria                                                       |
|  |                                                                    |

|  | Leptoceratopsidae |
|  |                   |
|  | Coronosauria      |
|  |                   |

|  | Helioceratops   |
|  |                 |
|  | Archaeoceratops |
|  |                 |

|  | Koreaceratops                                                      |
|  |                                                                    |
|  | \| \| Leptoceratopsidae \| \| \| \| \| \| Coronosauria \| \| \| \| |
|  |                                                                    |
|  | Leptoceratopsidae                                                  |
|  |                                                                    |
|  | Coronosauria                                                       |
|  |                                                                    |

|  | Leptoceratopsidae |
|  |                   |
|  | Coronosauria      |
|  |                   |

|  | Auroraceratops |
|  |                |
|  | Yamaceratops   |
|  |                |

|  | Helioceratops   |
|  |                 |
|  | Archaeoceratops |
|  |                 |

|  | Koreaceratops                                                      |
|  |                                                                    |
|  | \| \| Leptoceratopsidae \| \| \| \| \| \| Coronosauria \| \| \| \| |
|  |                                                                    |
|  | Leptoceratopsidae                                                  |
|  |                                                                    |
|  | Coronosauria                                                       |
|  |                                                                    |

|  | Leptoceratopsidae |
|  |                   |
|  | Coronosauria      |
|  |                   |

|  | Helioceratops   |
|  |                 |
|  | Archaeoceratops |
|  |                 |

|  | Koreaceratops                                                      |
|  |                                                                    |
|  | \| \| Leptoceratopsidae \| \| \| \| \| \| Coronosauria \| \| \| \| |
|  |                                                                    |
|  | Leptoceratopsidae                                                  |
|  |                                                                    |
|  | Coronosauria                                                       |
|  |                                                                    |

|  | Leptoceratopsidae |
|  |                   |
|  | Coronosauria      |
|  |                   |

|  | Auroraceratops |
|  |                |
|  | Yamaceratops   |
|  |                |

|  | Helioceratops   |
|  |                 |
|  | Archaeoceratops |
|  |                 |

|  | Koreaceratops                                                      |
|  |                                                                    |
|  | \| \| Leptoceratopsidae \| \| \| \| \| \| Coronosauria \| \| \| \| |
|  |                                                                    |
|  | Leptoceratopsidae                                                  |
|  |                                                                    |
|  | Coronosauria                                                       |
|  |                                                                    |

|  | Leptoceratopsidae |
|  |                   |
|  | Coronosauria      |
|  |                   |

|  | Helioceratops   |
|  |                 |
|  | Archaeoceratops |
|  |                 |

|  | Koreaceratops                                                      |
|  |                                                                    |
|  | \| \| Leptoceratopsidae \| \| \| \| \| \| Coronosauria \| \| \| \| |
|  |                                                                    |
|  | Leptoceratopsidae                                                  |
|  |                                                                    |
|  | Coronosauria                                                       |
|  |                                                                    |

|  | Leptoceratopsidae |
|  |                   |
|  | Coronosauria      |
|  |                   |

|  | Auroraceratops |
|  |                |
|  | Yamaceratops   |
|  |                |

|  | Helioceratops   |
|  |                 |
|  | Archaeoceratops |
|  |                 |

|  | Koreaceratops                                                      |
|  |                                                                    |
|  | \| \| Leptoceratopsidae \| \| \| \| \| \| Coronosauria \| \| \| \| |
|  |                                                                    |
|  | Leptoceratopsidae                                                  |
|  |                                                                    |
|  | Coronosauria                                                       |
|  |                                                                    |

|  | Leptoceratopsidae |
|  |                   |
|  | Coronosauria      |
|  |                   |

|  | Helioceratops   |
|  |                 |
|  | Archaeoceratops |
|  |                 |

|  | Koreaceratops                                                      |
|  |                                                                    |
|  | \| \| Leptoceratopsidae \| \| \| \| \| \| Coronosauria \| \| \| \| |
|  |                                                                    |
|  | Leptoceratopsidae                                                  |
|  |                                                                    |
|  | Coronosauria                                                       |
|  |                                                                    |

|  | Leptoceratopsidae |
|  |                   |
|  | Coronosauria      |
|  |                   |

|  | Auroraceratops |
|  |                |
|  | Yamaceratops   |
|  |                |

|  | Helioceratops   |
|  |                 |
|  | Archaeoceratops |
|  |                 |

|  | Koreaceratops                                                      |
|  |                                                                    |
|  | \| \| Leptoceratopsidae \| \| \| \| \| \| Coronosauria \| \| \| \| |
|  |                                                                    |
|  | Leptoceratopsidae                                                  |
|  |                                                                    |
|  | Coronosauria                                                       |
|  |                                                                    |

|  | Leptoceratopsidae |
|  |                   |
|  | Coronosauria      |
|  |                   |

|  | Helioceratops   |
|  |                 |
|  | Archaeoceratops |
|  |                 |

|  | Koreaceratops                                                      |
|  |                                                                    |
|  | \| \| Leptoceratopsidae \| \| \| \| \| \| Coronosauria \| \| \| \| |
|  |                                                                    |
|  | Leptoceratopsidae                                                  |
|  |                                                                    |
|  | Coronosauria                                                       |
|  |                                                                    |

|  | Leptoceratopsidae |
|  |                   |
|  | Coronosauria      |
|  |                   |

### Especies de psitacosaurios

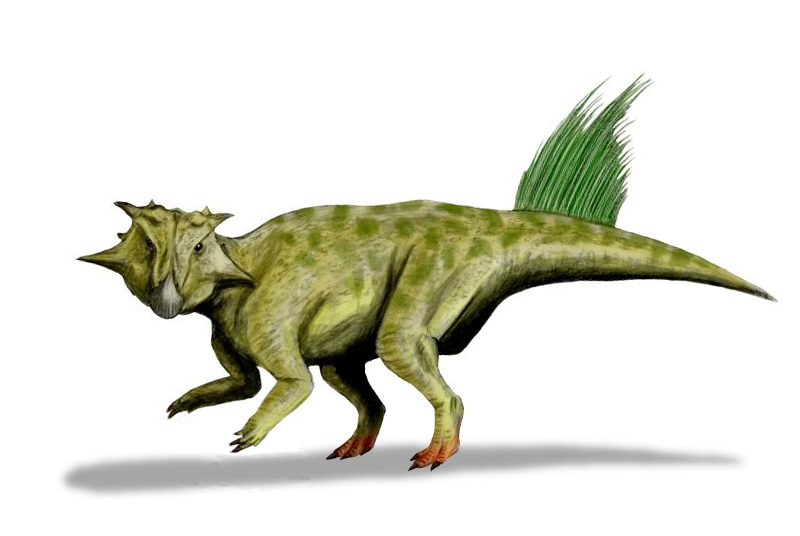
Recreación de un Psittacosaurus sibiricus.

Se han asignado alrededor de una docena de especies al género Psittacosaurus, sin embargo sólo nueve y en algunos casos doce son consideradas válidas en la actualidad. Este es el número más alto de especies válidas asignadas a un solo género de dinosaurio (sin incluir a las aves). En contraste, la mayoría de los géneros de dinosaurio son monoespecíficos, albergando una única especie conocida. Cabe mencionar también que, mientras el género Psittacosaurus cuenta con más de 400 especímenes fósiles, la mayoría de las especies de dinosaurio registran un número considerablemente menor, estando muchas representadas por un solo espécimen. Con una cantidad muy alta de ejemplares, la diversidad de los psitacosaurios puede ser analizada de una manera más detallada que la gran mayoría de los géneros de dinosaurio, resultando en el reconocimiento de un mayor número de especies. La mayoría de los géneros de animales existentes están representados por más de una especie, lo que sugiere que dicha tendencia también debería cumplirse en los géneros extintos de dinosaurio; sin embargo, la mayoría de estas especies no se han preservado. Además, muchos dinosaurios se conocen solamente por sus restos óseos, limitando otro punto de vista evaluativo respecto a los patrones y características morfológicas, más aún si se considera que especies existentes con frecuencia presentan una configuración ósea muy similar, pero con notorias diferencian en otros aspectos, los cuales muchas veces no pueden preservarse en el registro fósil. Por lo tanto, la diversidad de especies actuales puede ser mucho mayor que la reconocida en este y otros géneros de dinosaurio.
Aunque se han nombrado muchas especies de Psittacosaurus, sus relaciones entre sí aún no se han explorado completamente y no existe un consenso científico sobre el tema. Se han publicado varios análisis filogenéticos, siendo los más detallados los de Alexander Averianov y sus colegas en 2006, Hai-Lu You y sus colegas en 2008, y Paul Sereno en 2010. El análisis de You se muestra a continuación. En 2005, Zhou y sus colegas sugirieron que P. lujiatunensis es basal para todas las demás especies. Esto sería consistente con su aparición anterior en el registro fósil.
|  | P. sinensis noreste de China          |
|  |                                       |

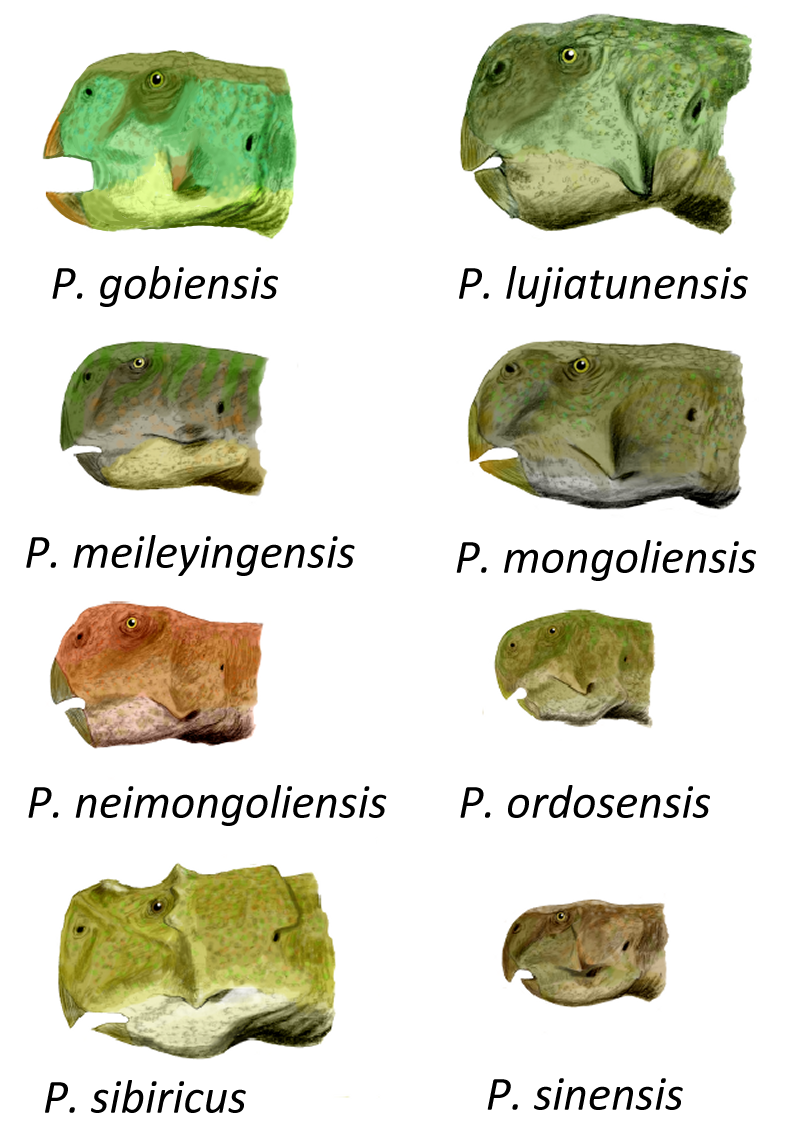
Dibujo a escala de ocho especies de psitacosaurios.

|  | P. sibiricus Rusia, al sur de Siberia |
|  |                                       |

|  | P. lujiatunensisnoreste de China  |
|  |                                   |
|  | P. mazongshanensis noroeste China |
|  |                                   |

|  | P. ordosensisnorte-centro de China                                                                                                 |
|  | |
|  | \| \| P. meileyingensis[7] norte-centro de China \| \| \| \| \| \| P. mongoliensis[28][67] Mongolia, al norte de China \| \| \| \| |
|  | |
|  | P. meileyingensis norte-centro de China                                                                                            |
|  | |
|  | P. mongoliensis Mongolia, al norte de China                                                                                        |
|  | |

|  | P. meileyingensis norte-centro de China     |
|  |                                             |
|  | P. mongoliensis Mongolia, al norte de China |
|  |                                             |

|  | P. ordosensisnorte-centro de China                                                                                                 |
|  | |
|  | \| \| P. meileyingensis[7] norte-centro de China \| \| \| \| \| \| P. mongoliensis[28][67] Mongolia, al norte de China \| \| \| \| |
|  | |
|  | P. meileyingensis norte-centro de China                                                                                            |
|  | |
|  | P. mongoliensis Mongolia, al norte de China                                                                                        |
|  | |

|  | P. meileyingensis norte-centro de China     |
|  |                                             |
|  | P. mongoliensis Mongolia, al norte de China |
|  |                                             |

|  | P. ordosensisnorte-centro de China                                                                                                 |
|  | |
|  | \| \| P. meileyingensis[7] norte-centro de China \| \| \| \| \| \| P. mongoliensis[28][67] Mongolia, al norte de China \| \| \| \| |
|  | |
|  | P. meileyingensis norte-centro de China                                                                                            |
|  | |
|  | P. mongoliensis Mongolia, al norte de China                                                                                        |
|  | |

|  | P. meileyingensis norte-centro de China     |
|  |                                             |
|  | P. mongoliensis Mongolia, al norte de China |
|  |                                             |

|  | P. ordosensisnorte-centro de China                                                                                                 |
|  | |
|  | \| \| P. meileyingensis[7] norte-centro de China \| \| \| \| \| \| P. mongoliensis[28][67] Mongolia, al norte de China \| \| \| \| |
|  | |
|  | P. meileyingensis norte-centro de China                                                                                            |
|  | |
|  | P. mongoliensis Mongolia, al norte de China                                                                                        |
|  | |

|  | P. meileyingensis norte-centro de China     |
|  |                                             |
|  | P. mongoliensis Mongolia, al norte de China |
|  |                                             |

|  | P. lujiatunensisnoreste de China  |
|  |                                   |
|  | P. mazongshanensis noroeste China |
|  |                                   |

|  | P. ordosensisnorte-centro de China                                                                                                 |
|  | |
|  | \| \| P. meileyingensis[7] norte-centro de China \| \| \| \| \| \| P. mongoliensis[28][67] Mongolia, al norte de China \| \| \| \| |
|  | |
|  | P. meileyingensis norte-centro de China                                                                                            |
|  | |
|  | P. mongoliensis Mongolia, al norte de China                                                                                        |
|  | |

|  | P. meileyingensis norte-centro de China     |
|  |                                             |
|  | P. mongoliensis Mongolia, al norte de China |
|  |                                             |

|  | P. ordosensisnorte-centro de China                                                                                                 |
|  | |
|  | \| \| P. meileyingensis[7] norte-centro de China \| \| \| \| \| \| P. mongoliensis[28][67] Mongolia, al norte de China \| \| \| \| |
|  | |
|  | P. meileyingensis norte-centro de China                                                                                            |
|  | |
|  | P. mongoliensis Mongolia, al norte de China                                                                                        |
|  | |

|  | P. meileyingensis norte-centro de China     |
|  |                                             |
|  | P. mongoliensis Mongolia, al norte de China |
|  |                                             |

|  | P. ordosensisnorte-centro de China                                                                                                 |
|  | |
|  | \| \| P. meileyingensis[7] norte-centro de China \| \| \| \| \| \| P. mongoliensis[28][67] Mongolia, al norte de China \| \| \| \| |
|  | |
|  | P. meileyingensis norte-centro de China                                                                                            |
|  | |
|  | P. mongoliensis Mongolia, al norte de China                                                                                        |
|  | |

|  | P. meileyingensis norte-centro de China     |
|  |                                             |
|  | P. mongoliensis Mongolia, al norte de China |
|  |                                             |

|  | P. ordosensisnorte-centro de China                                                                                                 |
|  | |
|  | \| \| P. meileyingensis[7] norte-centro de China \| \| \| \| \| \| P. mongoliensis[28][67] Mongolia, al norte de China \| \| \| \| |
|  | |
|  | P. meileyingensis norte-centro de China                                                                                            |
|  | |
|  | P. mongoliensis Mongolia, al norte de China                                                                                        |
|  | |

|  | P. meileyingensis norte-centro de China     |
|  |                                             |
|  | P. mongoliensis Mongolia, al norte de China |
|  |                                             |

|  | P. sinensis noreste de China          |
|  |                                       |
|  | P. sibiricus Rusia, al sur de Siberia |
|  |                                       |

|  | P. lujiatunensisnoreste de China  |
|  |                                   |
|  | P. mazongshanensis noroeste China |
|  |                                   |

|  | P. ordosensisnorte-centro de China                                                                                                 |
|  | |
|  | \| \| P. meileyingensis[7] norte-centro de China \| \| \| \| \| \| P. mongoliensis[28][67] Mongolia, al norte de China \| \| \| \| |
|  | |
|  | P. meileyingensis norte-centro de China                                                                                            |
|  | |
|  | P. mongoliensis Mongolia, al norte de China                                                                                        |
|  | |

|  | P. meileyingensis norte-centro de China     |
|  |                                             |
|  | P. mongoliensis Mongolia, al norte de China |
|  |                                             |

|  | P. ordosensisnorte-centro de China                                                                                                 |
|  | |
|  | \| \| P. meileyingensis[7] norte-centro de China \| \| \| \| \| \| P. mongoliensis[28][67] Mongolia, al norte de China \| \| \| \| |
|  | |
|  | P. meileyingensis norte-centro de China                                                                                            |
|  | |
|  | P. mongoliensis Mongolia, al norte de China                                                                                        |
|  | |

|  | P. meileyingensis norte-centro de China     |
|  |                                             |
|  | P. mongoliensis Mongolia, al norte de China |
|  |                                             |

|  | P. ordosensisnorte-centro de China                                                                                                 |
|  | |
|  | \| \| P. meileyingensis[7] norte-centro de China \| \| \| \| \| \| P. mongoliensis[28][67] Mongolia, al norte de China \| \| \| \| |
|  | |
|  | P. meileyingensis norte-centro de China                                                                                            |
|  | |
|  | P. mongoliensis Mongolia, al norte de China                                                                                        |
|  | |

|  | P. meileyingensis norte-centro de China     |
|  |                                             |
|  | P. mongoliensis Mongolia, al norte de China |
|  |                                             |

|  | P. ordosensisnorte-centro de China                                                                                                 |
|  | |
|  | \| \| P. meileyingensis[7] norte-centro de China \| \| \| \| \| \| P. mongoliensis[28][67] Mongolia, al norte de China \| \| \| \| |
|  | |
|  | P. meileyingensis norte-centro de China                                                                                            |
|  | |
|  | P. mongoliensis Mongolia, al norte de China                                                                                        |
|  | |

|  | P. meileyingensis norte-centro de China     |
|  |                                             |
|  | P. mongoliensis Mongolia, al norte de China |
|  |                                             |

|  | P. lujiatunensisnoreste de China  |
|  |                                   |
|  | P. mazongshanensis noroeste China |
|  |                                   |

|  | P. ordosensisnorte-centro de China                                                                                                 |
|  | |
|  | \| \| P. meileyingensis[7] norte-centro de China \| \| \| \| \| \| P. mongoliensis[28][67] Mongolia, al norte de China \| \| \| \| |
|  | |
|  | P. meileyingensis norte-centro de China                                                                                            |
|  | |
|  | P. mongoliensis Mongolia, al norte de China                                                                                        |
|  | |

|  | P. meileyingensis norte-centro de China     |
|  |                                             |
|  | P. mongoliensis Mongolia, al norte de China |
|  |                                             |

|  | P. ordosensisnorte-centro de China                                                                                                 |
|  | |
|  | \| \| P. meileyingensis[7] norte-centro de China \| \| \| \| \| \| P. mongoliensis[28][67] Mongolia, al norte de China \| \| \| \| |
|  | |
|  | P. meileyingensis norte-centro de China                                                                                            |
|  | |
|  | P. mongoliensis Mongolia, al norte de China                                                                                        |
|  | |

|  | P. meileyingensis norte-centro de China     |
|  |                                             |
|  | P. mongoliensis Mongolia, al norte de China |
|  |                                             |

|  | P. ordosensisnorte-centro de China                                                                                                 |
|  | |
|  | \| \| P. meileyingensis[7] norte-centro de China \| \| \| \| \| \| P. mongoliensis[28][67] Mongolia, al norte de China \| \| \| \| |
|  | |
|  | P. meileyingensis norte-centro de China                                                                                            |
|  | |
|  | P. mongoliensis Mongolia, al norte de China                                                                                        |
|  | |

|  | P. meileyingensis norte-centro de China     |
|  |                                             |
|  | P. mongoliensis Mongolia, al norte de China |
|  |                                             |

|  | P. ordosensisnorte-centro de China                                                                                                 |
|  | |
|  | \| \| P. meileyingensis[7] norte-centro de China \| \| \| \| \| \| P. mongoliensis[28][67] Mongolia, al norte de China \| \| \| \| |
|  | |
|  | P. meileyingensis norte-centro de China                                                                                            |
|  | |
|  | P. mongoliensis Mongolia, al norte de China                                                                                        |
|  | |

|  | P. meileyingensis norte-centro de China     |
|  |                                             |
|  | P. mongoliensis Mongolia, al norte de China |
|  |                                             |

## Paleobiología
El cerebro de P. lujiatunensis es bien conocido, en 2007 se publicó un estudio sobre la anatomía y la funcionalidad de tres especímenes. Hasta el estudio, en general se pensaba que el cerebro de Psittacosaurus habría sido similar a otros ceratopsianos con bajos cocientes de encefalización. Russell y Zhao en 1996  creían que "el pequeño tamaño del cerebro de los psitacosáuridos implica un repertorio de comportamiento muy restrictivo en relación con el de los mamíferos modernos de tamaño corporal similar. Sin embargo, el estudio de 2007 disipó esta teoría cuando descubrió que el cerebro estaba más avanzado. En general, existe una alometría negativa para el tamaño del cerebro con el desarrollo de los vertebrados, pero se demostró que esto no es cierto en Psittacosaurus. El cociente EQ para P. lujiatunensis es de 0,31, significativamente más alto que géneros como Triceratops. Un EQ más alto se correlaciona con un comportamiento más complejo, y varios dinosaurios tienen un EQ alto, similar a las aves, que van de 0,36 a 2,98. Por lo tanto, el comportamiento de Psittacosaurus podría haber sido tan complejo como el de Tyrannosaurus, cuyo EQ oscila entre 0,30 y 0,38. Los comportamientos influenciados por altos EQ incluyen la construcción de nidos, el cuidado de los padres y el sueño de los pájaros, algunos de los cuales se ha demostrado que están presentes en Psittacosaurus.

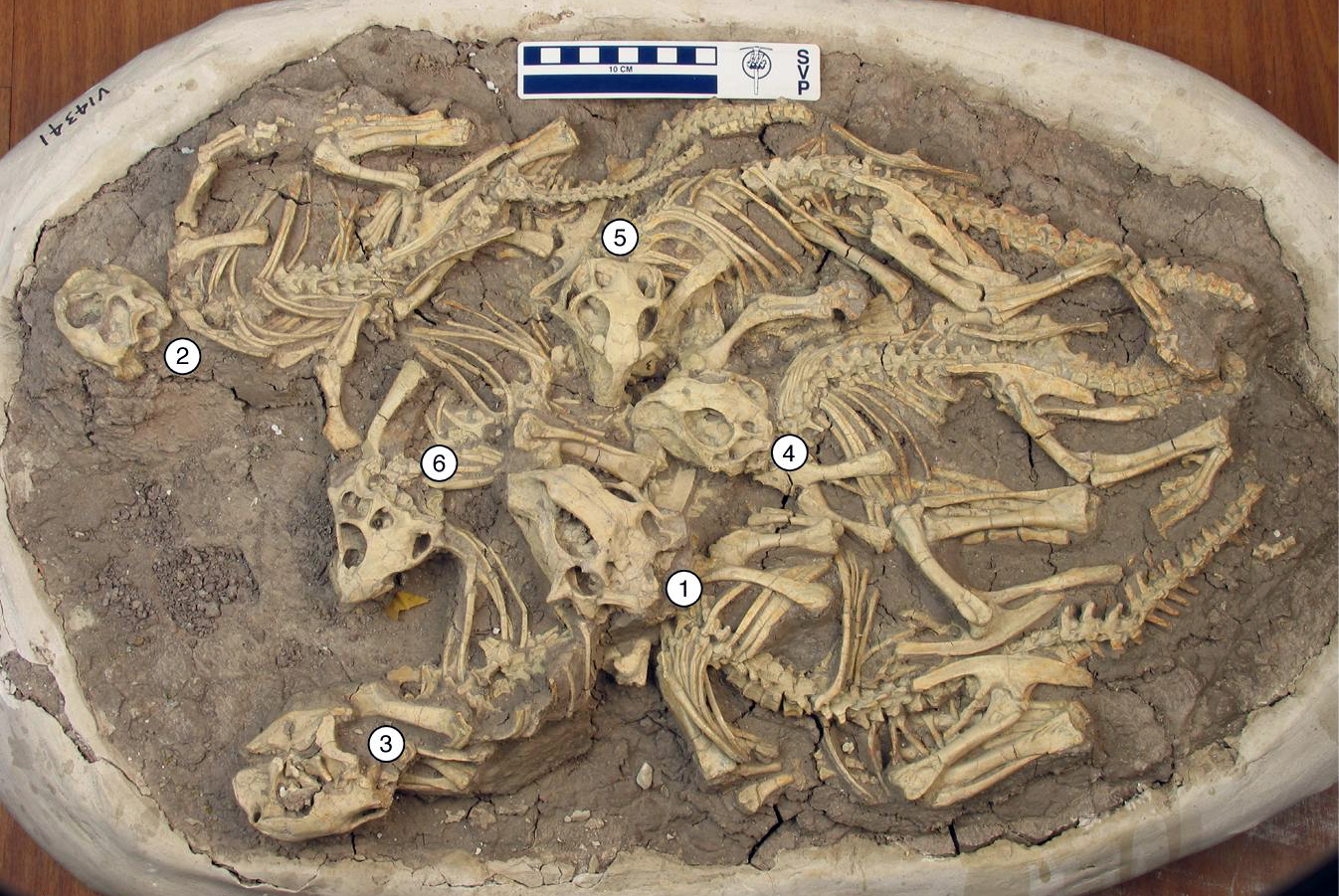
Grupo de seis juveniles que murieron juntos, espécimen IVPP V14341.

Los sentidos de Psittacosaurus se pueden inferir del endocraneo. Hay grandes bulbos olfativos, lo que indica que el género tenía un sentido del olfato agudo. El tamaño de estos bulbos es comparable al de los grandes terópodos depredadores, aunque probablemente evolucionaron para evitar a los depredadores en lugar de buscar presas. Los anillos escleróticos en los reptiles muestran directamente el tamaño del globo ocular. Los anillos no están bien conservados en Psittacosaurus, con un individuo preservándolos probablemente contraídos post mortem, pero si son similares a los de Protoceratops, Psittacosaurus habría tenido ojos grandes y visión aguda. La curvatura de los canales semicirculares.está relacionado con la agilidad de los reptiles, y los grandes canales curvos en Psittacosaurus muestran que el género era mucho más ágil que los ceratopsianos posteriores. Las comparaciones entre los anillos esclerales de Psittacosaurus y las aves y reptiles modernos sugieren que puede haber sido catemeral, activo durante el día y durante cortos intervalos durante la noche.
Ford & Martin en 2010 propusieron que Psittacosaurus era semiacuático, nadaba con la cola como un cocodrilo y remaba y pateaba. Basaron su interpretación en pruebas que incluyen, el entorno de depósito lacustre, un lago, de muchos especímenes, la posición de las fosas nasales y los ojos, interpretaciones de los movimientos de brazos y piernas, colas con largos galones y con las cerdas en la cola interpretadas como posiblemente cubiertas de piel, formando una aleta, proporcionando una superficie propulsora y la presencia de gastrolitos , interpretados como lastre. Además sugirieron que algunas especies de Psittacosaurus eran más terrestres que otras.

### Dieta

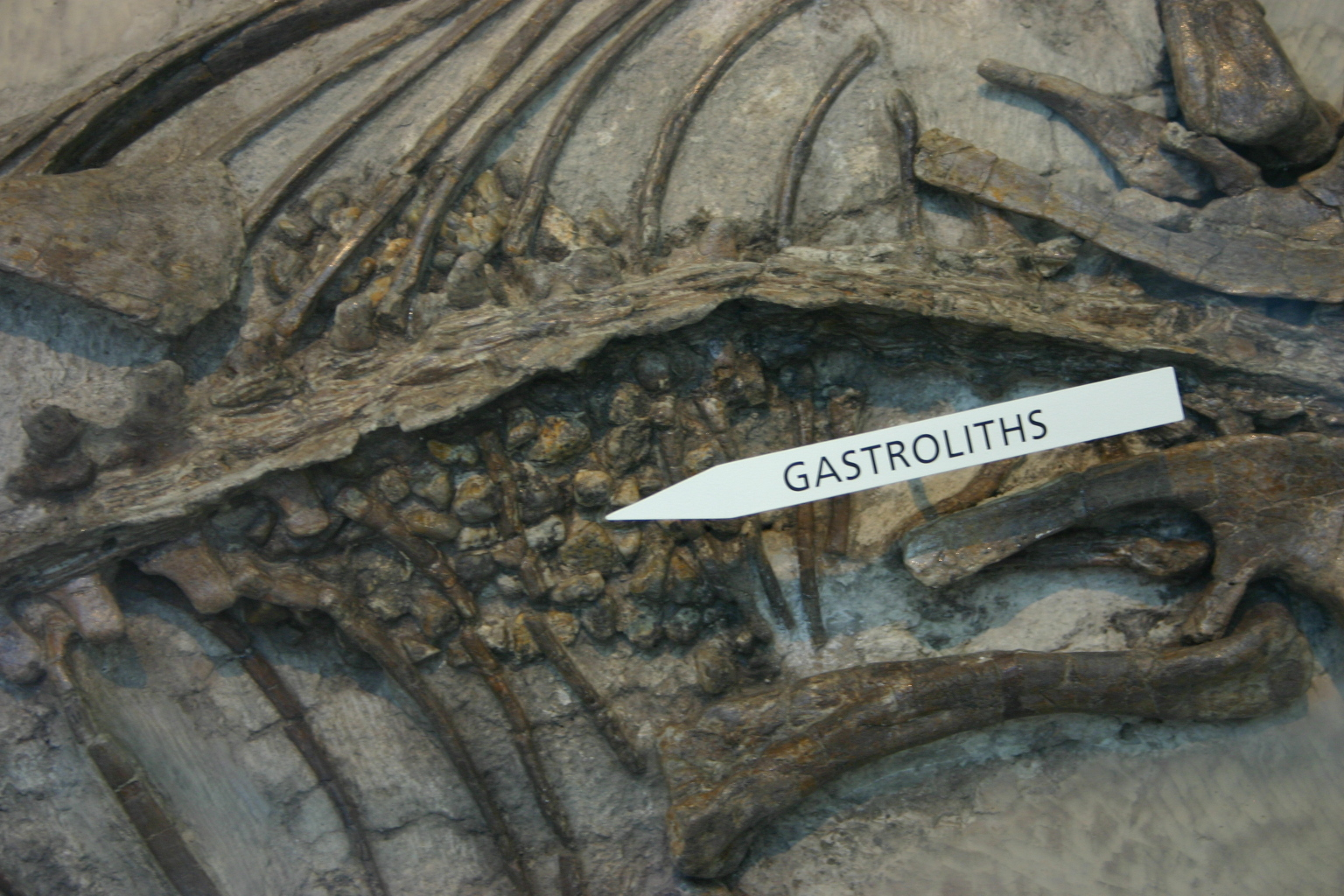
Fósil de Psittacosaurus con gastrolitos en la región estomacal, Museo Americano de Historia Natural.

Los Psittacosaurus poseían dientes afilados que les eran útiles para cortar y despedazar el duro material de ciertas plantas. Sin embargo, y a diferencia de ceratopsianos posteriores, los psitacosaurios carecían de dientes apropiados para triturar y moler su comida. No obstante, al igual que otros dinosaurios, utilizaban gastrolitos, los cuales ingerían para moler la comida cuando ésta atravesaba el sistema digestivo. En algunos casos pueden encontrarse gastrolitos en las cavidades abdominales de los fósiles de psitacosaurios, a partir de los cuales se infiere que pudieron haberse acumulado en alguna tipo de molleja, al igual que en ciertas aves modernas.
A diferencia de muchos otros dinosaurios, los Psittacosaurus tenían cráneos acinéticos, es decir, las mandíbulas superior e inferior se comportaban cada una como una sola unidad, sin articulaciones internas. La única articulación era la articulación de la mandíbula, y los psitacosaurios podían deslizar sus mandíbulas inferiores hacia adelante y hacia atrás sobre la articulación, lo que permitía una acción de corte. A diferencia de la mayoría de los ceratopsianos, sus picos no formaban puntas curvas, sino que eran redondeadas y aplanadas. Si las mandíbulas estuvieran alineadas, los picos podrían usarse para recortar objetos, pero si la mandíbula inferior se retrajo de modo que el pico inferior estuviera dentro del pico superior, las mandíbulas podrían haber cumplido una función de cascanueces. Una dieta rica en nueces o semillas también coincidiría bien con los gastrolitos que a menudo se ven en los esqueletos de Psittacosaurus bien conservados.

### Función de los miembros

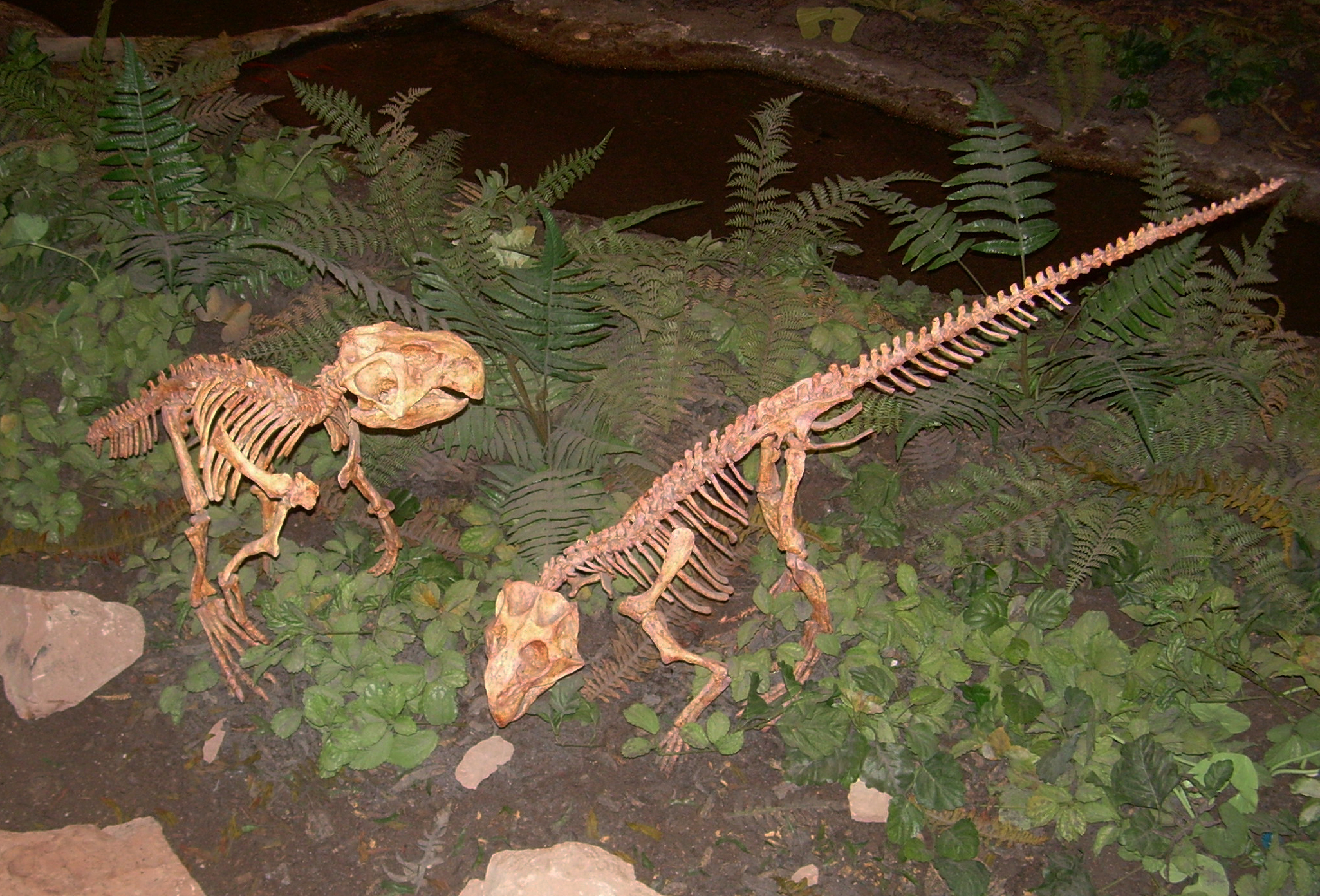
Moldes de esqueleto de P. mongoliensis montados en posiciones erguidas y agachadas.

Los estudios de Phil Senter en 2007 realizados en P. neimongoliensis y P. mongoliensis concluyeron que las extremidades anteriores de estos taxones y probablemente las de otras especies de Psittacosaurus, eran demasiado cortas, solo alrededor del 58% del largo de las extremidades posteriores, para alcanzar el suelo, y su rango de movimiento indica que no podían estar en pronación ni generar fuerza propulsora para la locomoción, lo que sugiere que Psittacosaurus era completamente bípedo. Las extremidades anteriores también eran demasiado cortas para cavar o llevar comida a la boca, y Senter sugirió que si Psittacosaurus necesario para cavar depresiones en el suelo, es posible que haya usado sus patas traseras en su lugar. Las extremidades anteriores podrían usarse para agarrar objetos con las dos manos o rascarse el cuerpo, pero debido a su flexibilidad y alcance extremadamente limitados, solo podrían haberse usado para agarrar objetos muy cerca del vientre o los costados del animal y podrían haber rascado solo el vientre, el costado y las rodillas. A pesar de que las manos no pudieron llegar a la boca, Psittacosaurus podría haberlas usado para llevar material de anidación o comida a un lugar deseado.
Sin embargo, es posible que Psittacosaurus no haya sido completamente bípedo durante toda su vida. Tomando secciones de los huesos de las extremidades de 16 especímenes de Psittacosaurus, con edades desde menos de un año hasta adultos de diez años, Qi Zhao de la Universidad de Bristol descubrió que Psittacosaurus probablemente era secundariamente bípedo. Las extremidades anteriores de los bebés crecieron a un ritmo más rápido que las extremidades posteriores entre el nacimiento y los tres años de edad. A la edad de entre cuatro y seis años, el crecimiento de los brazos se desaceleró y el de las patas se aceleró a medida que el animal maduraba. En esta etapa, los Psittacosaurus cambiarían a una postura bípeda. Estos hallazgos revelan además que el antepasado de Psittacosaurus era probablemente cuadrúpedo y finalmente ganó la capacidad de volverse bípedo a medida que evolucionó, y los jóvenes retuvieron el paso cuadrúpedo del antepasado en cuestión. Estos hallazgos también llevan a la hipótesis de que muchas de estas familias de dinosaurios pueden haber evolucionado a lo largo de este camino en algún momento de su evolución.

### Integumento
El integumento (o cubierta corporal) de los psitacosaurios, se conoce gracias a un espécimen chino el cual, probablemente, procede de la Formación Yixian en Liaoning. El espécimen, el cual aún no se ha asignado a ninguna especie, fue ilegalmente exportado de China y comprado, posteriormente, por un museo alemán.
La mayoría del cuerpo estaba cubierto con escamas, presentando las escamas más grandes una disposición en patrones irregulares, con numerosas escamas más pequeñas ocupando los espacios entre ellas, de modo similar a las impresiones de piel que se conocen en otros ceratopsianos, como Chasmosaurus. Otra particularidad fueron una serie de cerdas huecas y tubulares, de aproximadamente 16 cm de largo, ordenadas en una fila debajo de la superficie (superior) dorsal de la cola. Las estructuras guardan cierta similitud con las protoplumas halladas en un gran número dinosaurios terópodos de la misma formación. Sin embargo, se desconoce si son homólogas. Al ser encontradas las estructuras en una sola fila, no parece haber indicios de que hayan sido utilizadas para la termorregulación, aunque pudieron haber sido empleadas para la comunicación a través de alguna clase de exhibición o despliegue.

### Crecimiento

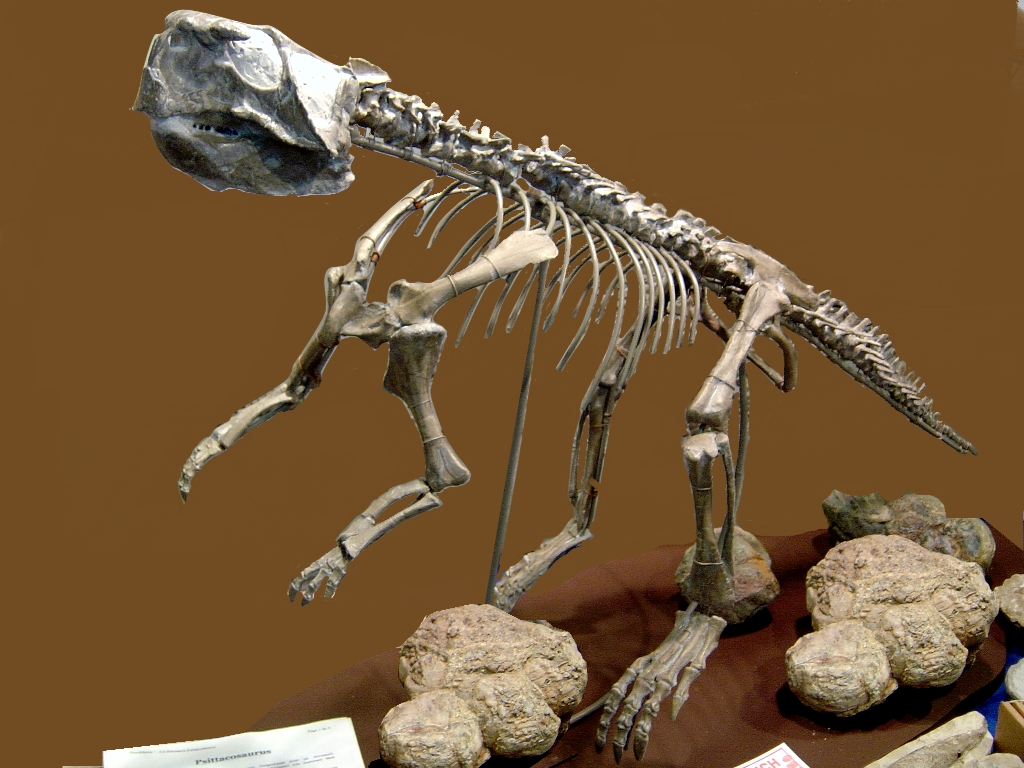
Un esqueleto de psitacosaurio.

Un gran número de especímenes de Psittacosaurus jóvenes han sido descubiertos, siendo el más pequeño una cría de P. mongoliensis, la cual mide de 11 a 13 centímetros de largo, con un cráneo de 2,8 cm en longitud. Otro cráneo de una cría pertenece al AMNH mide solo 4,6 cm de largo. Ambos especímenes provienen de Mongolia. especímenes jóvenes encontrados en la Formación Yixian tienen aproximadamente la misma edad que del ejemplar más grande del AMNH. Un adulto de Psittacosaurus mongoliensis habría alcanzado aproximadamente los 2 metros de largo.
Un análisis histológico realizado a varios P. mongoliensis determinó el ritmo de crecimiento de estos animales. Se estimó que los especímenes más pequeños empleados en el estudio tenían alrededor de tres años y un peso menor a un 1 kilogramo, mientras que los más grandes contaban con nueve años y 20 kilogramos de peso aproximadamente. Estos datos revelan un crecimiento relativamente rápido comparado con la mayoría de los reptiles y mamíferos marsupiales, pero más lento que las aves modernas y los mamíferos placentarios. Una determinación de la edad realizado sobre fósiles de P. mongoliensis que utilizó el conteo de los anillos de crecimiento, estimó que los ceratopsianos basales llegaron a vivir entre 10 a 11 años.

### Cuidado paternal

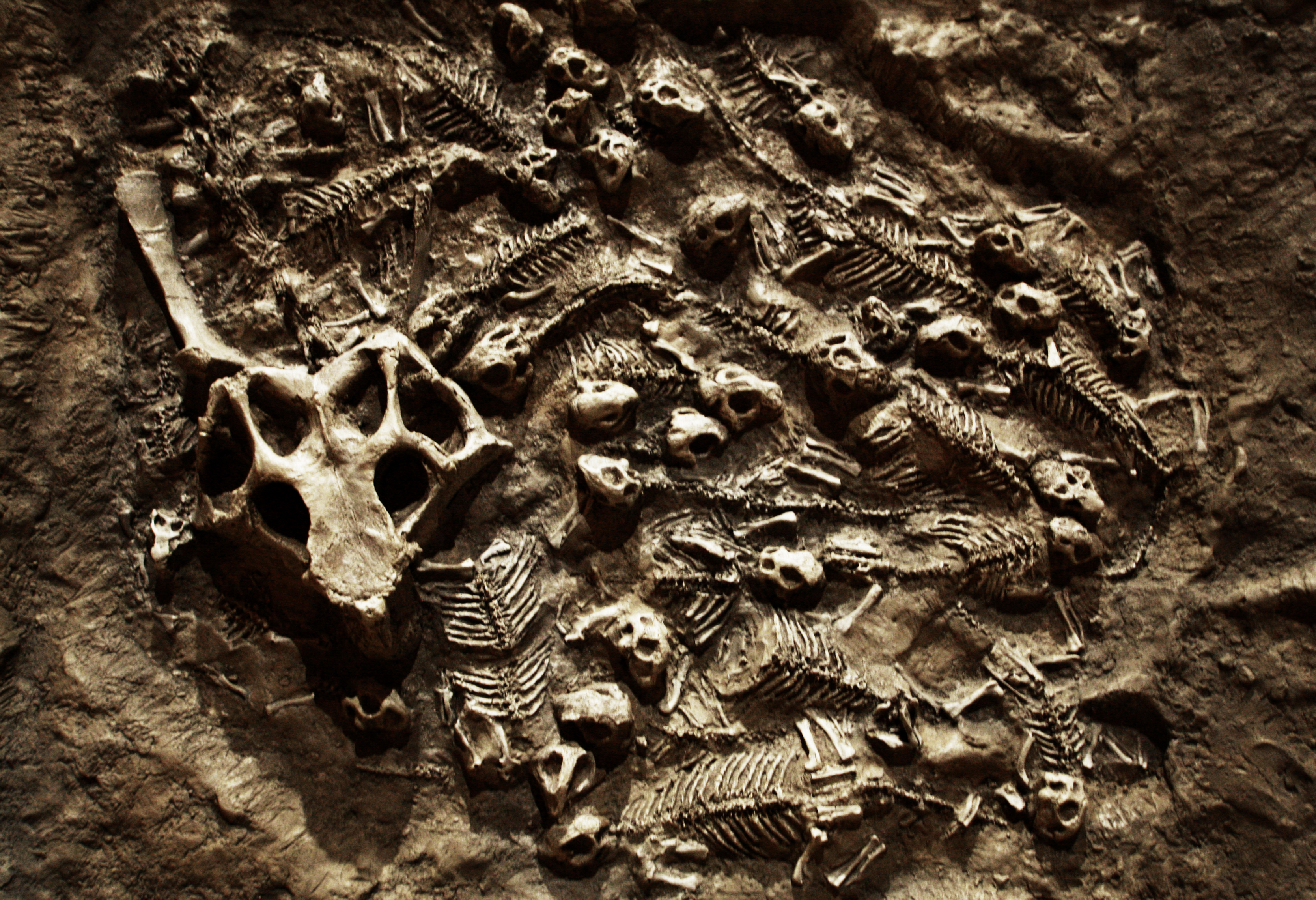
Molde de un espécimen de seis años asociado con juveniles

Un espécimen, extremadamente bien preservado, hallado en la Formación Yixian, proporciona una de las mejores evidencias sobre el cuidado parental en los dinosaurios. Este espécimen consiste en un Psittacosaurus adulto, el cual no se ha asignado a ninguna especie en particular, asociado con 34 esqueletos articulados de crías. Los jóvenes Psittacosaurus, todos aproximadamente de la misma edad, están entrelazados por debajo del adulto. La disposición de los fósiles sugiere que los animales estaban vivos al momento de ser enterrados, lo cual pudo ocasionarse como consecuencia del derrumbe de una madriguera.
Los huesos de los Psittacosaurus jóvenes son muy pequeños, pero a la vez estaban bien osificados. Esto se ha tomado como prueba de un prolongado cuidado parental, teniendo los jóvenes que haber permanecido en el nido lo suficiente para que sus huesos se osificaran. El elevado número de los pequeños en el nido sugiere que no todos pertenecían al espécimen adulto, indicando que los Psittacosaurus pudieron haber recurrido a una cierta clase de anidamiento comunal, quizás similar a los de las avestruces. Sin embargo, los dientes de algunos Psittacosaurus jóvenes exhiben un desgaste, indicando que las crías masticaban su propio alimento y pudieron haber presentado una conducta precocial, aunque esto no descarta la idea de un cuidado paternal.

### Comportamiento gregario

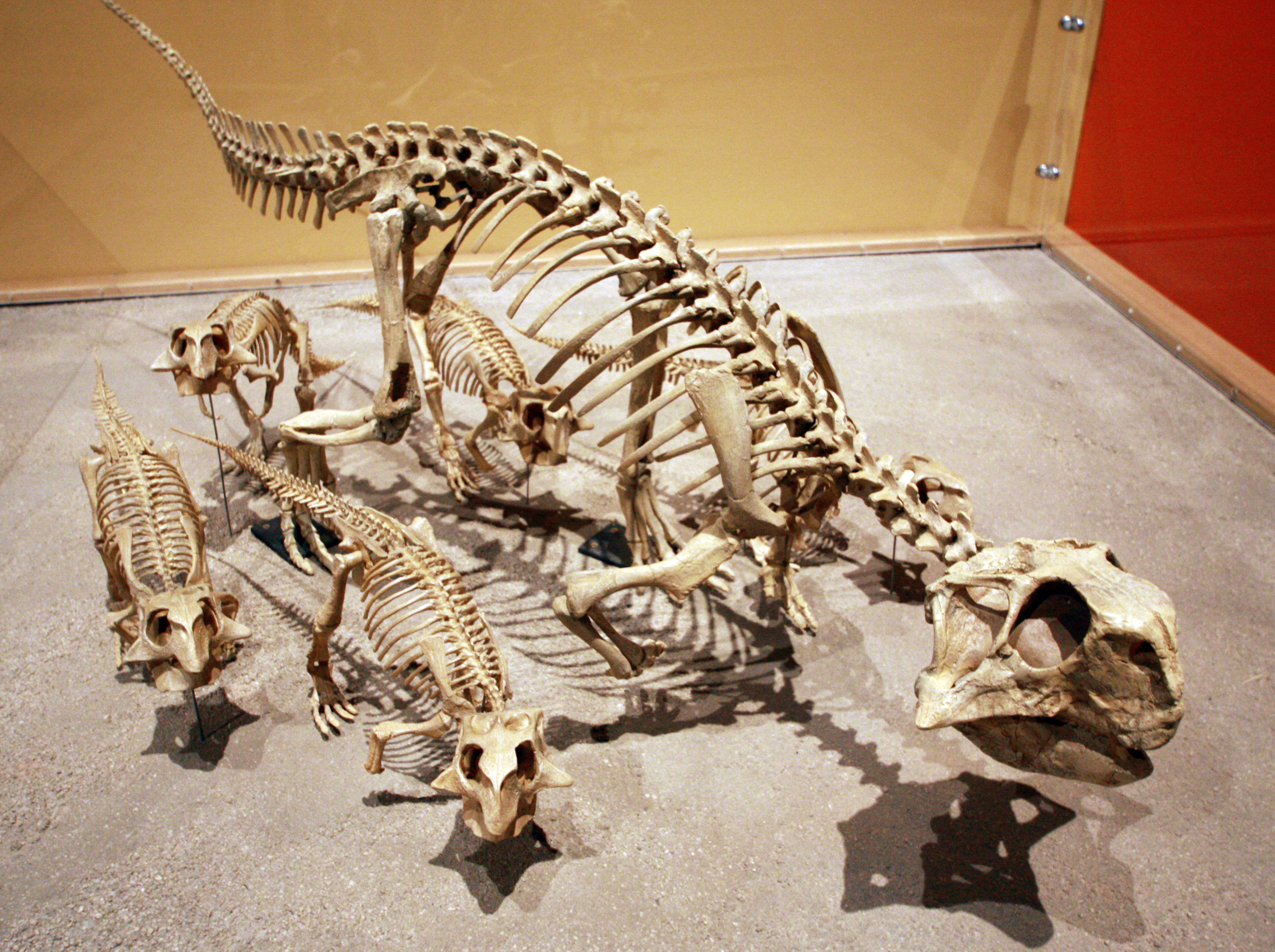
Esqueletos reconstruidos de un adulto con juveniles.

En 2004, un espécimen encontrado en la Formación Yixian fue reclamado como evidencia del cuidado de los padres en los dinosaurios. El espécimen DNHM D2156 consta de 34 esqueletos articulados juveniles de Psittacosaurus, estrechamente asociados con el cráneo de un adulto. Los juveniles, todos de aproximadamente la misma edad, están entrelazados en un grupo debajo del adulto, aunque los 34 cráneos están colocados sobre la masa de cuerpos, como lo habrían estado en vida. Esto sugiere que los animales estaban vivos en el momento del entierro, que debe haber sido extremadamente rápido, quizás debido al colapso de una madriguera. Sin embargo, un documento de 2013 señaló que el espécimen adulto no pertenecía al nido, ya que su cráneo no tenía conexión sedimentaria con la losa principal donde se encontraban los juveniles, pero había sido pegado a él. Esta asociación artificial llevó a la inferencia de que el cráneo pertenecía a un individuo, posiblemente una "madre", que estaba brindando el cuidado de los padres a los 34 menores, una afirmación que carece de fundamento. Además, también se demostró que el adulto tenía seis años, mientras que los estudios histológicos han demostrado que P. mongoliensis no pudo reproducirse hasta que cumplió los diez años. También es poco probable que una sola hembra tenga tantos descendientes al mismo tiempo. Un análisis de 2014 del mismo espécimen apoyó la asociación y concluyó que la proximidad del espécimen de seis años a las crías posteriores puede indicar una cooperación posterior a la cría, lo que hace que el espécimen de seis años sea un posible cuidador.

### Depredación

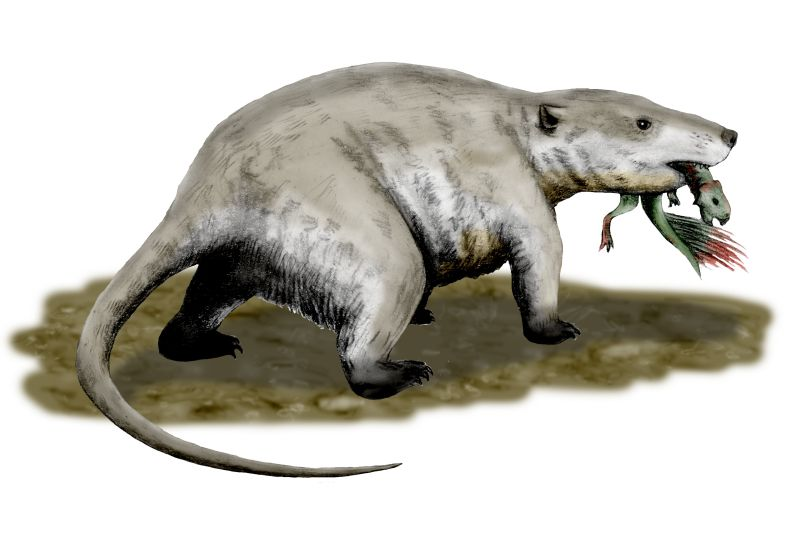
Repenomamus giganticus aprovechándose de un pequeño Psittacosaurus.

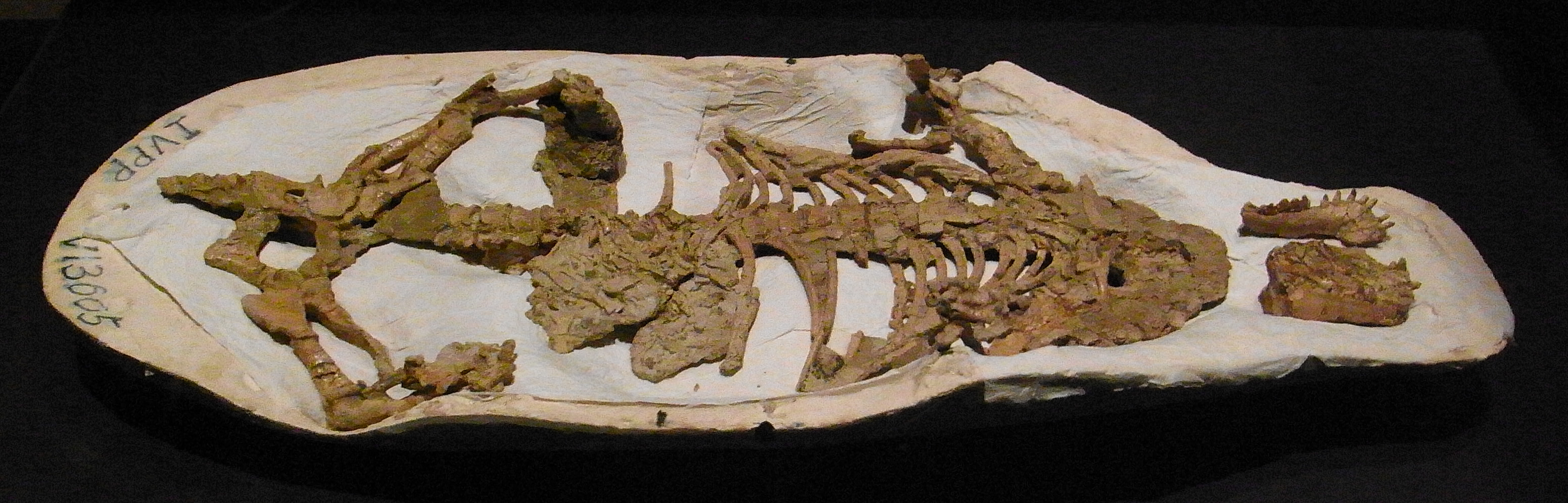
Fósil de Repenomamus robustus, un Psittacosaurus juvenil permanece preservado en su estómago.

Otro fósil de la Formación Yixian proporciona evidencia fehaciente de que los Psittacosaurus fueron presas de otros animales. Dentro de la cavidad abdominal del esqueleto de un Repenomamus robustus, un gran mamífero acuático triconodonte, están preservados los restos de un Psittacosaurus juvenil. Gran parte de los huesos del dinosaurio permanecían articulados, indicando que el mamífero carnívoro devoró a su presa en grandes trozos. Este espécimen es la primera evidencia del rol de ciertos mamíferos del Mesozoico como depredadores de dinosaurios. Algunas hipótesis sugieren una selección r en los Psittacosaurus, con una alta tasa de descendientes como estrategia de supervivencia.

### Patologías conocidas

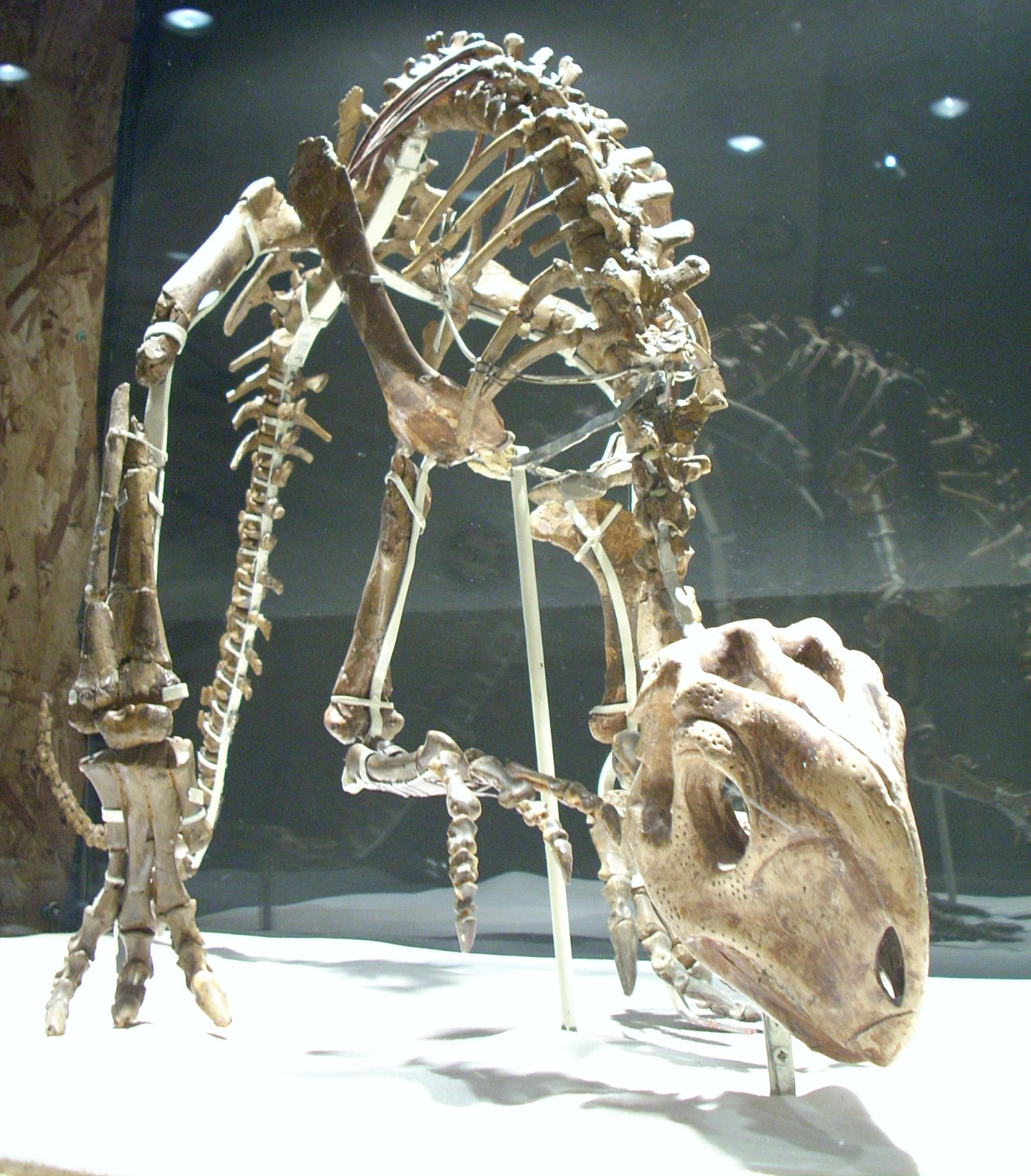
Esqueleto de psitacosaurio.

Dentro de los más de 400 especímenes conocidos de Psittacosaurus, solamente a uno se le ha identificado alguna clase de patología. El espécimen, que consiste en el esqueleto completo de un adulto y con cautela atribuido a P. mongoliensis, fue hallado en los estratos inferiores de la Formación Yixian en China. No hay evidencia de una fractura ósea, pero sí una clara señal de una infección, la cual puede ser observada cerca del punto medio del peroné derecho. El hueso exhibe un gran orificio circular, evidencia de necrosis debida a una falta de irrigación sanguínea en la región. El orificio está rodeado por una gran cantidad de hueso depositado a lo largo del tercio más bajo del peroné. Esta gran cantidad de hueso asentado alrededor de la herida indica que el animal se mantuvo con vida durante un considerable período, a pesar de la herida e infección subsecuente. Como los Psittacosaurus eran animales bípedos, una herida similar en un hueso sostenedor de la pierna hubiera sido probablemente fatal. Sin embargo, a diferencia del fémur y la tibia, el peroné no era un hueso de soporte, por lo que este animal habría sido capaz de caminar, pero con evidentes complicaciones. El origen de la herida permanece desconocido.

## Biocronología

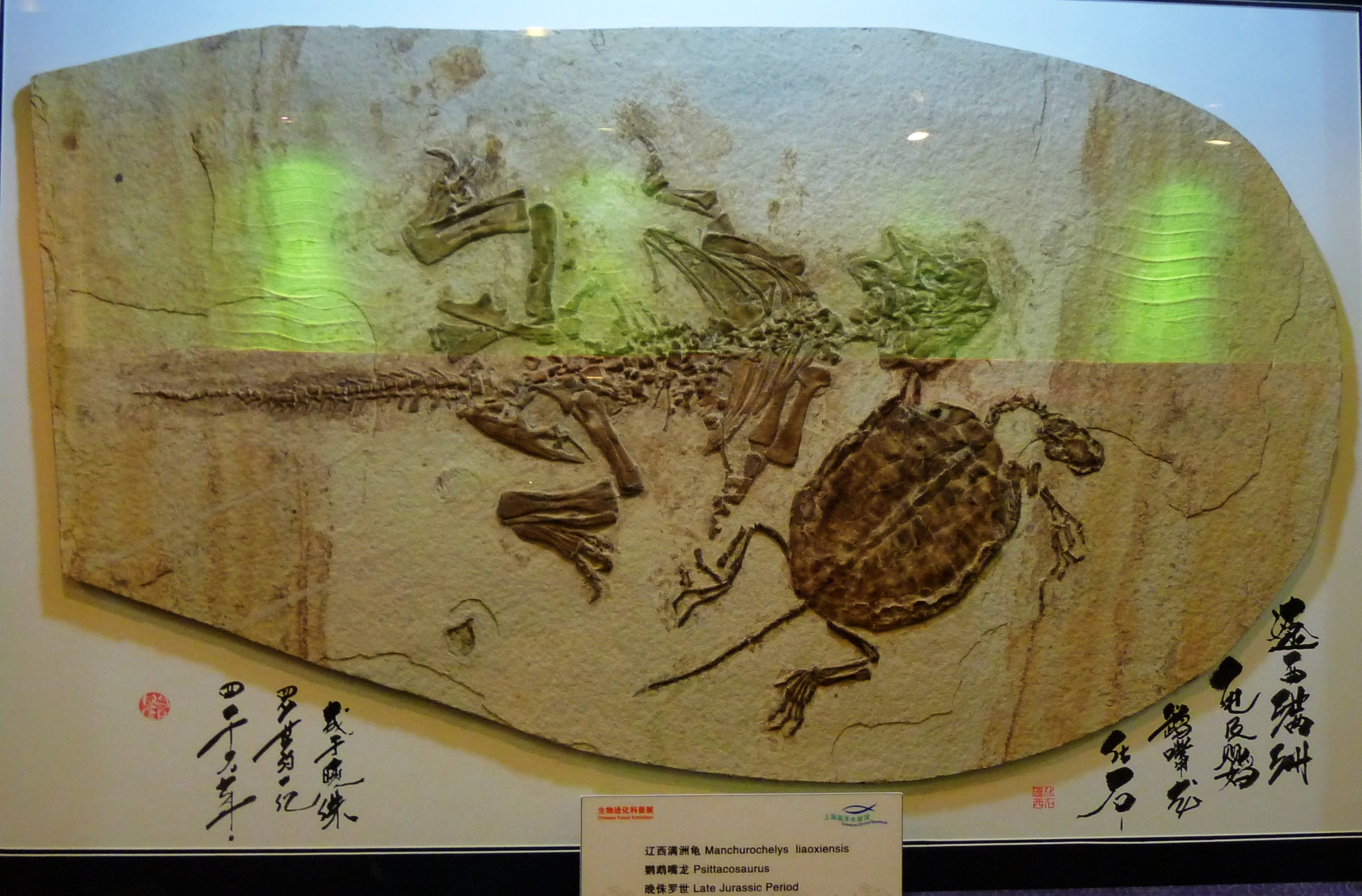
Espécimen junto a Ordosemys, Acuario oceánico de Shanghái, China.

Psittacosaurus se conoce a partir de cientos de especímenes individuales, de los cuales más de 75 han sido asignados a la especie tipo, P. mongoliensis. Todos los fósiles de Psittacosaurus descubiertos hasta ahora se han encontrado en sedimentos del Cretácico Inferior en Asia, desde el sur de Siberia hasta el norte de China, y posiblemente tan al sur como Tailandia. Las edades más comunes de las formaciones geológicas con fósiles de Psittacosaurus son del Cretácico temprano, de finales del piso Barremiense hasta el Albiense, entre unos 126 a 101 millones de años. Muchas formaciones sedimentarias terrestres de estas edades en Mongolia y el norte de China han proporcionado fósiles de Psittacosaurus, lo que lleva a la definición de este período de tiempo en la región como biocrón Psittacosaurus.
La especie más antigua conocida es P. lujiatunensis, que se encuentra en los estratos más bajos de la Formación Yixian. Más de 200 especímenes atribuidos a este género se han recuperado de estos y otros estratos del Yixian, cuya edad es objeto de debate. Aunque muchos de los primeros estudios que utilizan la datación radiométrica sitúan al Yixian en el Período Jurásico, decenas de millones de años fuera del rango temporal esperado de Psittacosaurus, el trabajo más reciente lo fecha al Cretácico Inferior. Utilizando la datación argón-argón, un equipo de científicos chinos fechó las capas más bajas de la formación en aproximadamente 128 millones de años, y las más altas en aproximadamente 122 millones de años. Un estudio chino más reciente, que utiliza la datación por uranio-plomo, sugiere que los estratos inferiores son más jóvenes, aproximadamente 123,2 millones de años, mientras que coincide con una edad de 122 millones de años para los superiores.